# Tomate
Solanum lycopersicum
Pour les articles homonymes, voir Tomate (homonymie).
Espèce

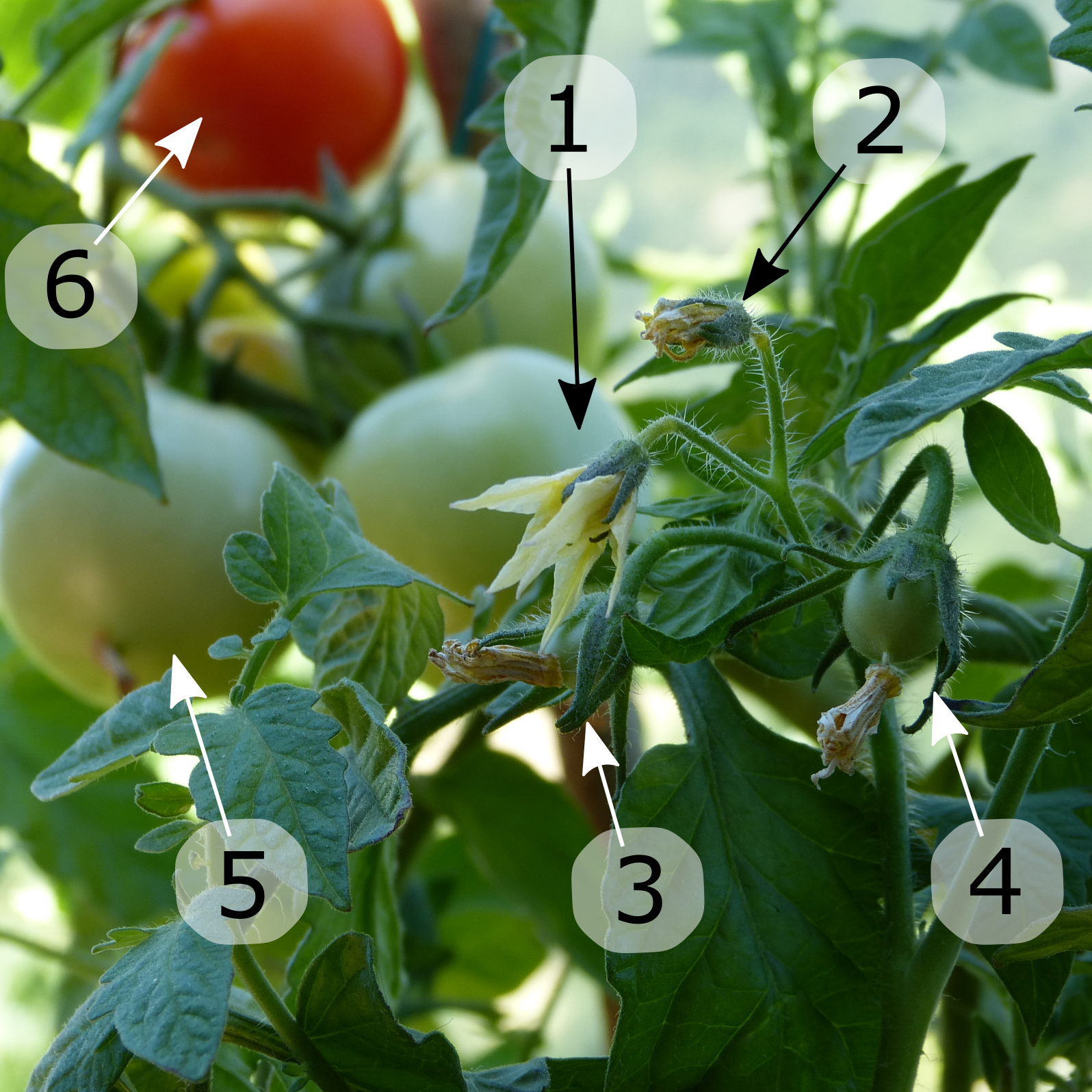
Étapes de floraison, fructification et maturation d'une tomate.

La tomate (Solanum lycopersicum L.) est une espèce de plantes herbacées du genre Solanum de la famille des Solanacées, originaire du Mexique. Le terme désigne aussi son fruit charnu : la tomate se consomme comme un légume-fruit, crue ou cuite ; elle est devenue un élément incontournable de la gastronomie dans de nombreux pays, particulièrement dans les Amériques.
L'espèce compte quelques variétés botaniques, dont la « tomate cerise » et plusieurs milliers de variétés cultivées (cultivars identifiés par des appellations ou des marques commerciales).
La plante est cultivée en plein champ ou sous abri par les agriculteurs et les horticulteurs sous presque toutes les latitudes, sur une superficie de plus de quatre millions d'hectares. En volume, elle est le fruit le plus cultivé dans le monde. La tomate a donné lieu au développement d'une importante industrie de transformation, pour la fabrication de concentré, de sauce tomate, notamment de sauce ketchup, de jus de légumes et de conserves.
De grande importance économique, elle est l'objet de nombreuses recherches scientifiques. Elle est considérée comme une plante-modèle en génétique. Elle a donné naissance à la première plante génétiquement modifiée autorisée à la mise en culture et commercialisée de façon éphémère aux États-Unis dans les années 1990.

## Étymologie
Le substantif féminin, « tomate » est un emprunt, d'abord par l'intermédiaire de l'espagnol tomate puis par celui de diverses traductions, au nahuatl (langue de la famille uto-aztèque) tomatl qui désignait le fruit de la tomatille (Physalis ixocarpa). Toutefois, le mot nahuatl xitoma(tl) (qui signifie « (le) nombril » et qui a donné en espagnol mexicain jitomate) désigne la tomate (Lycopersicon esculentum),. La première attestation de « tomate » en français date de 1598 dans la traduction de l'ouvrage de José de Acosta, Historia natural y moral de las Indias, par Robert Regnault,. « Tomate » n'est entré dans le dictionnaire de l'Académie française qu'en 1835.
Le fruit s'est longtemps appelé « pomme d'amour », probablement en raison des alcaloïdes présents dans le fruit, avec un supposé effet aphrodisiaque, mais également « pomme d'or » — en italien pomodoro, en allemand goldapfel, de même sens —, du fait que les premières tomates cultivées étaient jaunes et de la taille d'une cerise,.
Le nom de la tomate figure dans les « mots sans frontière » recensés par Sergio Corrêa da Costa. On le retrouve en effet dans de nombreuses langues avec de faibles variations phonétiques et orthographiques. On a ainsi dans les langues européennes : tomato en anglais, tomate en allemand, espagnol, français et portugais, tomată en roumain, tomat en danois, norvégien, suédois et estonien, tomaat en néerlandais, tomaquet en catalan, domates en turc, à l'exception notable de l'italien pomodoro, du polonais pomidor et du hongrois paradicsom. En russe, les termes tomat (томат) et pomidor (помидор) sont interchangeables.
Solanum lycopersicum, le terme scientifique pour « tomate », est repris du grec ancien λύκος / lúkos, « loup », et du latin persicum, « pêche » : « pêche de loup », quand on pensait alors qu'il constituait un poison et que sa consommation transformait les humains en loups.

## Botanique

### Description

#### Appareil végétatif

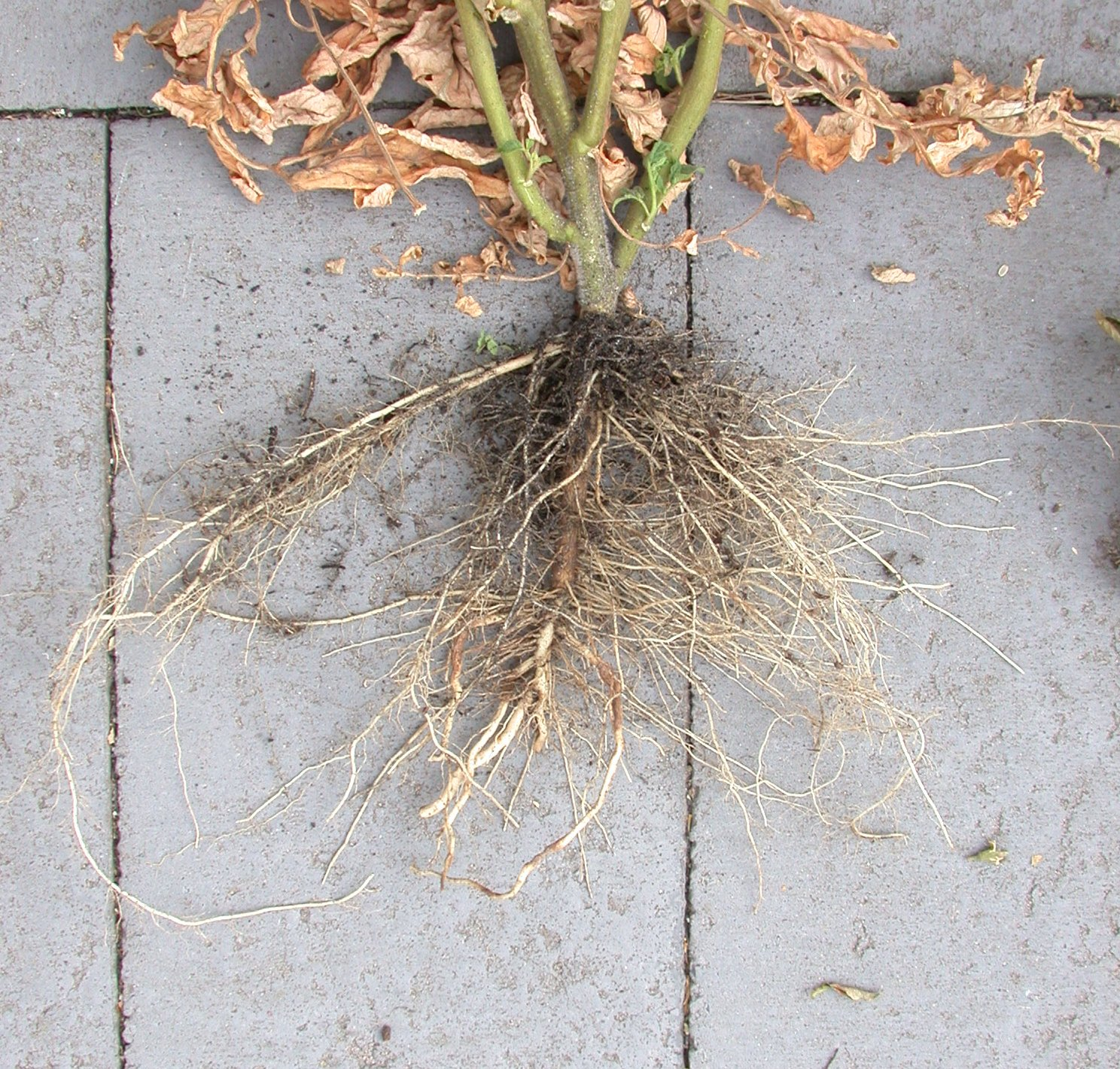
Système racinaire de la tomate.

Le plant de tomates est une plante herbacée sensible au froid, vivace en climat chaud, généralement annuelle. C'est une plante à croissance indéterminée, mais il existe des variétés à croissance déterminée, c'est-à-dire dont la fonction végétative, sur chaque tige, s'arrête précocement, puisque la tige se termine par un bouquet floral. Chez les variétés à port indéterminé, chaque bouquet floral est séparé par trois feuilles, et la plante peut croître ainsi indéfiniment. Chez les variétés à port déterminé, les inflorescences sont séparées par deux feuilles, puis une feuille, avant de se retrouver en position terminale sur la tige. La plante continue ensuite sa croissance non pas sur la tige principale, mais sur les tiges secondaires qui poussent à l'aisselle des feuilles (les « gourmands ») également de manière déterminée.
Son port, dressé en début de croissance, devient retombant ou semi-retombant au fil de la croissance et de la ramification des tiges, nécessitant des supports selon les types de culture.
Son système racinaire est de type pivotant à tendance fasciculée. Très dense et ramifié sur les trente premiers centimètres, il peut atteindre un mètre de profondeur.

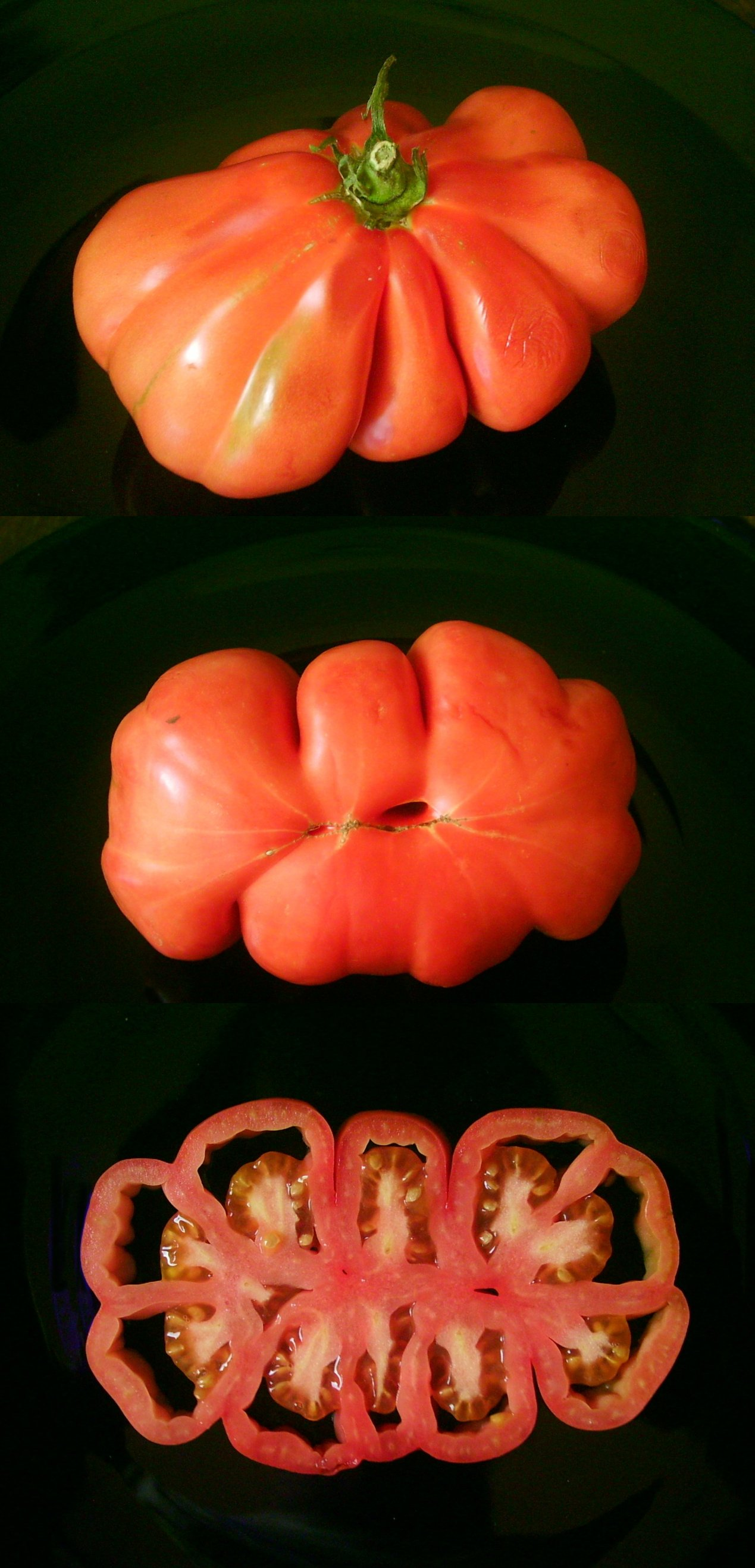
Tomate multiloculaire.

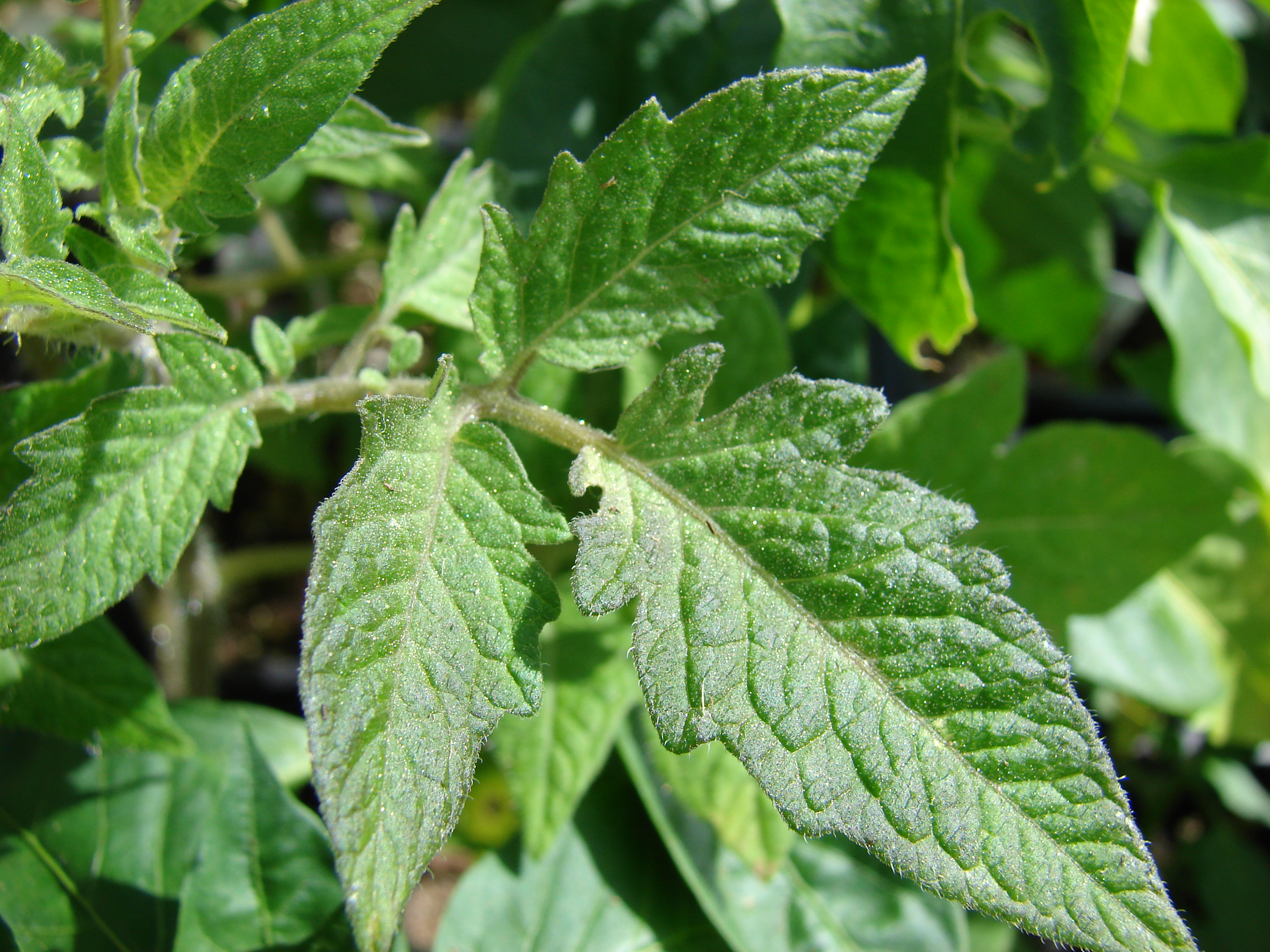
Feuille de tomate (Solanum lycopersicum var. lycopersicum).

La tige est anguleuse, épaisse aux entrenœuds, pubescente. De consistance herbacée en début de croissance, elle tend à devenir un peu ligneuse en vieillissant. La croissance de la tige, monopodiale au début, devient sympodiale après 4 ou 5 feuilles, c'est-à-dire que les bourgeons axillaires donnent naissance à des ramifications successives, tandis que les bourgeons terminaux produisent des fleurs ou avortent. Les rameaux issus des bourgeons axillaires produisent des feuilles à chaque nœud et se terminent aussi par une inflorescence.
La tige et les feuilles portent deux types de poils : simples ou glanduleux, ces derniers contenant une huile essentielle qui donne son odeur caractéristique à la plante.
Les feuilles, alternes, longues de 10 à 25 cm, sont composées, imparipennées, et comprennent de cinq à sept folioles aux lobes très découpés. Le bord du limbe est denté. Les vieilles feuilles perdent leur pouvoir photosynthétique et deviennent même nuisibles pour la plante, responsables du retard de croissance des fruits. Les professionnels les coupent, ce qui nécessite beaucoup de main-d'œuvre puisque cette opération doit se renouveler toutes les semaines (feuilles au-dessus des fruits à récolter).
Il existe près de 300 variétés avec un feuillage très particulier nommées « tomates à feuille de type pomme de terre », dont par exemple la tomate Précoce de Quimper ou encore la tomate Matina. Elles présentent un feuillage plus « pendant », avec des feuilles beaucoup moins découpées et plus épaisses qui se composent seulement de trois folioles souvent gaufrées. Les feuilles ressemblent effectivement à celles des plants de pommes de terre.

#### Appareil reproducteur

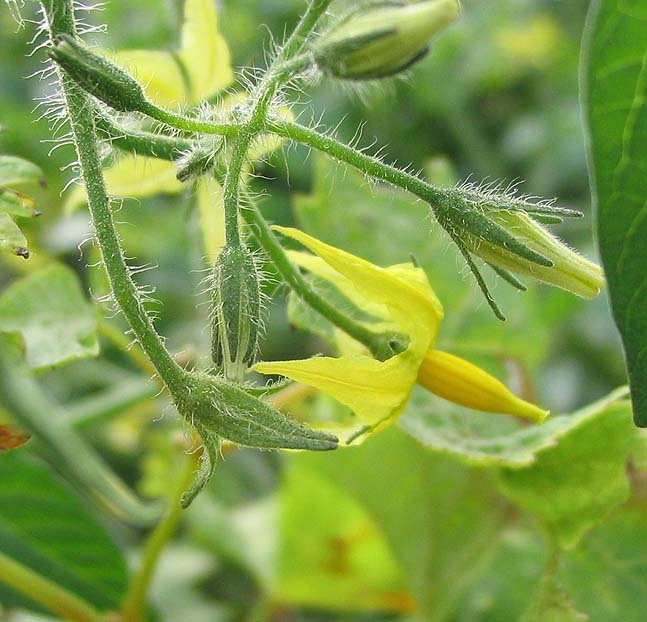
Fleur de tomate.

Les fleurs s'épanouissent du printemps à l'été (de fin mai à septembre dans l'hémisphère nord et dans l'hémisphère sud de fin novembre à mars). Elles sont réunies en cymes, inflorescences de type déterminé. Cependant, chez la tomate, le méristème de l'inflorescence ne se termine pas par une fleur et, en fait, maintient son indétermination.
La fleur de tomate est actinomorphe à symétrie pentamère. Le calice compte cinq sépales verts. Ce calice est persistant après la fécondation et subsiste au sommet du fruit. La corolle compte cinq pétales jaune vif, soudés à la base, souvent réfléchis en arrière, et formant une étoile à cinq pointes. L'androcée compte cinq étamines à déhiscence latérale introrse. Les anthères allongées forment un cône resserré autour du pistil. Celui-ci est constitué de deux carpelles soudés, formant un ovaire supère biloculaire (à deux loges) et à placentation centrale. Chez certaines variétés, l'ovaire est pluriloculaire.
Ces fruits charnus sont des baies normalement à deux loges, parfois trois ou plus, à graines très nombreuses. Ils sont très variés par la taille, la forme et la couleur. Leur taille va de quelques grammes (tomate groseille, tomate cerise) à près de deux kilogrammes. Leur forme est généralement sphérique, plus ou moins aplatie, plus ou moins côtelée, mais il en existe en forme de cœur ou de poire. Leur couleur, d'abord verdâtre, tourne généralement au rouge à maturité, mais il en existe des blanches, des jaunes, des noires, des roses, des bleues, des violettes, des orange et des bicolores.
Le pédoncule des fruits présente une zone d'abscission, de sorte que le fruit mûr se détache en conservant une partie du pédoncule, ainsi que le calice. Des variétés sélectionnées pour la culture de tomate d'industrie ne présentent pas ce caractère et permettent la récolte du fruit nu. Elles comportent le gène récessif jointless provenant d'une espèce de tomates sauvages (Solanum chessmanii).
La graine est petite (250 à 350 graines par gramme) et velue ; sa germination est épigée. Après le stade cotylédonaire, la plante produit 7 à 14 feuilles composées avant de fleurir.

#### Terminologie

Formes de tomates : 1 : aplatie ; 2 : légèrement aplatie ; 3 : arrondie ; 4 : haute et ronde ; 5 : en forme de cœur ; 6 : cylindrique ; 7 : en forme de poire ; 8 : en forme de prune.

Les termes utilisés pour décrire une tomate font référence à :
- sa couleur : blanche, jaune, noire, orange, rose, rouge, verte, violacée, violette, zébrée ;
- son apparence : allongée, en forme de cœur, côtelée, en grappe, oblongue, petite, grosse, très grosse ;
- sa chair : dense, douce, ferme, parfumée, à peau épaisse, rustique ;
- ses caractéristiques de production : le port (déterminé, indéterminé, compact), la précocité (précoce, tardive), la productivité (faible, moyenne, élevée), la régularité (fruits homogènes, hétérogènes), la résistance (aux maladies, aux ravageurs), la tolérance (au climat humide, à la chaleur).

#### Physiologie
La tomate cultivée a une floraison indifférente au photopériodisme (plante à jours neutres), ce qui a permis son adaptation sous diverses latitudes[réf. nécessaire].
Par ses fleurs hermaphrodites, elle est autofertile et principalement autogame. Cela résulte de la morphologie de la fleur : le style est en effet inséré dans le tube formé par les étamines, les stigmates n'apparaissant généralement pas à l'extérieur. Cela limite fortement la pollinisation croisée, sans l'interdire totalement. La pollinisation nécessite toutefois l'intervention d'un agent extérieur, le vent, certains insectes comme les bourdons, voire un vibreur, capable de faire vibrer les anthères et de libérer le pollen.
Chez la tomate, la photosynthèse est du type « en C3 », c'est-à-dire qu'en première étape elle produit des glucides à trois atomes de carbone. Elle est influencée notamment par la température de l'air et sa teneur en CO2 et par l'intensité lumineuse.

### Classification
La tomate, dont l'appartenance à la famille des Solanacées avait été reconnue par les botanistes de la Renaissance, a été classée scientifiquement par Linné en 1753 dans le genre Solanum, avec comme nom scientifique Solanum lycopersicum.
Le botaniste français Joseph Pitton de Tournefort avait placé la tomate cultivée à gros fruits dans le genre Lycopersicon qu'il décrivit formellement en 1694 dans son ouvrage Institutiones rei herbariae. En 1768, Philip Miller, considérant que la tomate différait substantiellement des autres espèces du genre Solanum, telles la pomme de terre et l'aubergine, la classa dans ce genre et la nomma Lycopersicon esculentum Mill. Certains auteurs ont repris l'épithète spécifique de Linné, et l'ont nommée Lycopersicon lycopersicum ([L.] H. Karsten, publié par Gustav Hermann Karsten en 1882). Si ce nom est toujours utilisé dans la réglementation phytosanitaire internationale, la plupart des auteurs considèrent la différence de terminaison comme ne devant pas être prise en compte, et que Lycopersicon lycopersicum est un tautonyme, ce qui est interdit par le Code International de Nomenclature Botanique. Le nom Lycopersicon esculentum Mill. est maintenant un nomen conservandum.
Depuis lors, la cladistique, s'appuyant sur les techniques modernes de biologie moléculaire, a conduit à inclure de nouveau la tomate dans le genre Solanum, dans le même clade que la pomme de terre (Solanum tuberosum), donnant ainsi raison à Linné. Les espèces anciennement rattachées au genre Lycopersicon sont désormais regroupées dans le sous-genre Potatoe, section Petota, sous-section Lycopersicon du genre Solanum.
Le nom actuel est donc Solanum lycopersicum, bien que le nom donné par Miller soit encore utilisé dans de nombreuses publications.

#### Synonymes
Les synonymes de Solanum lycopersicum sont :
- Solanum lycopersicum L. (1753) ;
- Lycopersicon esculentum Mill. (1768) ;
- Lycopersicon pomumamoris Moench (1794) ;
- Lycopersicon lycopersicum H.Karsten (1882).

#### Variétés botaniques

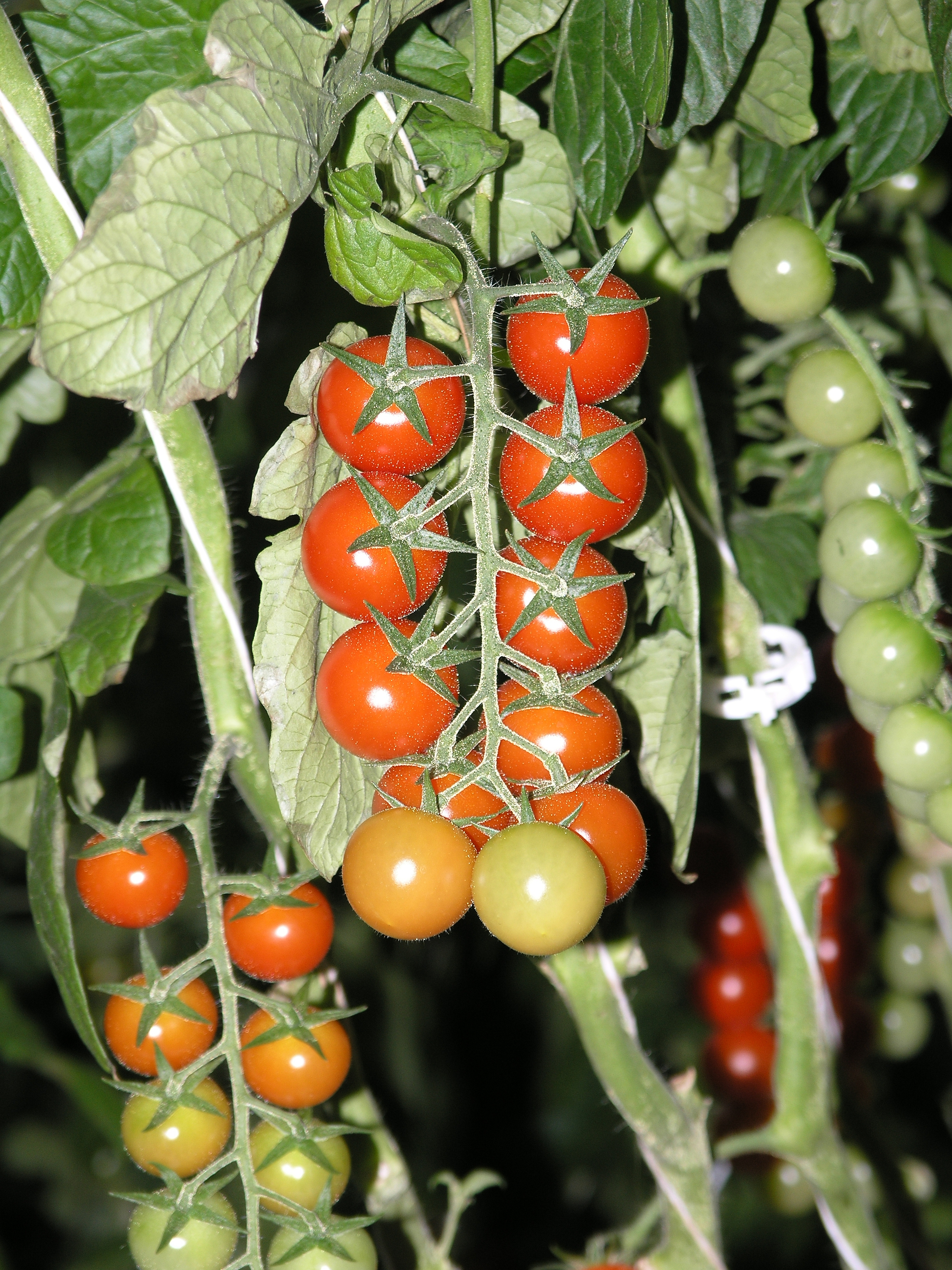
Tomate cerise (Solanum lycopersicum cerasiforme).

L'espèce Solanum lycopersicum compte plusieurs variétés botaniques, dont :
- Solanum lycopersicum var. esculentum à gros fruits, c'est la tomate cultivée de laquelle découlent presque toutes les variétés (cultivars) trouvées sur le marché ;
- Solanum lycopersicum var. cerasiforme, la tomate cerise, c'est la seule forme sauvage du genre rencontrée aussi en dehors de l'Amérique du Sud (Rick, 1986). Elle est connue dans les Antilles françaises et en Guyane sous le nom de tomadose. Il est probable que la tomate cultivée ait été domestiquée à partir de cette forme sauvage[21].

#### Autres espèces
Outre Solanum lycopersicum, le genre Solanum comprend neuf (jusqu'à quinze selon certains auteurs) autres espèces de tomates classées dans la section Lycopersicum. Autrefois regroupées dans le genre Lycopersicon, ces espèces sont pour la plupart originaires des régions andines du Nord-Ouest de l'Amérique du Sud, de l'Équateur au nord du Chili, et deux, Solanum chmielewskii et Solanum galapagense, sont endémiques des îles Galápagos. Ces tomates sauvages, pour la plupart à fruits verts ou noirs, ne sont pas comestibles, sauf Solanum pennellii, la tomate-groseille, à fruits rouges de très petite taille, qui est à la base du véritable ketchup.[réf. nécessaire]
Ces espèces sont toutes diploïdes avec le même nombre de chromosomes (2n = 24) que la tomate cultivée. Elles n'ont pas été domestiquées, mais constituent une réserve fort utile de variabilité pour l'amélioration de la tomate domestique. Plusieurs d'entre elles peuvent s'hybrider facilement avec Solanum lycopersicum à condition de prendre cette dernière comme femelle. Pour certaines espèces, comme Solanum peruvianum et Solanum chilense, le croisement nécessite le recours à la culture d'embryons immatures.

### Évolutions et recherche

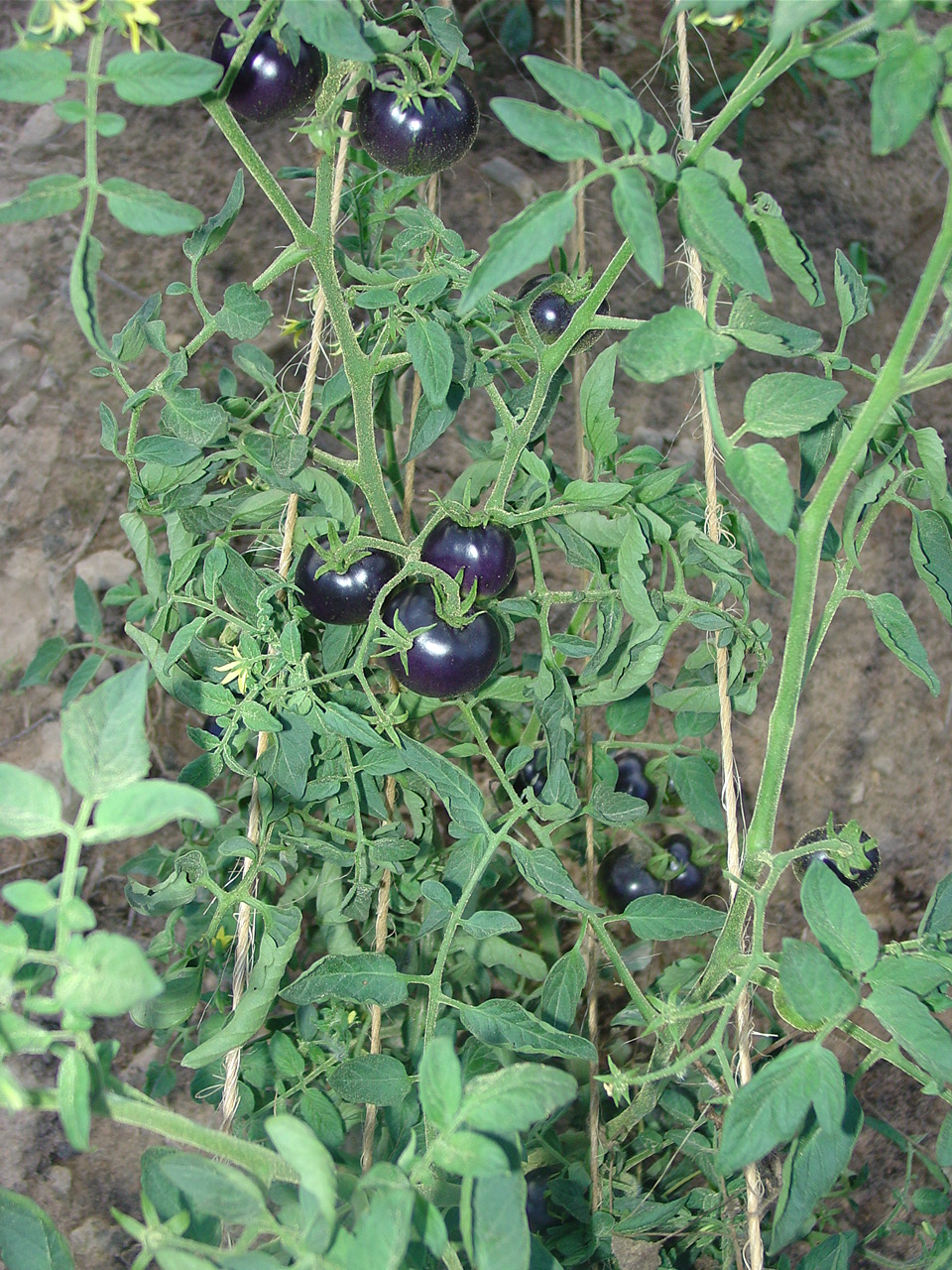
La « tomate bleue » obtenue à l'université d'État de l'Oregon par rétrocroisement avec Solanum chilense.

L'« amélioration » de la tomate a commencé dès la domestication de l'espèce par les anciens Mesoamericains. Aujourd'hui, la tomate est l'une des espèces les mieux connues en agronomie. Elle sert de modèle génétique à beaucoup de plantes et elle continue à faire l'objet de nombreux travaux, tant en zone tempérée qu'en région tropicale :
- en région tropicale, les recherches portent principalement sur l'adaptation au climat et la résistance au flétrissement bactérien et aux nématodes ;
- en zone tempérée, les études menées ont une incidence déterminante sur les programmes tropicaux ; c'est notamment le cas de la sélection pour la résistance aux maladies et de l'amélioration de l'adaptation à la chaleur ;
- dans le domaine de la biologie moléculaire, des résultats majeurs ont été obtenus, notamment par les équipes américaines (Université Cornell) et françaises (INRA) ;
- comme pomate : la pomme de terre et la tomate étant toutes deux des solanacées, les chercheurs ont greffé les deux, d'où l'obtention sur la même plante, de tomates en aérien et de pommes de terre en sous-sol[23].

#### Taux de sucre
La tomate Solanum pennellii (ex-Lycopersicon pennellii) produit un fruit naturellement sucré. Elle est à la base du véritable ketchup. Cette particularité est due à une enzyme spécifique — une invertase — présente chez beaucoup de fruits et de fleurs, mais particulièrement efficace chez cette tomate.
Cette découverte, rendue publique par l'équipe israélo-américano-allemande dirigée par Dani Zamir de l'université de Jérusalem à Rehovot, découle de leurs recherches à partir de lignées isogéniques.
Ces recherches ont abouti à la création de la variété Tomaccio.

#### Génétique de la couleur
(pour les gènes récessifs, la couleur correspondante est celle des homozygotes).

#### Tomates transgéniques
La marque de tomate « Flavr Savr » ou « McGregor » est une plante génétiquement modifiée mise au point par la société américaine Calgene, via la technique de l'ARN antisens avec l'objectif d'allonger la durée de vie du fruit après la récolte et par conséquent la « qualité » de la tomate pour la consommation en frais,. Dans cette tomate, on a réussi à diminuer l'expression du gène responsable de la production de polygalacturonase, enzyme responsable de la dégradation des parois cellulaires dans la phase de mûrissement,. Après les évaluations du risque et l'accomplissement de toutes les conditions nécessaires,, la FDA (Food and Drug Administration, États-Unis) approuva en 1994 la commercialisation de la tomate FlavrSavr, qui devint ainsi le premier produit dérivé d'une culture transgénique autorisé pour la consommation humaine.
D'autres variétés transgéniques (OGM) ont également reçu l'autorisation de mise en marché aux États-Unis, notamment une tomate Bt (la Bt tomato line 5345) qui a reçu le gène Cry1Ac provenant de Bacillus thuringiensis qui lui confère une résistance aux insectes de l'ordre des lépidoptères.
La commercialisation de ces variétés fut éphémère, mais les chercheurs continuent de travailler dans diverses directions, comme la « tomate pourpre » créée par le Centre John Innes au Royaume-Uni dont la forte concentration en anthocyanines, responsables de la couleur pourpre du fruit, provient de gènes transférés du muflier, ou la tomate tolérante aux sols salés créée à partir de la variété 'Moneymaker' ayant reçu le gène AtNHX1 d'Arabidopsis thaliana.

### Variétés

#### Séquençage du génome

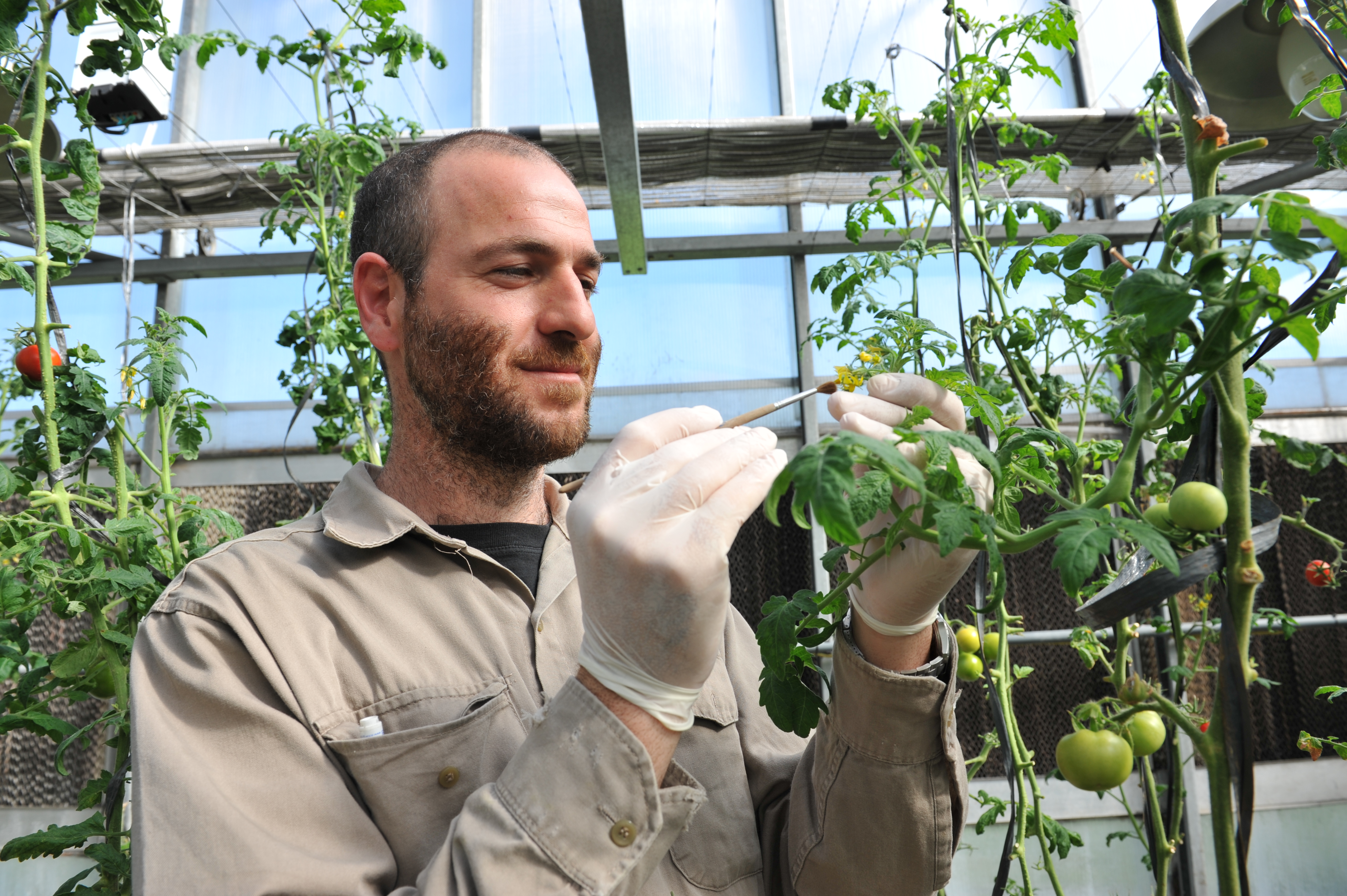
Scientifique de l'Instituto Nacional de Tecnología Agropecuaria travaillant au séquençage du génome de la tomate, octobre 2012.

Le Consortium international du Génome de la Tomate (Tomato Genome Consortium, TGC) lancé en 2003 et regroupant 14 pays et plus de 300 chercheurs, a achevé en mai 2012 le séquençage des génomes de la tomate cultivée (Solanum lycopersicum) et de son ancêtre sauvage (Solanum pimpinellifolium). Cette avancée permettra d'accélérer les recherches, notamment pour l'amélioration variétale de la tomate. La connaissance de la séquence complète du génome de la tomate ouvre de nouvelles perspectives pour l'amélioration des qualités nutritionnelles et sensorielles et pour accroître sa capacité de résistance aux bioagresseurs et aux stress environnementaux. Les résultats ont été publiés le 31 mai 2012 dans la revue Nature.
Le génome de la tomate comprend 12 paires de chromosomes (2n=24). Sa taille est estimée à 950 Mpb encodant environ 35 000 gènes. La majorité des séquences géniques, représentant 220 Mpb, est concentrée dans des régions euchromatiques contiguës dans les régions distales de chaque bras des chromosomes.
L' International Tomato Sequencing Project s'inscrit lui-même dans un projet plus large, l'International Solanaceae Genome (SOL) Project, intéressant plusieurs espèces de Solanacées. La répartition des tâches entre les pays participants a été la suivante :
- chromosome 1 :  États-Unis
- chromosome 2 :  Corée du Sud
- chromosome 3 :  Chine
- chromosome 4 :  Royaume-Uni
- chromosome 5 :  Inde
- chromosome 6 :  Pays-Bas
- chromosome 7 :  France
- chromosome 8 :  Japon
- chromosome 9 :  Espagne
- chromosome 10 :  États-Unis
- chromosome 11 :  Chine
- chromosome 12 :  Italie

## Histoire

### Origines

Diffusion de la tomate
1. Pérou, centre de diversification,
2. Mexique : premier centre de domestication,
3. Europe : deuxième centre de domestication,
4. États-Unis : troisième centre de domestication.

Selon les données fossiles les mieux conservées, le plus vieil ancêtre de cette plante (baptisé Physalis infinemundi) poussait dans la zone de l'actuel Antarctique, qui était alors proche de l'Australie et de l'Amérique du Sud, il y a plus de 50 millions d'années. C'est ce qu'indiquent deux fossiles trouvés à Laguna del Hunco en Patagonie (Argentine). Ils ont été datés de 52,2 millions d'années (le supercontinent du Gondwana commençait alors à se disloquer). Ils présentent les silhouettes aplaties des fruits de type « lanterne », de calices à cinq lobes fortement gonflés qui semblent pouvoir jouer un rôle de flotteur (peut-être pour la dispersion des graines sur l'eau). Ils évoquent déjà les membres modernes de la famille des Solanacées. Le milieu est aujourd'hui pauvre et sec mais, durant l'éocène (-56 millions à -33,9 millions d'années), il s'agissait des abords d'un lac de caldeira et le climat était plus tropical. Cette découverte éclaire l'origine de la tomate pour laquelle on manquait encore de données sur les divergences phylogénétiques et moléculaires ; elle se montre plus ancienne qu'on ne le pensait et les Solanaceae auraient commencé à se diversifier avant la rupture finale du Gondwana.
Les tomates contemporaines semblent toutes originaires des régions andines côtières du Nord-Ouest de l'Amérique du Sud (Colombie, Venezuela, Équateur, Pérou, Nord du Chili). C'est en effet seulement dans ces régions qu'on a retrouvé des plantes spontanées de diverses espèces de l'ancien genre Lycopersicon, notamment Solanum lycopersicum cerasiforme, la tomate cerise (aujourd'hui répandue dans toutes les régions tropicales du globe, mais à la suite d'introductions récentes) qui est consommée dès le VIIIe siècle.
La première domestication de la tomate à gros fruits est vraisemblablement intervenue dans le Mexique actuel où elle a été transportée par les Aztèques et où l'ont trouvée les conquérants espagnols lors de la conquête de Tenochtitlán (Mexico) par Hernán Cortés en 1519[réf. souhaitée]. Les conquistadors la rapportent en Europe en 1560.
Cette domestication s'est probablement produite après celle de la Tomatille (Physalis philadelphica), qui était plus appréciée que la tomate à l'époque préhispanique, mais sa culture s'est marginalisée par la suite. L'hypothèse d'une domestication parallèle au Pérou ne peut toutefois être définitivement écartée.
Bernardino de Sahagún dans son Histoire générale des choses de la Nouvelle-Espagne rapporte que les Aztèques préparaient une sauce associant les tomates avec du piment et des graines de courges,.

### Diffusion en Europe et dans le monde

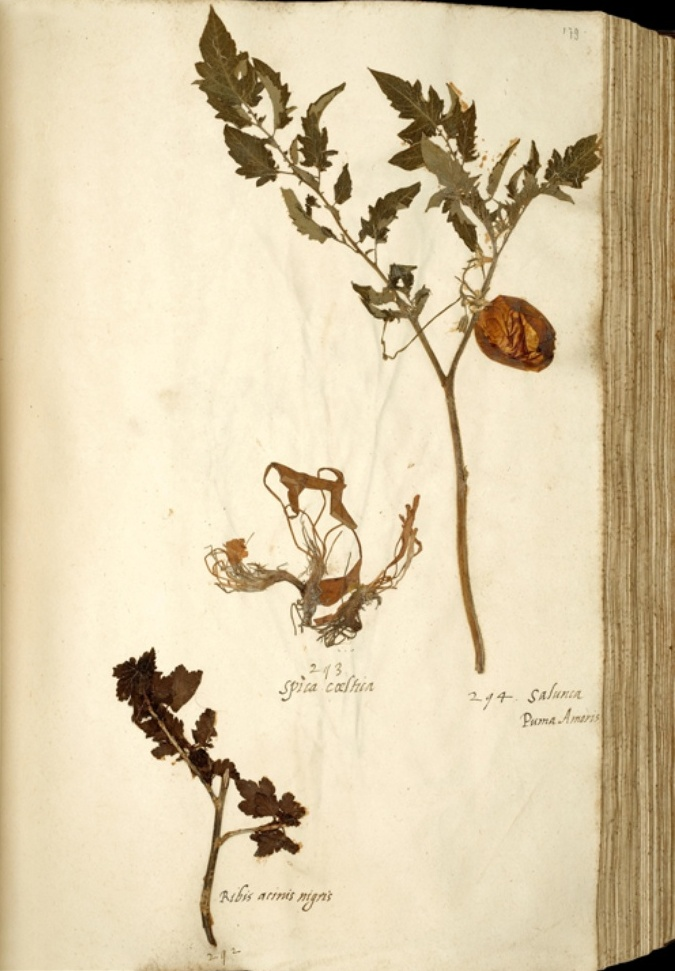
Solanum lycopersicum var. lycopersicum. Page d'herbier de tomates le plus ancien de l'Europe, 1542-1544. Naturalis Leiden.

Elle fut introduite en Europe au début du XVIe siècle par les Espagnols, d'abord en Espagne apparemment en 1523, puis en 1544 en Italie, par Naples, alors possession de la couronne espagnole. Le royaume de Sardaigne (1324-1713), qui est rattaché aussi à la couronne espagnole, pourrait être l'une des premières terres à l'avoir connue et à l'avoir exportée en Ligurie.
En Europe, la tomate a longtemps été cultivée comme plante ornementale, sa comestibilité étant considérée comme suspecte. La botanique était alors essentiellement tournée vers l'étude des plantes médicinales, la similitude d'aspect avec des  plantes indigènes d'Europe comme la belladone (Atropa belladonna) ou la mandragore (Mandragora officinarum) inspirait la méfiance et laissait craindre qu'elle soit toxique. Feuilles, tiges et fruits immatures de la tomate renferment en effet des glycoalcaloïdes toxiques de type solanine ou chaconine, pouvant entraîner des troubles digestifs et nerveux, parfois cardiaques. Le fruit mûr, lui, n'en contient que des traces mais cette réputation à cette époque explique la résistance initiale, l'espèce étant surtout utilisée comme plante ornementale et le fruit en médecine, car on prêtait à ce dernier des vertus aphrodisiaques.
La première mention de la tomate dans la littérature européenne apparaît dans un ouvrage publié pour la première fois en 1544, les Comentarii, de Pietro Andrea Mattioli, botaniste et médecin italien, qui en donne une description sommaire au chapitre consacré aux mandragores et l'appelle pomi d'oro (mala aurea), pomme d'or. C'est probablement l'importation en Europe d'une variété au fruit jaune qui explique alors son nom latin Malum aureum qui donne pomo d'oro puis pomodoro. Il remarque que dans certaines régions d'Italie, les paysans la font déjà frire à l'huile.
Le 31 octobre 1548, elle arrive officiellement en Toscane, lorsque Cosme Ier de Toscane reçoit un panier de ces fruits dans sa propriété près de Pise, cadeau de son épouse Éléonore de Tolède. La tomate rouge apparait en Italie en 1554, résulta de différentes sélections.
Elle est cultivée et consommée en Espagne probablement dès le XVIe siècle car elle figure dans des recettes de gaspacho dès le début du XVIIe.

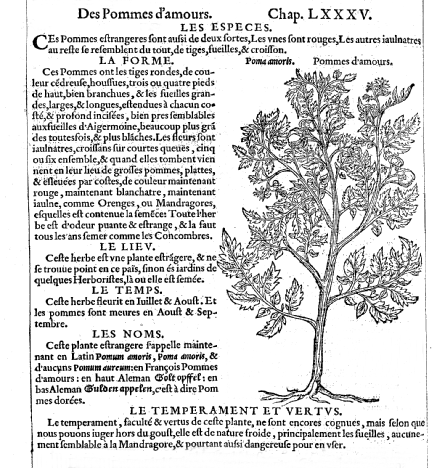
Première représentation graphique de la tomate (Rembert Dodoens, 1557).

Au milieu du XVIIe, sous l'influence de Paracelse, la médecine s'éloigne des idées antiques de Galien et d'une botanique fondée sur les plantes médicinales, et met à la mode la consommation des légumes dont elle garantit la comestibilité. La tomate, déjà décrite comme comestible en 1544 par Mattioli, qui en donnait une recette de conserve dans l'huile et le sel, s'était déjà introduite dans la cuisine populaire italienne.
Antonio Latini (en), cuisinier à Rome du cardinal Antonio Barberini, neveu du pape Urbain VIII, puis de Don Stefano Carillo Salcedo, 1er ministre du vice-roi d'Espagne à Naples, rédige en 1658 Lo scalco alla moderna, le premier livre de cuisine comportant des recettes à base de tomates et d'autres ingrédients du Nouveau Monde comme la dinde, le chocolat, les piments et le maïs. Dans le premier tome, paru en 1692, figurent trois plats comportant de la tomate, tous décrits comme étant alla spagnuola, montrant l'origine espagnole de l'utilisation culinaire de la tomate en Italie.
En 1705, le jésuite Francesco Gaudenzio, dans Il pan unto toscano (« le pain à l'huile toscan ») célèbre l'heureux mariage de la tomate et de l'huile d'olive. En 1770, Ferdinand de Bourbon fait semer entre Naples et Salerne, les premières graines de la varité san marzano qui lui ont été offertes par le vice-roi d'Espagne Manuel de Amar.
En Grande-Bretagne, John Gerard, botaniste et chirurgien anglais, fut le premier à cultiver la tomate dans les années 1590. Il représenta la plante, qu'il considérait comme vénéneuse, y compris le fruit, dans son herbier, The Herball or Generall Historie of Plantes. Son avis négatif prévalut en Grande-Bretagne et dans les colonies britanniques d'Amérique du Nord pendant encore deux siècles.

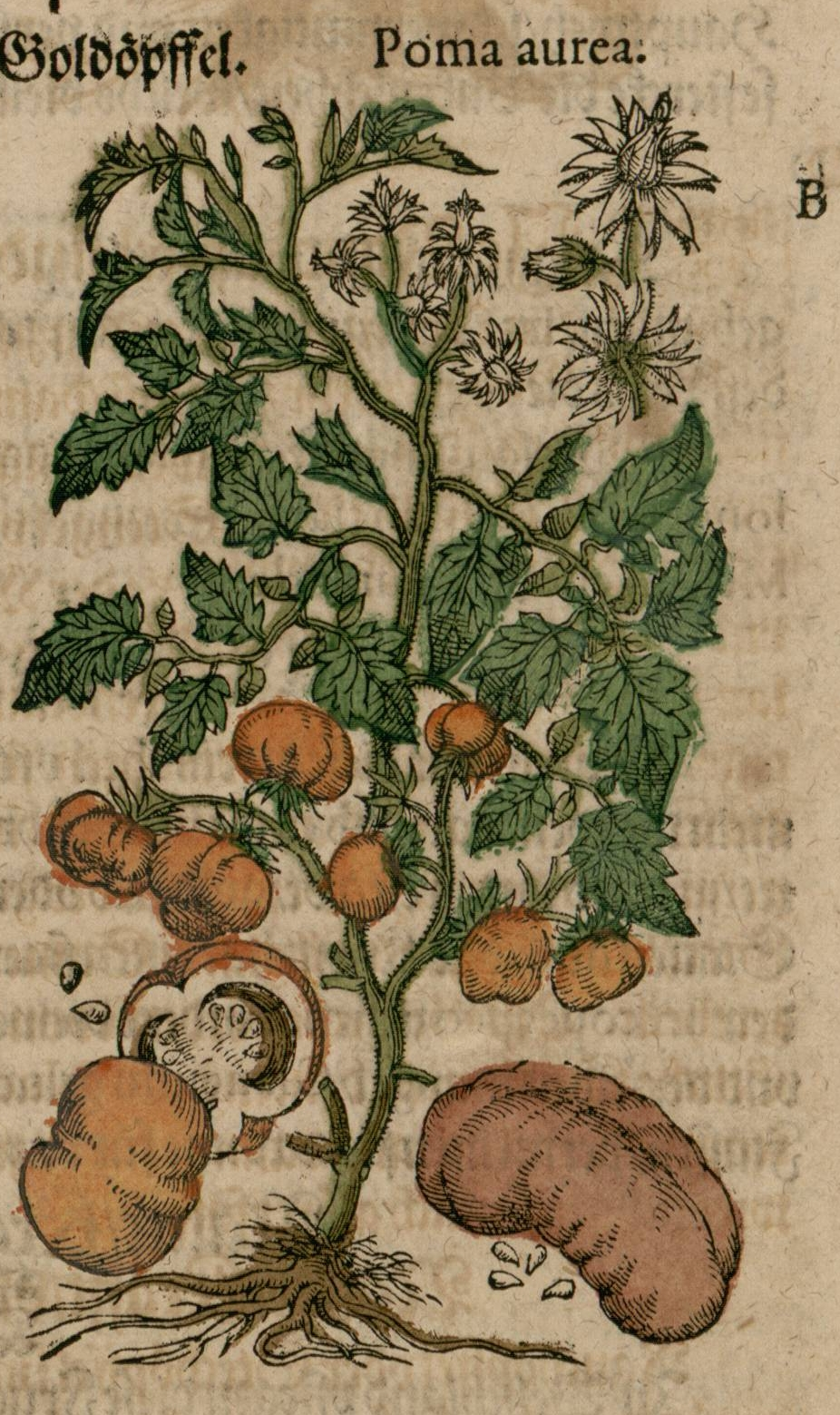
La tomate par Pietro Andrea Mattioli, Kreutterbuch de Johan Feyerabendt (1590).

L'introduction en France fut lente. Elle commença par la Provence. En 1600, Olivier de Serres, un des premiers agronomes français, qui cultivait son domaine du Pradel dans l'Ardèche, classe la tomate parmi les plantes d'ornement. Voici ce qu'il écrivait dans Le théâtre d'agriculture et mesnage des champs :

« Les pommes d'amour [tomates], de merveille [Momordica balsamina], et dorées [coloquintes orange], demandent commun terroir et traictement, comme aussi communément, servent-elles à couvrir cabinets et tonnelles, grimpans gaiement par dessus, s'agrafans fermement aux appuis. La diversité de leur feuillage, rend le lieu auquel l'on les assemble, fort plaisant : et de bonne grace, les gentils fruicts que ces plantes produisent, pendans parmi leur rameure… Leurs fruicts ne sont bons à manger : seulement sont-ils utiles en la médecine, et plaisans à manier et flairer »

Dans l'Europe du Nord, et notamment en France, elle est initialement considérée comme une plante ornementale, et n'est cultivée couramment pour son fruit qu'à partir du milieu du XVIIIe siècle. En 1570, elle entre officiellement dans la famille des solanaceae.
À la fin du XVIIIe siècle, les qualités culinaires du fruit de la tomate sont mises en avant dans l'Encyclopédie de Diderot et d'Alembert qui mentionnne également son inocuité :

« Le fruit de tomate étant mûr est d'un beau rouge, & il contient une pulpe fine, légère & très succulente, d'un goût aigrelet relevé & fort agréable, lorsque ce fruit est cuit dans le bouillon ou dans divers ragoûts. C'est ainsi qu'on le mange fort communément en Espagne & dans nos provinces méridionales, où on n'a jamais observé qu'il produisît de mauvais effets. »

En 1760, le catalogue de la maison Andrieux-Vilmorin classe encore la tomate comme plante ornementale, les premières variétés potagères apparaissent dans l'édition de 1778 et dans le Bon jardinier en 1785.
La diffusion de la tomate s'accéléra en France pendant la Révolution avec la montée des Provençaux à Paris pour la fête de la Fédération en 1790. Deux restaurants tenus par des Marseillais, les Trois frères provençaux et le Bœuf à la mode participèrent à la popularisation de la tomate dans la capitale.
En 1860, avec l'expédition des Mille sous la houlette de Giuseppe Garibaldi, et le Risorgimento, la tomate arrive dans toutes les régions du Nord. En 1875, le Piémontais Francesco Cirio ouvre la première fabrique de conserves de tomates pelées en Campanie. En 1912 on compte plus de 60 fabricants de tomates en conserve dans la région de Parme où, dès 1888, Brandino Vignali a démarré la production de l'extrait de tomate en faisant sécher au soleil du jus de tomate concentré.
Aux États-Unis, le président Jefferson, qui avait séjourné en France de 1784 à 1789, fut au début du XIXe siècle un propagandiste de la tomate qu'il fit cultiver dans son domaine de Monticello en Virginie et entrer à la table présidentielle en 1806.

### Amélioration et recherche

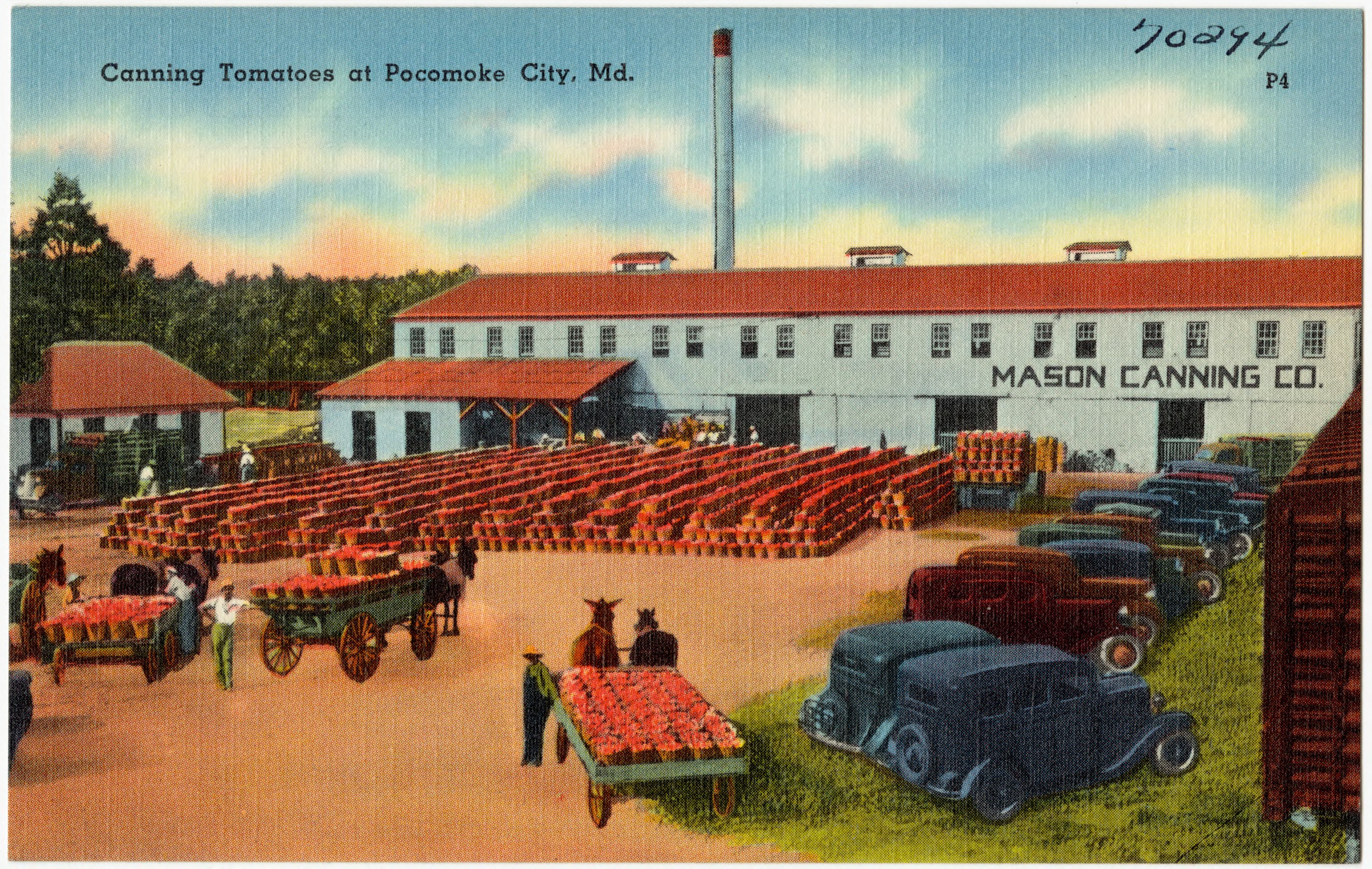
La mise en conserve de tomates à Pocomoke City aux États-Unis (entre 1930-45)

En 1914, des plants à croissance déterminée apparaissent en Floride à la suite d'une mutation. Ce caractère, qui facilite la mécanisation des cultures et la récolte groupée est repris dans de nombreux cultivars de tomates pour l'industrie.
Une nouvelle phase de domestication débute aux États-Unis dans les années 1920 par un travail de sélection et d'hybridation mené tant par des institutions publiques que par des firmes privées. Le premier hybride F1 est créé en 1946. Le relais est pris en Europe après guerre, notamment en France sous l'égide de l'INRA.
En 1951, Ugo Mutti produit le premier concentré de tomates en tube.
En Californie, Charles M. Rick, pionnier de la recherche génétique sur les tomates, est à l'origine du C.M. Rick Tomato Genetics Resource Center de l'UC Davis, qui est une banque de gènes sur la tomate et les espèces sauvages apparentées et qui conserve la plus grande collection de graines de tomates. En 1968, est fondé à Escalon, également en Californie, le California Tomato Research Institute spécialisé dans la recherche sur la tomate d'industrie.
En 1962, Hugh Hellmut Iltis, botaniste américain connu pour ses travaux sur la téosinte, ancêtre du maïs, découvrit lors d'une expédition au Pérou une nouvelle espèce de tomate sauvage, qu'il désigna sous le code 832. Cette espèce, Solanum chmielewskii, permit par la suite d'introduire dans des variétés de tomate d'industrie des gènes améliorant sensiblement le taux de matières sèches solubles, critère important pour la production de concentré de tomate.
Depuis les années 1980, la tomate est devenue un légume bon marché et présent sur les étals tout au long de l'année dans les pays occidentaux.
En 1994, commercialisation aux États-Unis par la société Calgene (rachetée en 1997 par Monsanto) de la tomate Flavr Savr, première plante transgénique autorisée à la commercialisation. Cette variété, aux fruits restant fermes plus longtemps, fut cependant retirée du marché dès 1996, son échec commercial étant imputable à ses piètres qualités gustatives et à son prix trop élevé. À la même époque, au Royaume-Uni, la société Zeneca mit sur le marché du concentré à base de tomates OGM qui eut un grand succès localement, bien que le caractère OGM du produit fût clairement affiché. La commercialisation cessa en 1999 du fait de l'opposition qui s'était développée dans l'opinion publique.
En 2003, lancement du projet international de séquençage du génome de la tomate (International Tomato Sequencing Project) regroupant dix pays et piloté par l'université Cornell (État de New York).

## Culture

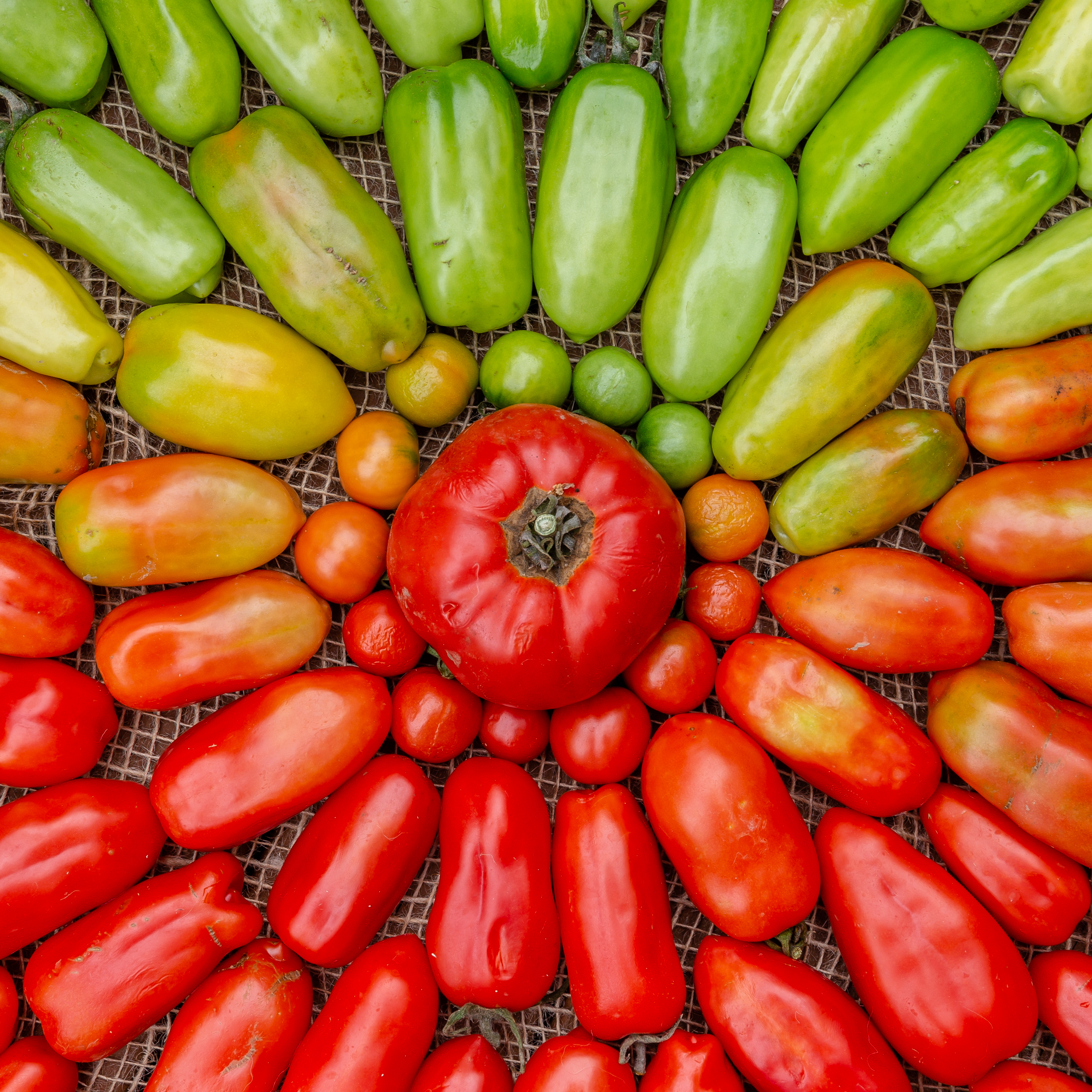
Dégradé de tomates.

La culture de la tomate fait appel à diverses techniques : culture en plein champ, sous abri léger, en serre, culture hydroponique… dans le cadre de deux filières distinctes : la tomate de marché, pour la consommation en frais, et la tomate d'industrie pour la transformation (conserves, surgelés, plats cuisinés…). Elle est également très cultivée dans les jardins potagers des particuliers, donnant lieu à une autoconsommation importante.

### Variétés cultivées

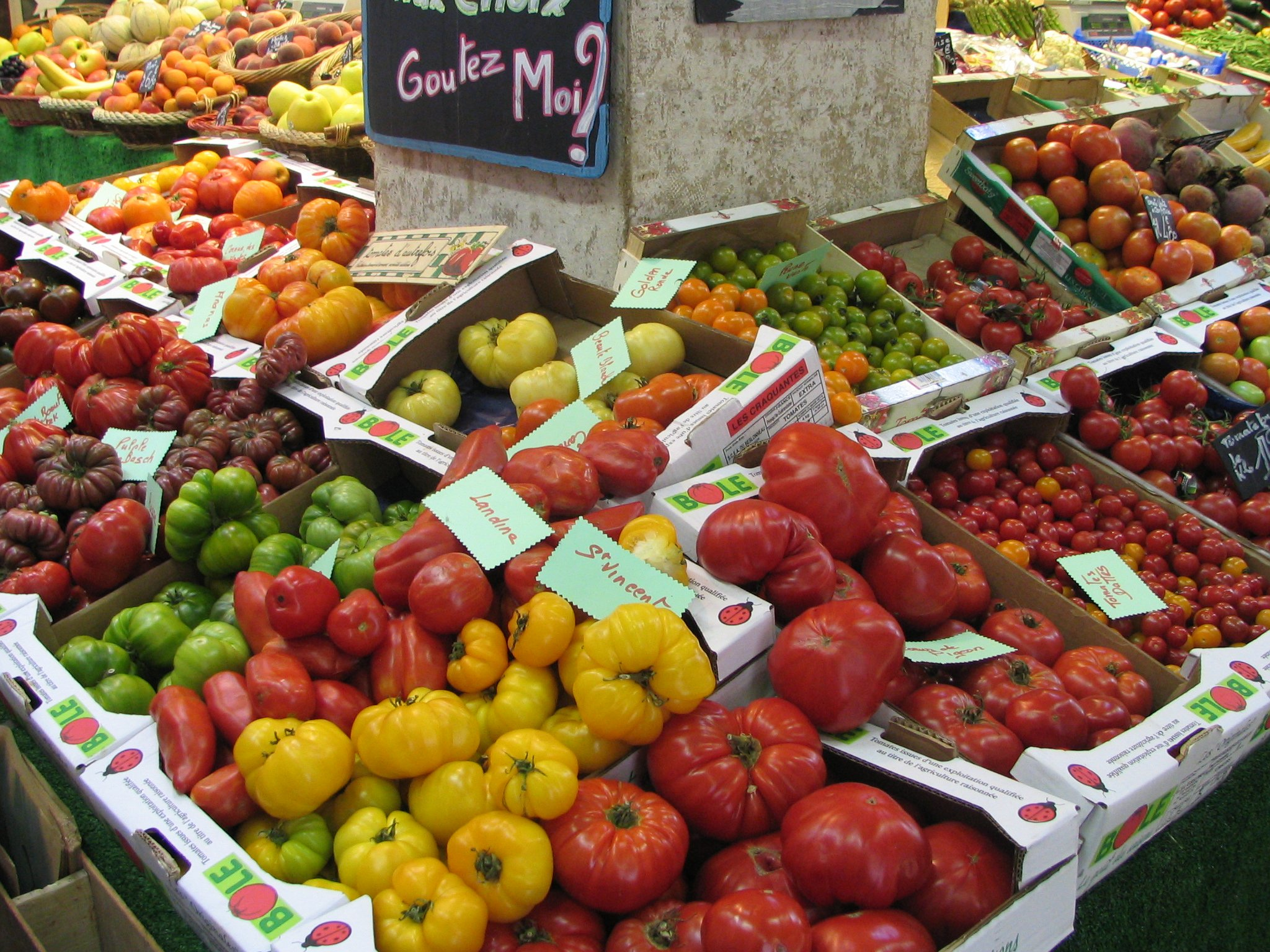
Variétés anciennes.

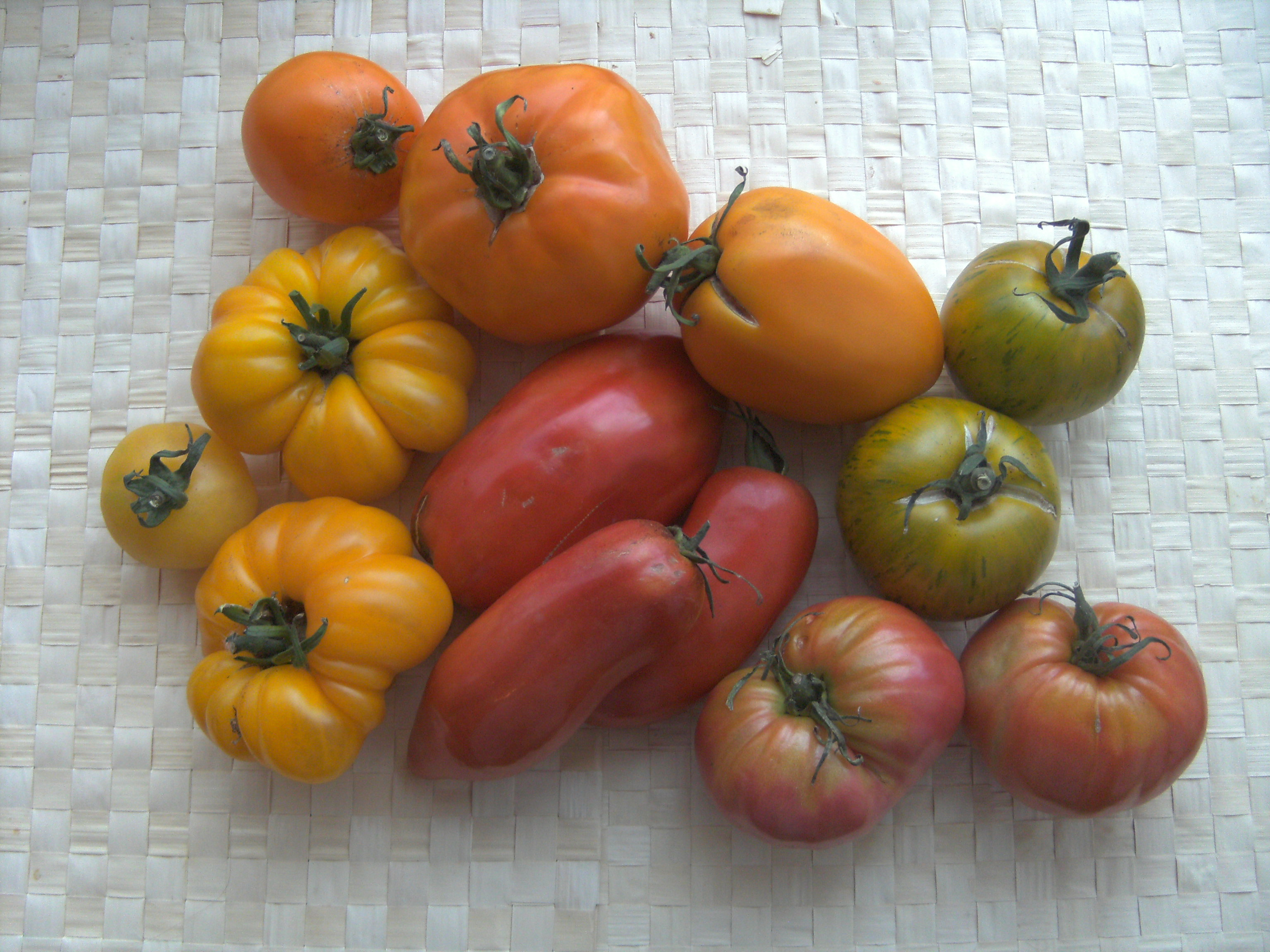
Diverses variétés.

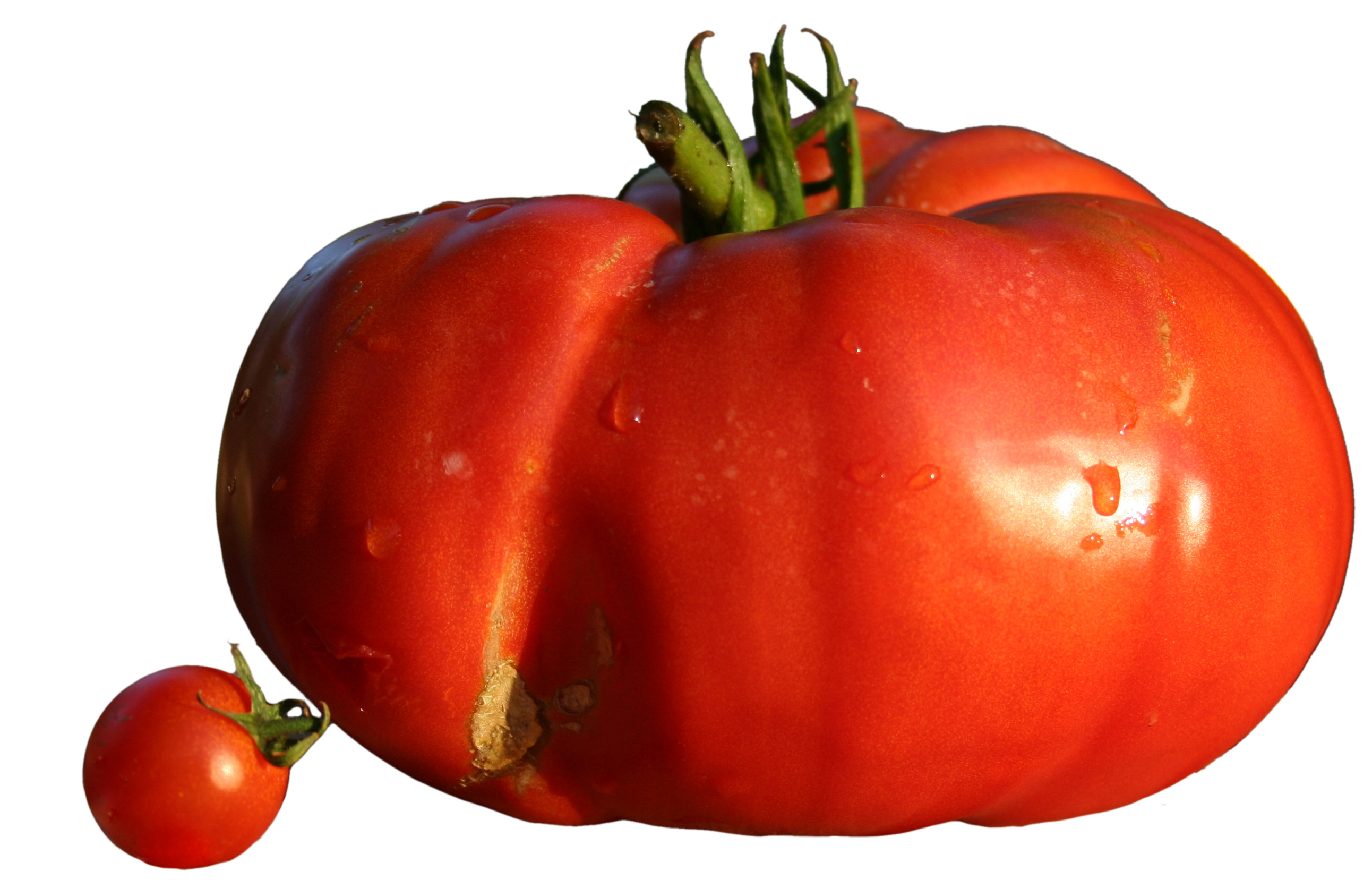
Diversité des tailles du fruit entre les variétés.

Il existe de très nombreuses variétés cultivées de Solanum lycopersicum. La sélection faite par les hommes a privilégié les plantes à gros fruits. On distingue cependant plusieurs catégories de tomates, selon le mode de croissance de la plante — indéterminé ou déterminé — et surtout selon le type de fruit :
- les variétés à fruit plat et côtelé, de type tomate de Marmande, dont le poids est élevé puisqu'il peut dépasser 1 kg ;
- les variétés à fruit arrondi, dont le poids varie de 100 à 300 grammes, pour lesquelles il existe des hybrides dont les fruits se conservent longtemps ;
- les variétés à fruit allongé avec une extrémité arrondie, de type Roma, ou pointue, de type Chico. Ces dernières variétés sont destinées à l'industrie. Elles ont toutes un port déterminé et leurs fruits répondent à un certain nombre de critères technologiques liés à leur transformation. Certaines de ces variétés se prêtent à la récolte mécanique ;
- les variétés à petits fruits : tomate cerise, tomate cocktail, etc. La tomate groseille appartient à une espèce voisine, Solanum pimpinellifolium L.
- les variétés de diversification : de forme (en forme de poire, en forme de cœur, en forme de corne…), de couleur (tomate noire, jaune, orange, verte tigrée, bleue…) et d'aspect varié (peau fine, peau de pêche, côtelée…).

En Europe, certaines cultures régionales de tomates, caractérisées souvent par l'emploi de variétés locales, ont été distinguées par des appellations protégées. C'est le cas en Italie de la tomate de Pachino (pomodoro di Pachino) et de la tomate de San Marzano (pomodoro San Marzano dell'Agro Sarnese-Nocerino) qui bénéficient du label IGP (indication géographique protégée).
Plus de 4 000 variétés de tomates sont actuellement inscrites dans la base européenne des variétés de semences .
En France, sur près de plus de 480 variétés inscrites au Catalogue officiel des espèces et variétés, près de 300 sont des hybrides F1, et plus de 175 d'entre elles sont des variétés fixées qui figurent en grande majorité sur la liste annexe des variétés sans valeur intrinsèque destinées aux jardiniers amateurs .

### Cultures

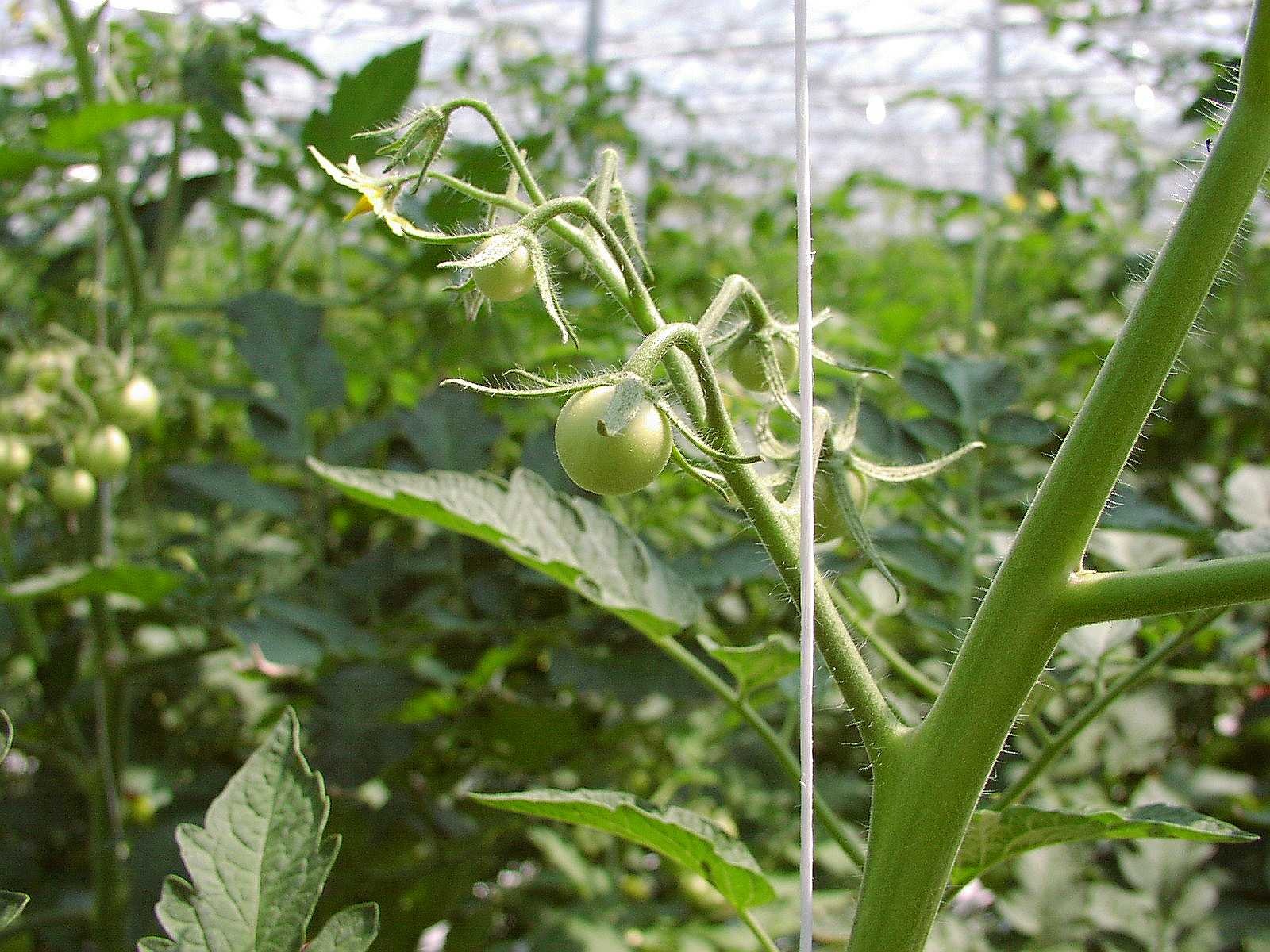
Très jeunes tomates sur pied.

La tomate est une plante de climat tempéré chaud. Sa température idéale de croissance se situe entre 15 °C (la nuit) et 25 °C (le jour). Elle craint le gel et ne supporte pas les températures inférieures à + 2 °C. C'est une plante héliophile, elle demande une hygrométrie moyenne, parfois un apport de CO2 (sous serre verre).
Sa période de végétation est assez longue : il faut compter jusqu'à cinq à six mois entre le semis et la première récolte. La longueur du jour a aussi une grande importance. Sous les climats tempérés, la tomate poussera mieux et plus vite en juillet (durée du jour de 17 à 18 h) qu'en septembre, lorsque la durée du jour diminue (durée du jour moins de 12 h). Ceci explique aussi pourquoi la culture de la tomate s'adapte mal dans certains pays ayant pourtant un climat propice (aux Antilles par exemple) : la durée constante du jour de 12 heures n'est pas suffisante.

#### Culture de plein champ

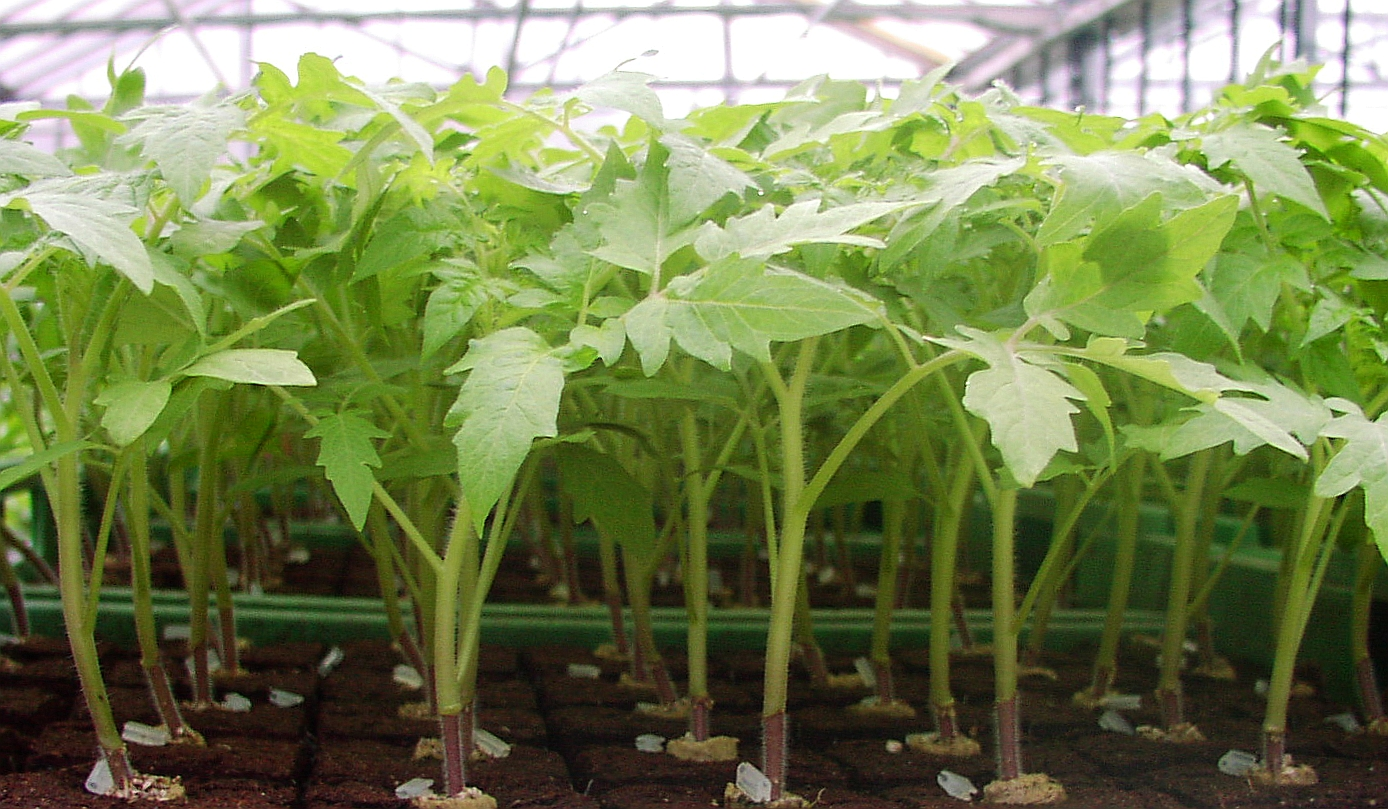
Jeunes plants de tomate.

La multiplication se fait par semis, opération qu'il faut faire assez tôt, vers février-mars, et donc sous abri en climat tempéré (en serre ou sous châssis vitré). Les jeunes plants obtenus sont à repiquer entre le 15 avril et le 15 mai, sitôt que la période des gelées est passée. On pourra repiquer le plant en biais (quasiment à l'horizontale en faisant un coude sur le tuteur) en enterrant le bas de la tige jusqu'aux premières feuilles. Le coude permet de ralentir le flux de sève et l'enterrement de la base du pied permet le développement de plus de racines, ce qui renforcera le plant et donnera plus de tomates.
Il est nécessaire de les tuteurer, sauf pour les variétés à croissance déterminée pour lesquelles on prévoit seulement un paillage.
La taille a pour objectif de maintenir une croissance et un développement équilibrés entre les différentes parties de la plante (tige, feuilles, fruits, racines). Cela favorise la production de fruits, sans affaiblissement de la croissance végétative et améliore la résistance aux attaques des bioagresseurs de toutes origines. La taille permet aussi la bonne implantation racinaire de la plante avant sa mise à fruits et la régénération racinaire avec production de racines fines, plus actives dans l'alimentation minérale de la plante. En réduisant le nombre de bouquets floraux le pincement taille permet aussi l'augmentation du calibre des fruits. La taille pratiquée traditionnellement consiste à ôter les gourmands et à étêter la tige principale après le 4e ou 5e bouquet.
Pour ceux qui veulent se risquer à cultiver la tomate en moyenne montagne (700 à 800 m) il est possible d'avoir une production plus précoce.
- phase 1 : laisser buissonner (le système racinaire va se développer) ; cette phase est très importante : elle permet à la plante de nourrir les nombreux bouquets qui naitront de façon plus précoce,
- phase 2 : taille, choix des 2 ou 3 tiges les plus robustes,
- phase 3 : taille classique sur les 2 ou 3 tiges jusqu'au troisième ou quatrième bouquet.

On peut ainsi obtenir de 6 à une dizaine de bouquets plus précoces qui pourront être nourris par un système racinaire développé.
C'est une culture très exigeante, qui demande un sol profond et bien fumé, et la possibilité d'irrigation. C'est une plante neutrophile.

#### Culture hors-sol

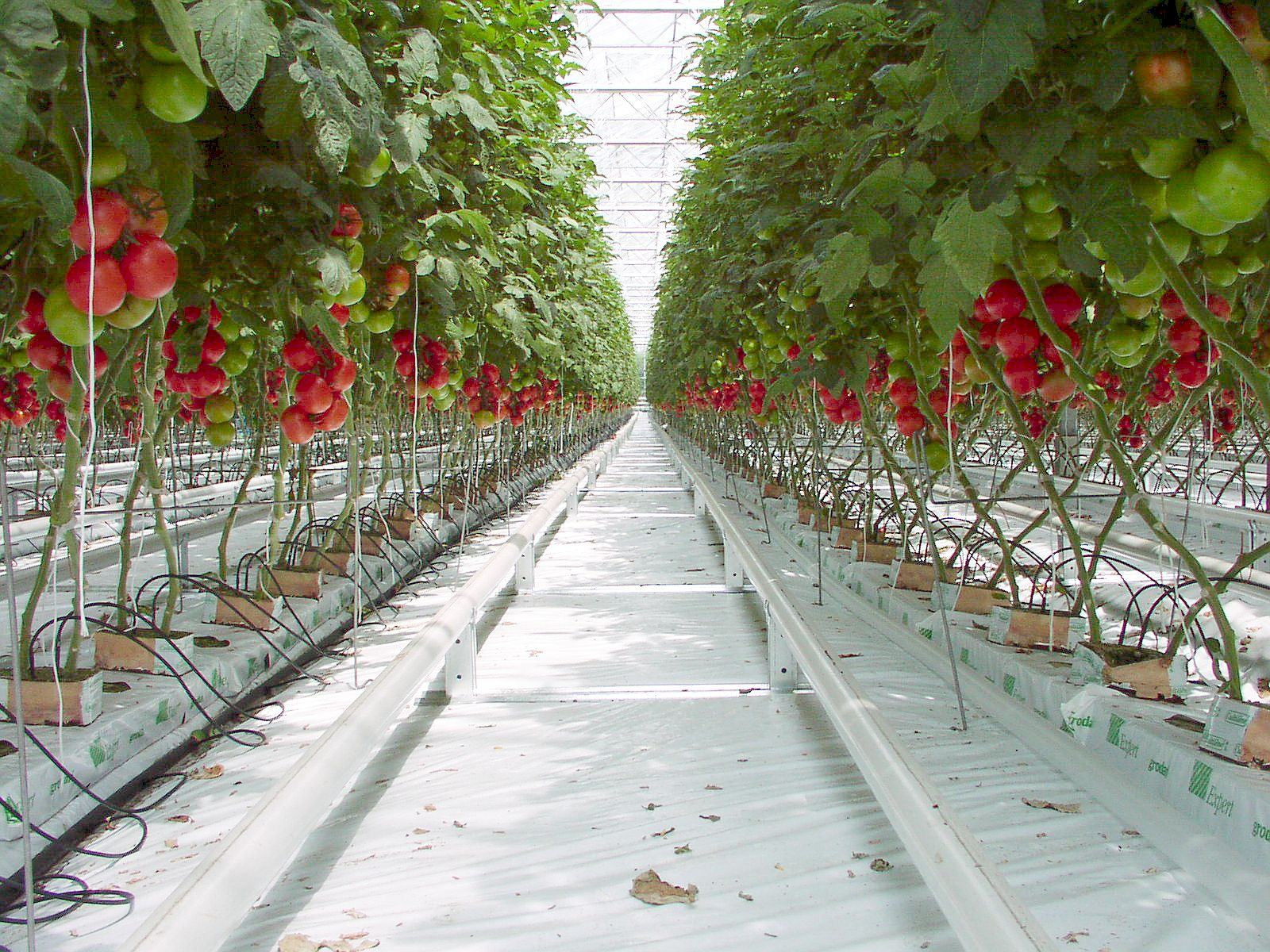
Culture hors-sol ou hydroponique.

Les tomates de production industrielle sont généralement cultivés hors sols dans des serres ou tunnels de plusieurs hectares sur de la laine de roche et alimentés de manière totalement artificielle par un mélange d'eau et d'engrais. On les cultive de la même façon dans les régions chaudes désertiques comme le désert du Néguev en Israël en remplaçant la laine de verre par du sable. Cela permet d'étendre considérablement la période de production en chauffant les serres en hiver.

#### Greffe des tomates
La tomate peut être greffée sur des porte-greffes (généralement des hybrides aubergine X tomate sauvage) pour augmenter la vigueur et réduire les risques de maladies liées aux racines. Le mode de conduite des plants greffés doit être modifié. La grande majorité des tomates cultivées sous abris sont greffées.
Il existe plusieurs méthodes de greffage:
- Greffe au cure dent
- Greffe à la japonaise
- Greffe par approche
- Greffe en fente

### Pollinisation
En serre, il est nécessaire de favoriser la nouaison dont dépend le rendement. Cela demande une bonne pollinisation des fleurs, qui est obtenue en les faisant vibrer pour favoriser la dispersion du pollen. Cela peut se faire par différentes méthodes : vibreurs électriques, ventilation forcée, mais de plus en plus, on recourt à un insecte auxiliaire, le bourdon (Bombus terrestris), élevé à cet effet. Les bourdons butinant les fleurs se sont révélés plus efficaces (pollinisation vibratile) que les méthodes mécaniques. Une ruche contenant jusqu'à 200 ouvrières est nécessaire pour 2 000 m2 environ de serre. Cette méthode oblige à réduire l'usage des insecticides.
À défaut de fécondation, la nouaison peut aussi être améliorée par des traitements des fleurs à l'aide d'hormones (auxines).

### Récolte

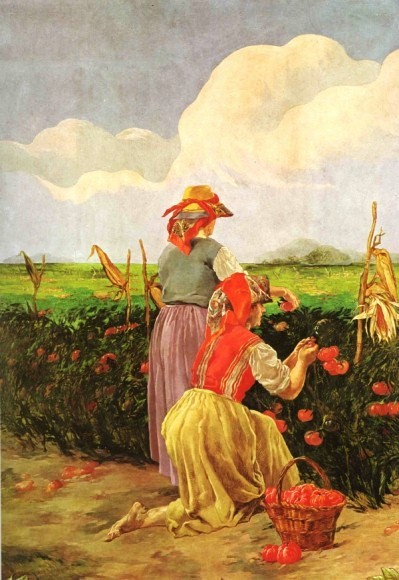
La récolte de tomates, Daniele de Strobel (1924)

La maturité des tomates, critère primordial pour décider de la date de la récolte, est appréciée en fonction de la couleur, six stades-repères ont été codifiés, qui s'échelonnent sur une dizaine de jours : vert blanchâtre, point rose, tournant, rose, rouge clair, rouge foncé.
Dans le cas des tomates destinées au marché du frais, la récolte est toujours manuelle. La tomate étant un fruit climactérique, la récolte se fait généralement à un stade de maturité incomplète, dit « tournant » (fruit encore très ferme et très faiblement coloré). Cette opération requiert une main-d'œuvre importante.
La tomate d'industrie est récoltée à maturité (lorsqu'au moins 80 % des fruits sont rouges). Elle est souvent mécanisée, surtout dans les pays développés (Europe, États-Unis). Les récolteuses à tomates sont des machines automotrices qui effectuent la récolte en un seul passage, avec un débit de 15 à 30 tonnes par heure. L'emploi de ces machines implique le choix de variétés adaptées, qui se caractérisent par une croissance déterminée, une maturation groupée des fruits, ainsi qu'une programmation des cultures en fonction des capacités de l'usine réceptrice, les tomates mûres ne pouvant être stockées.

### Ennemis
Les cultures de tomates peuvent être affectées par diverses attaques de ravageurs (insectes, acariens, nématodes, etc.) et de maladies cryptogamiques, bactériennes ou virales, par la concurrence de mauvaises herbes et par des accidents de végétation ou des agressions abiotiques, dont l'importance varie selon le type de culture et les conditions climatiques. Ravageurs et maladies de la tomate sont souvent communs à d'autres espèces de Solanacées cultivées, comme l'aubergine ou le tabac.

#### Ravageurs

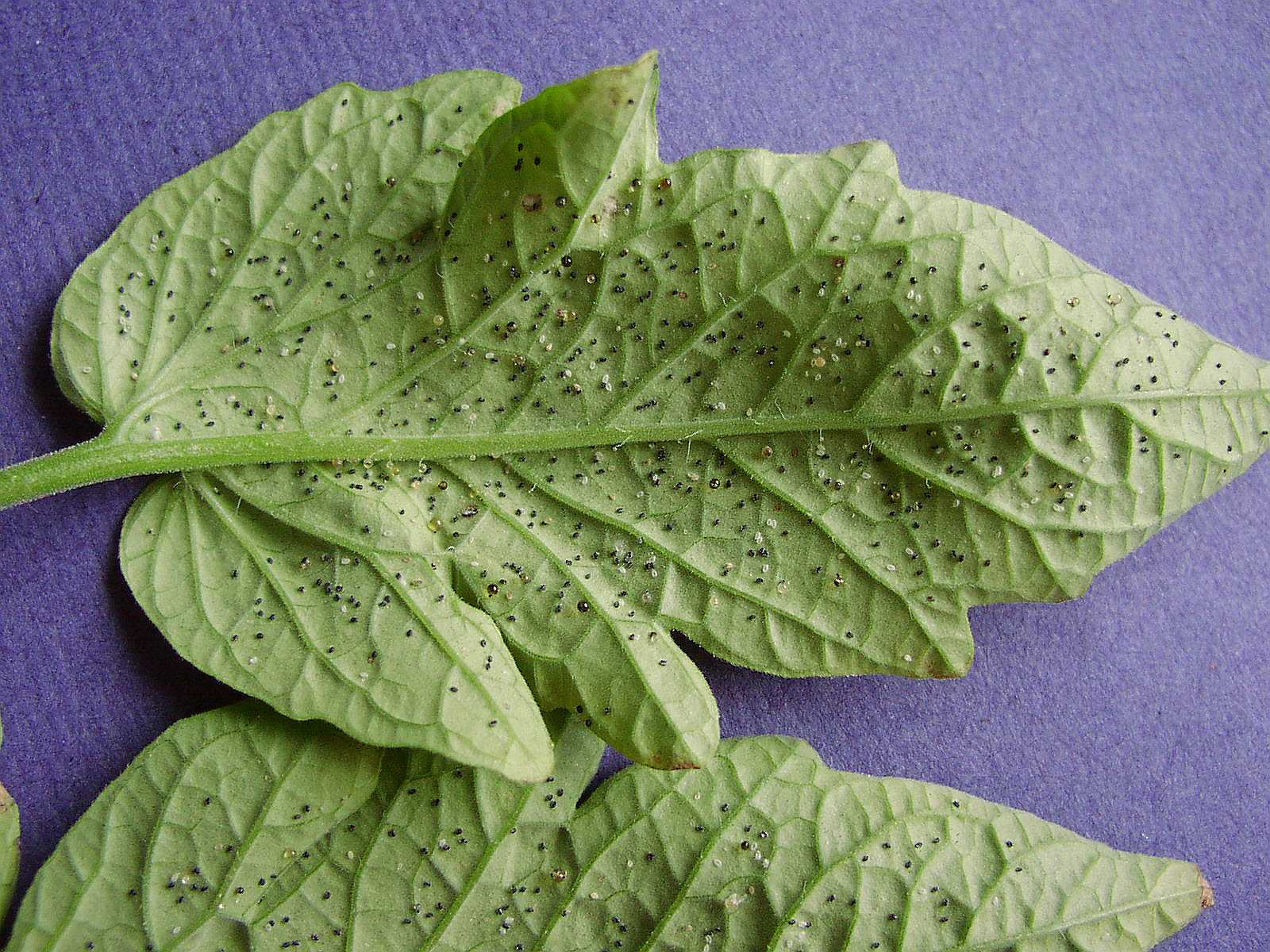
Aleurodes sur feuilles de tomate.

Les principaux ravageurs de la tomate sont des insectes, en particulier thrips, aleurodes, pucerons, noctuelles et mouches mineuses, ainsi que des acariens et des nématodes. Ils sont dans l'ensemble moins nuisibles que les maladies.
Les aleurodes des serres, ou mouches blanches des serres (Trialeurodes vaporariorum) sont à redouter dans les cultures sous abri, ainsi qu'une autre espèce apparue plus récemment, l'aleurode du tabac (Bemisia tabaci). Cette dernière transmet le virus de la maladie des feuilles jaunes en cuillère de la tomate (TYLCV). En serre, une méthode de lutte biologique fait appel à un auxiliaire parasitoïde, Encarsia formosa (Hyménoptères) qui pond ses œufs dans les larves d'aleurodes.
Les thrips sont de minuscules insectes piqueurs qui provoquent un jaunissement des feuilles. L'un d'eux, le thrips des petits fruits (Frankliniella occidentalis) est en outre le vecteur du virus de la maladie bronzée de la tomate (TSWV).

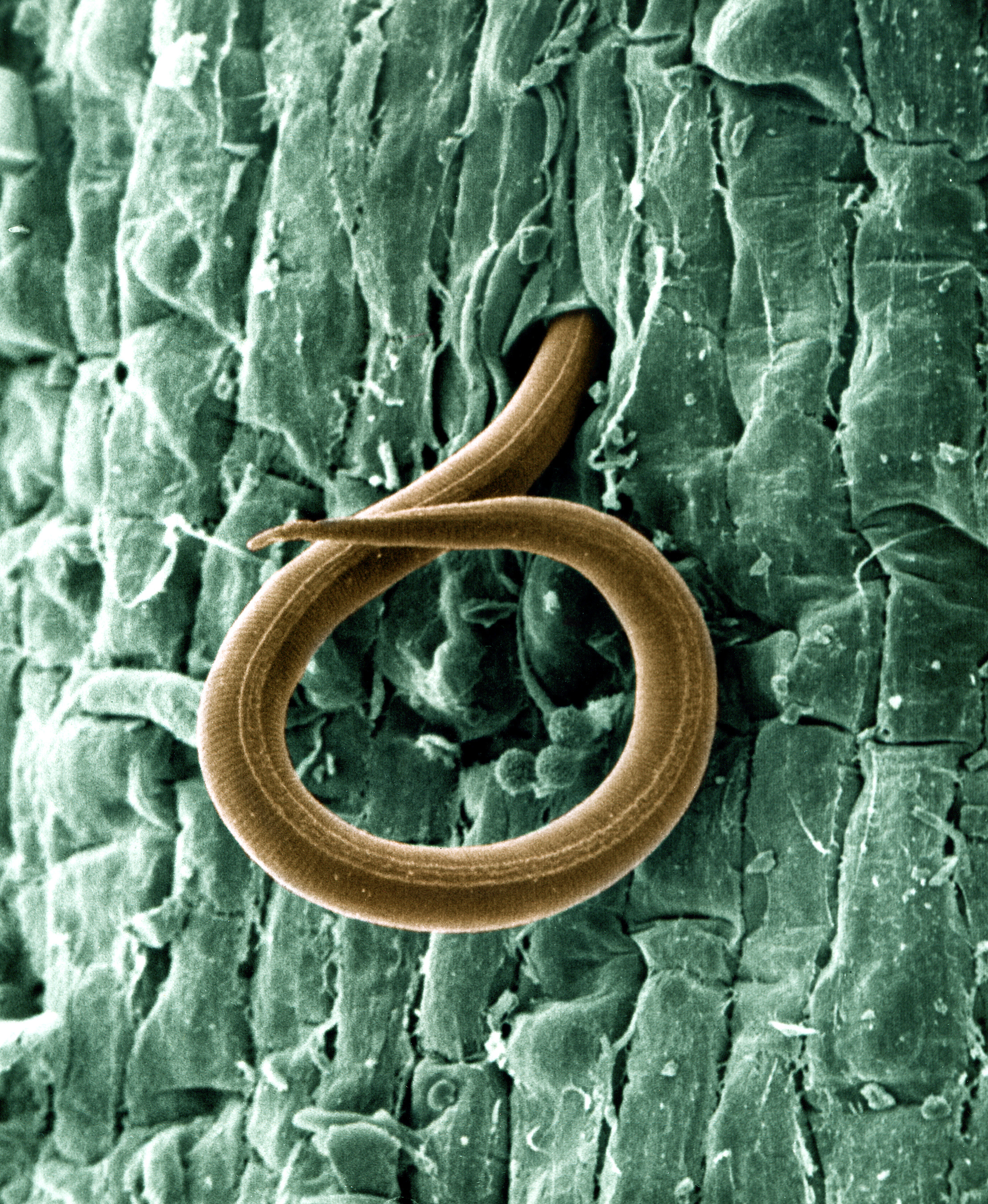
Meloidogyne incognita sur racine de tomate (grossi 500 fois).

Les doryphores se voient parfois sur les tomates, mais préfèrent nettement les pommes de terre.
La mineuse de la tomate (Tuta absoluta) est la larve minuscule (moins de 8 mm de long) d'un lépidoptère de la famille des Gelechiidae, qui attaque les feuilles et les fruits de la tomate, ainsi que d'autres Solanacées. Ce ravageur, originaire d'Amérique du Sud, est apparu dans le bassin méditerranéen à partir de 2006 et en France en 2008. La lutte contre ce nouveau ravageur passe, outre les mesures de prophylaxie, par des pièges à phéromones et l'emploi d'auxilaires parasitoïdes des œufs et des larves.
Les nématodes, notamment le nématode à galles, Meloidogyne incognita, sont présents tant en culture de plein champ qu'en serre, sauf en culture hors-sol. Ils provoquent la formation de nodosités sur les racines et freinent le développement des plantes. La lutte passe par la désinfection du sol. Certaines variétés modernes sont résistantes (gène Mi), ou plus exactement tolérantes, mais certaines souches de nématodes peuvent se montrer plus virulentes. Le choix de rotations appropriées est aussi un moyen de limiter les attaques.
Les limaces, notamment la limace grise, Agriolimax agrestis, peuvent attaquer les jeunes plants.

#### Maladies

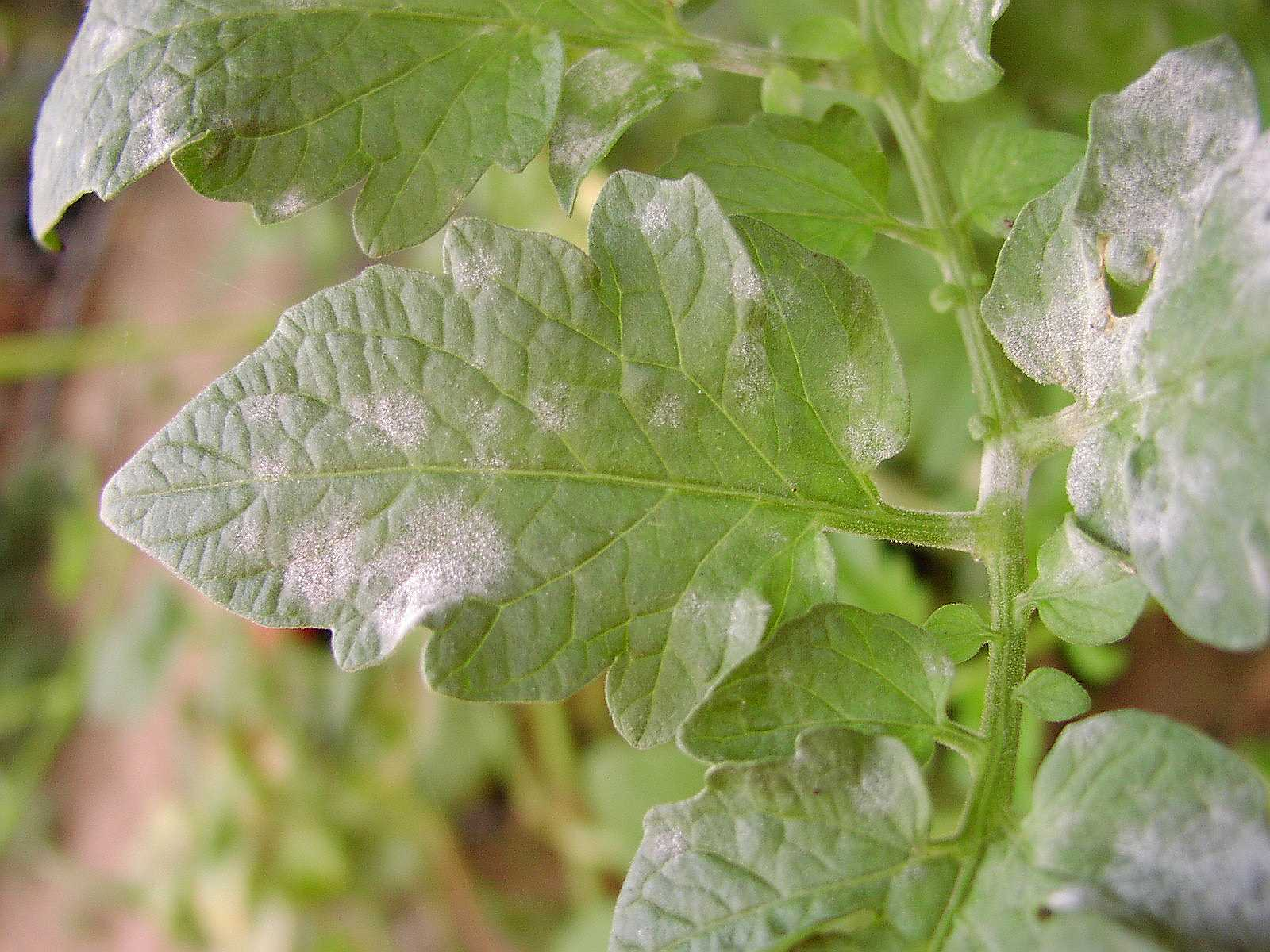
Oïdium sur feuille.

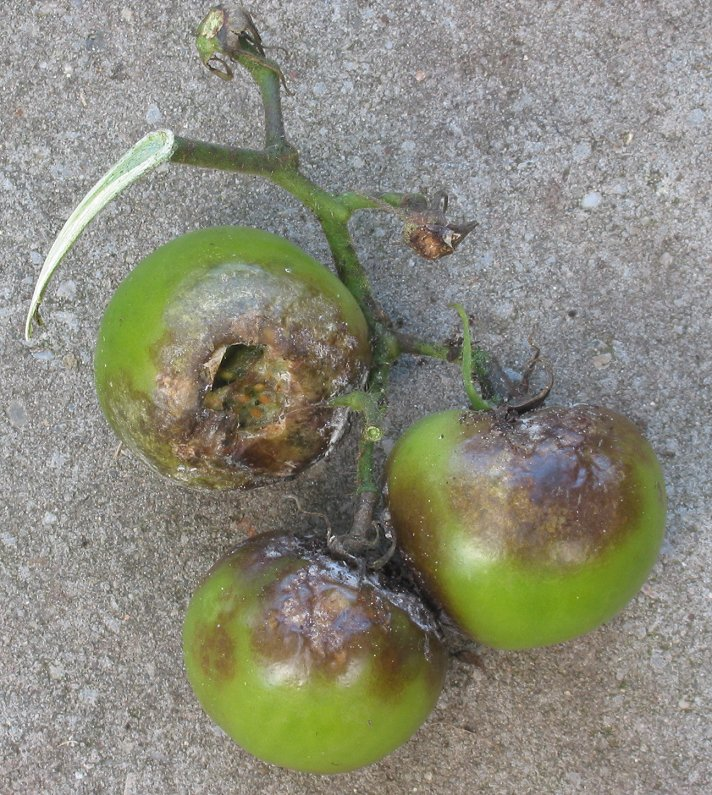
Mildiou sur fruit.

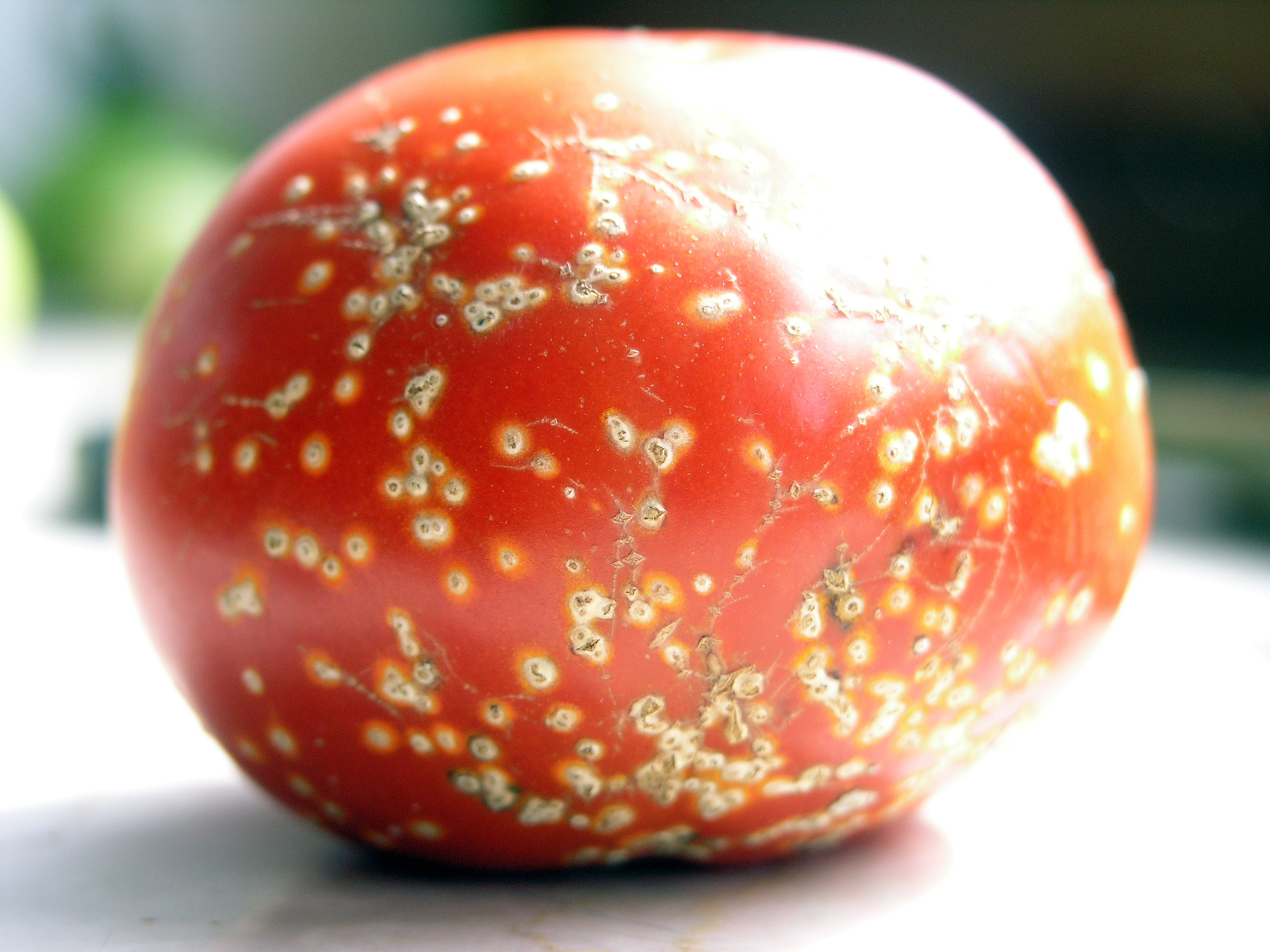
Chancre bactérien de la tomate.

La tomate est sensible à des maladies cryptogamiques, des maladies bactériennes et des maladies virales.

##### Maladies cryptogamiques
- Fonte des semis, Pythium spp. et Rhyzoctonia solani.
- Anthracnose de la tomate.
- Alternariose de la tomate.
- Cladosporiose de la tomate, due à Fulvia fulva, (Cladosporium fulvum). Il existe des variétés résistantes à cette maladie.
- Pied noir de la tomate.
- Fusarioses : elles sont au nombre de deux pour la tomate[86] :
  - la pourriture de la racine et du collet de la tomate, due à Fusarium oxysporum Schlecht. f. sp. radicis-lycopersici Jarvis et Shoem. ;
  - la flétrissure fusarienne de la tomate, due à Fusarium oxysporum f. sp. lycopersici.
- Septoriose.
- Pourriture grise : elle est due à Botrytis cinerea, et se manifeste par des taches brunâtres, couvertes d'une moisissure grise, sur feuilles, tiges et fruits — c'est l'une des principales maladies affectant les tomates cultivées en serre.
- Mildiou de la tomate : il est dû à Phytophthora infestans, champignon pathogène qui attaque aussi la pomme de terre. C'est une maladie fréquente, favorisée par une forte humidité relative et des températures comprises entre 10 et 25 °C, qui provoque de graves dégâts aussi bien en plein champ que sous abri[87].

##### Maladies bactériennes
- Le chancre bactérien de la tomate est dû à Clavibacter michiganensis, bactérie connue aussi sous le nom de Corynebacterium michiganense. Les symptômes en serre sont une marbrure du fruit et un flétrissement du feuillage[88].
- Le flétrissement bactérien est dû à Ralstonia solanacearum est la maladie la plus importante en zone tropicale. Des variétés résistantes ont été sélectionnées[89].
- La moelle noire, ou nécrose de la moelle de la tomate, due à Pseudomonas corrugata[90].

##### Maladies virales[91]
- La mosaïque du tabac, malgré son nom, touche plus souvent les cultures de tomates (mais aussi de poivrons et d'aubergines), et affecte plus ou moins gravement le rendement. Le virus responsable, TMV (Tobacco mosaic virus) se transmet par le sol et les semences. Les variétés modernes, cultivées en serre, comportent des gènes de résistance au virus qui ont été introduites à partir d'espèces sauvages de tomates (Solanum peruvianum et Solanum habrochaites).
- La maladie bronzée de la tomate est due au virus TSWV (Tomato spotted wilt virus), transmis par une espèce de thrips, Frankliniella occidentalis. Elle s'est répandue mondialement à partir de l'Australie depuis 1919, touchant la France en 1985. Elle se traduit par des symptômes très variables et touche de nombreuses espèces de plantes. La lutte passe d'abord par la prévention et l'élimination des thrips.
- La maladie des feuilles jaunes en cuillère de la tomate, due au virus TYLCV (Tomato yellow leaf-curl virus), est transmise par un aleurode, Bemisia tabaci. Elle touche surtout le Moyen-Orient et l'Asie du Sud-Est. Des variétés résistantes ont été sélectionnées à partir de Solanum pimpinellifolium, mais la résistance est contournée par certaines souches du virus.
- La « maladie filiforme », produite par le virus de la mosaïque du concombre, CMV (Cucumber mosaic virus), est transmises par des pucerons. Elle doit son nom aux symptômes foliaires, les feuilles étant réduites à des nervures. Elle touche également les cultures de poivrons. Une autre souche du virus provoque la nécrose des feuilles.
- Le virus du fruit rugueux brun de la tomate (ToBRFV, Tomato brown rugose fruit virus), virus du genre Tobamovirus, été détecté pour la première fois dans le moshav d'Ohad en Israël en 2014, s'est répandu mondialement et affecte le rendement des cultures et la qualité des fruits[92].

#### Accidents physiologiques

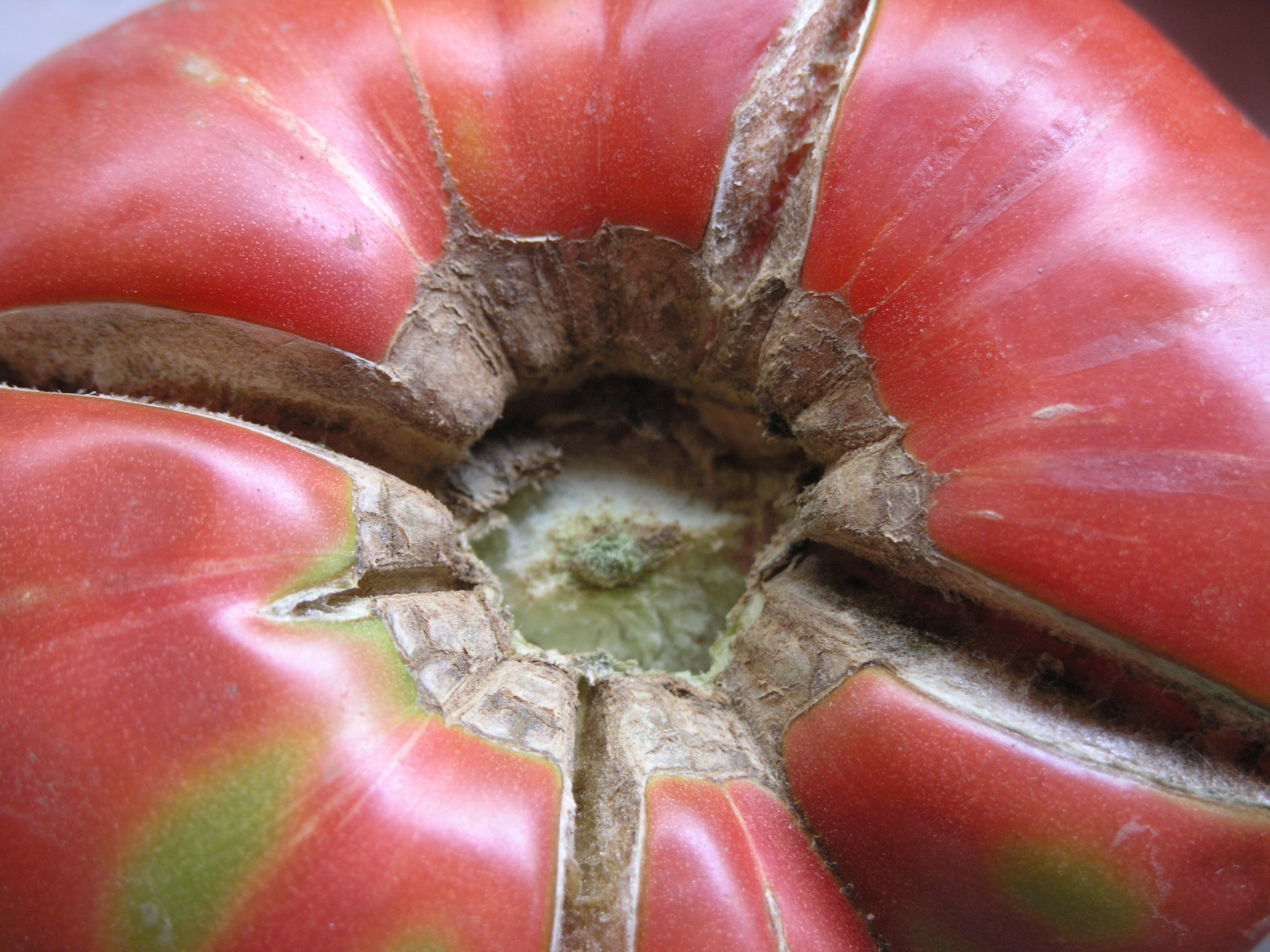
Fentes de croissance radiales.

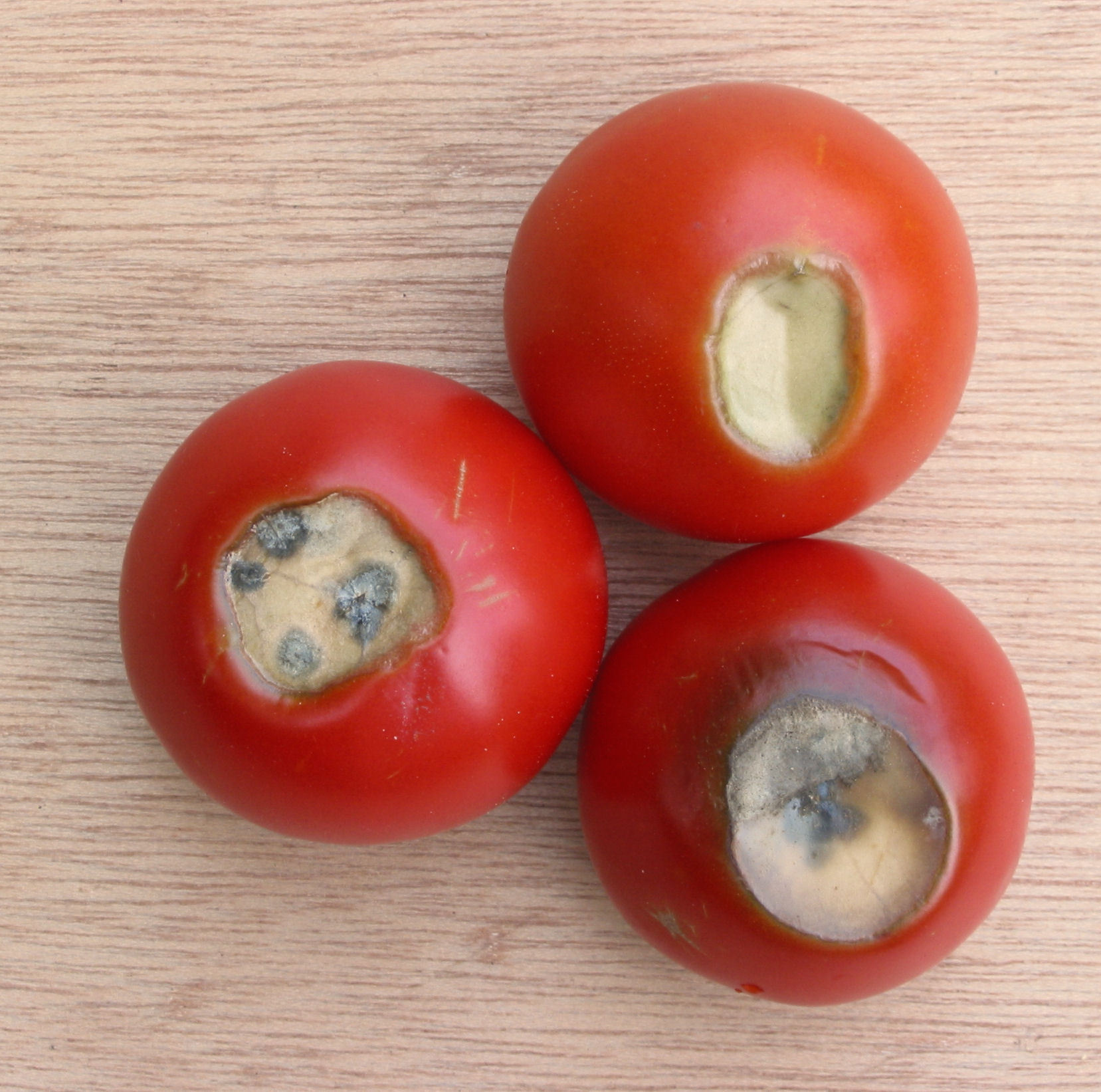
Nécrose apicale.

Le fruit de la tomate peut être sujet à diverses atteintes liées à des carences physiologiques ou à des phénomènes climatiques.
- La « nécrose apicale », parfois appelée « maladie du cul noir », se manifeste par des plages de nécrose à la base du fruit, du côté opposé au calice, vite envahies par des champignons saprophytes. Elle est due à un taux de calcium insuffisant dans le fruit, insuffisance qui peut être induite par un arrosage irrégulier[94]. Certaines variétés y sont plus sensibles que d'autres, en particulier les formes allongées comme la San Marzano. Une analyse de sol peut être utile en cas de problème récurrent.
- Les « fentes de croissances » qui apparaissent sur la moitié supérieure du fruit, près du calice, peuvent être annulaires ou concentriques. Elles affectent surtout les variétés anciennes. Leurs causes sont multiples, notamment des averses fréquentes ou un arrosage excessif.
- Le « coup de Soleil » causé par un ensoleillement excessif se traduit par une lésion décolorée, en position latérale ou supérieure. C'est souvent la conséquence d'un effeuillage excessif.

#### Adventices
La gestion des herbes indésirables dans les cultures de tomates est importante pour éviter les baisses de rendement, du fait de la concurrence des adventices, et limiter les infestations, ces plantes pouvant servir de réservoirs à divers organismes tels qu'insectes ravageurs, champignons parasites, nématodes… La lutte contre les herbes indésirables combine diverses méthodes, notamment traitements à base d'herbicides en pré- ou post-émergence, et interventions mécanique (sarclage), ces dernières étant surtout efficaces sur les adventices annuelles au premier stade de la culture.
Dans les pays méditerranéens, les cultures de tomates peuvent aussi être infestées par des plantes parasites des genres Orobanche (Orobanche ramosa et Orobanche aegyptiaca) et Cuscute.

## Économie

### Production

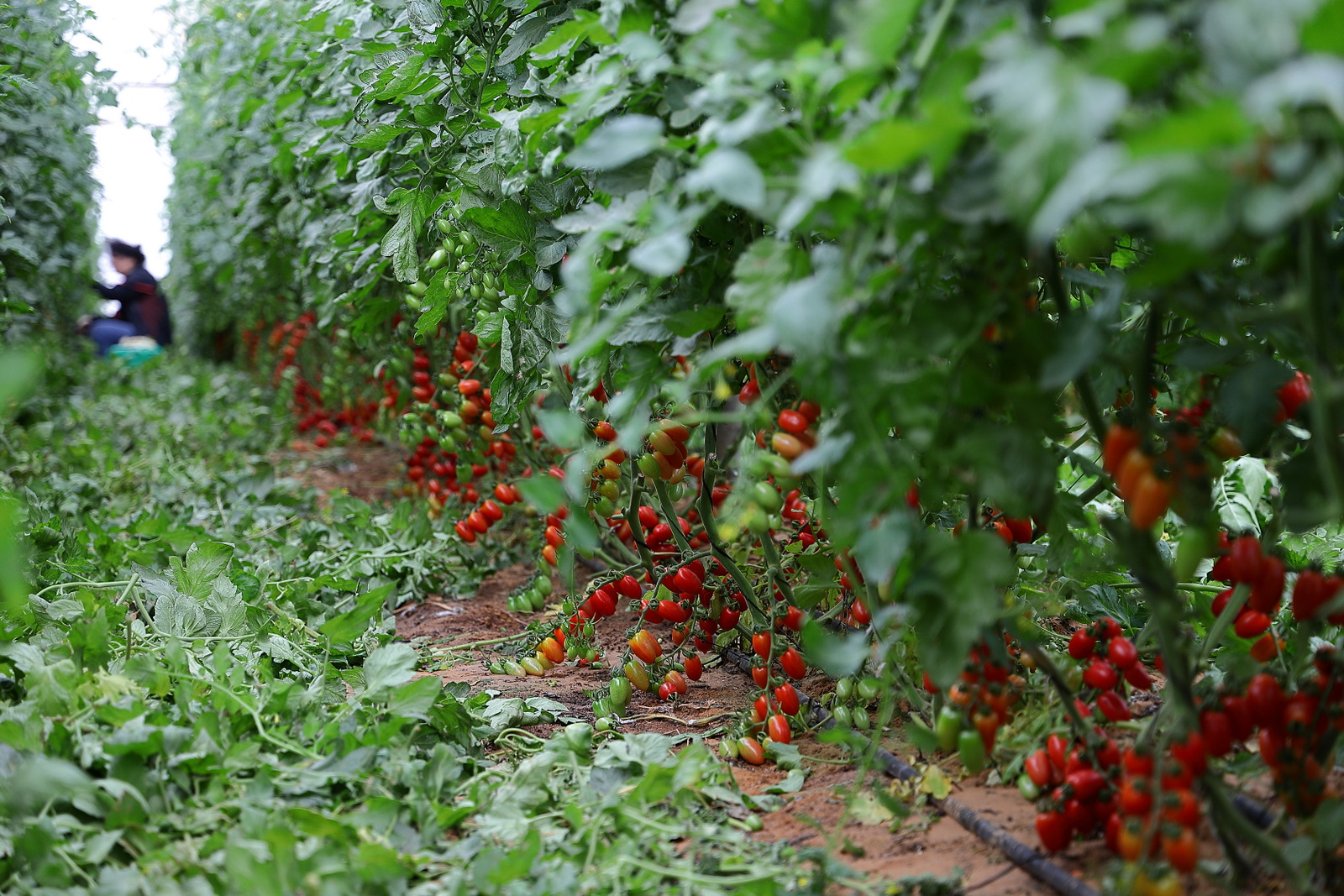
Plantation de tomates cerises dans une colonie israélienne (2023)

La tomate est cultivée dans de nombreux pays du monde (170 selon la FAO) et sous divers climats, y compris dans des régions relativement froides grâce au développement des cultures sous abri. C'est, par le volume de production, le premier légume au niveau mondial, devant la pastèque et le chou, mais derrière la pomme de terre et la patate douce, ces deux dernières étant toutefois plutôt considérées comme des féculents.

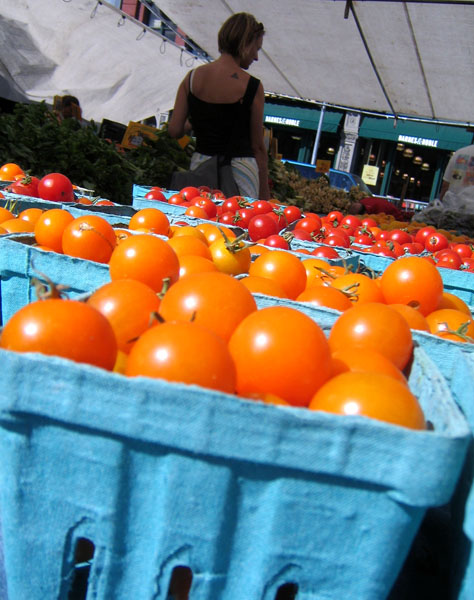
Tomates à Hong Kong (2005)

La production de tomates connait deux grandes filières : la tomate pour la consommation en frais (tomate de marché) d'une part et la tomate destinée à la transformation et la conserve (tomate d'industrie) d'autre part. Cette dernière représente environ la moitié de la production dans l'Union européenne, 80 % aux États-Unis (moyenne 1980-1987) et environ 15 % en Chine (2008).
Selon les statistiques de l'organisation des Nations unies pour l'alimentation et l'agriculture, la production mondiale de tomates s'élevait en 2013 à 164.5 millions de tonnes pour une surface de 4,77 millions d'hectares, soit un rendement moyen de 34.5 t/ha.
Ces chiffres ne tiennent toutefois compte que de la production commercialisée, et n'incluent pas les productions familiales et vivrières qui peuvent être non négligeables dans certaines régions.
La Chine est de loin le premier producteur mondial avec un peu plus du quart du total (50.5 millions de tonnes), production destinée essentiellement (environ 85 %) au marché intérieur pour la consommation en frais. Elle est suivie par cinq pays produisant plus de 5 millions de tonnes : l'Inde, les États-Unis, la Turquie, l'Égypte et l'Iran. Considérée globalement, l'Union européenne se placerait au deuxième rang avec 9,3 % de la production mondiale (15,3 millions de tonnes), dont l'Italie assure près du tiers, et les quatre pays méditerranéens produisant plus de 1 Mt (dans l'ordre : Italie, Espagne, Portugal et Grèce) un peu moins des trois quarts (72,1 %).

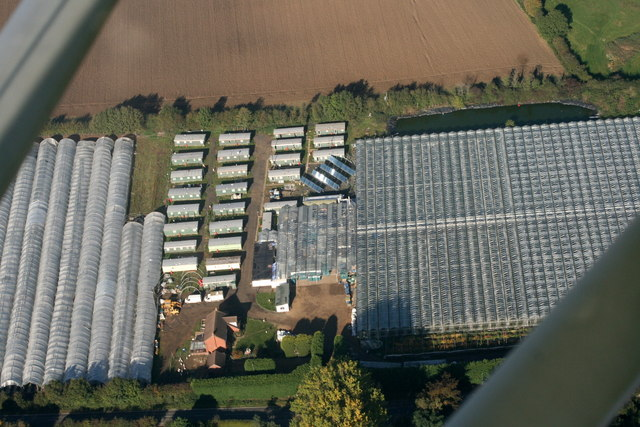
Vue aérienne de la ferme productrice de tomates d'Oakington (Grande-Bretagne) montrant des serres, des tunnels et des maisons mobiles pour les travailleurs (2007)

Sur la période 1961-2013, la production mondiale a été multipliée par près de 6, passant de 27,6 à 164.5 millions de tonnes, soit un taux de croissance annuelle moyen de 3,5%. Cette évolution a été particulièrement forte en Asie, ainsi la Chine a décuplé sa production dans la même période, l'Inde l'a multiplié par 39.
En Chine, le rendement moyen s'établit à 51,47 t/ha, et à 20,7 t/ha en Inde. Il s'étage entre 50 et 90 t/ha dans les pays du Sud de l'Europe, tandis que les pays du Nord, dont la production est quasi exclusivement assurée sous serre, ont des rendements records : 499 t/ha en Belgique, 484 aux Pays-Bas et 418 au Royaume-Uni. Des records de 100 kg/m2, soit 1 000 t/ha, ont même été obtenus aux Pays-Bas dans des serres avec éclairage artificiel.
|             | Pays        | Surface cultivée (milliers d'hectares) | Rendement (tonnes par hectare) | Production (milliers de tonnes) | %      |
| ----------- | ----------- | -------------------------------------- | ------------------------------ | ------------------------------- | ------ |
| 1           | Chine       | 980                                    | 51,58                          | 50 552                          | 30,7 % |
| 2           | Inde        | 880                                    | 20,71                          | 18 227                          | 11,1 % |
| 3           | États-Unis  | 150                                    | 83,84                          | 12 598                          | 7,7 %  |
| 4           | Turquie     | 311                                    | 38,01                          | 11 820                          | 7,2 %  |
| 5           | Égypte      | 213                                    | 40,07                          | 8 534                           | 5,2 %  |
| 6           | Iran        | 164                                    | 37,74                          | 6 174                           | 3,8 %  |
| 7           | Italie      | 95                                     | 51,76                          | 4 932                           | 3 %    |
| 8           | Brésil      | 63                                     | 66,80                          | 4 188                           | 2,5 %  |
| 9           | Espagne     | 45                                     | 81,32                          | 3 684                           | 2,2 %  |
| 10          | Mexique     | 87                                     | 37,66                          | 3 283                           | 2 %    |
| 11          | Russie      | 120                                    | 22,07                          | 2 644                           | 1,6 %  |
| 12          | Ouzbékistan | 63                                     | 35,49                          | 2 247                           | 1,4 %  |
| 13          | Ukraine     | 85                                     | 24.16                          | 2 051                           | 1,2 %  |
| 14          | Portugal    | 18                                     | 96,78                          | 1 742                           | 1,1 %  |
| 15          | Nigeria     | 27                                     | 57,54                          | 1 565                           | 1 %    |
| Total monde | Total monde | 4 762                                  | 34,54                          | 164 493                         | 100 %  |

#### Tomates pour l'industrie

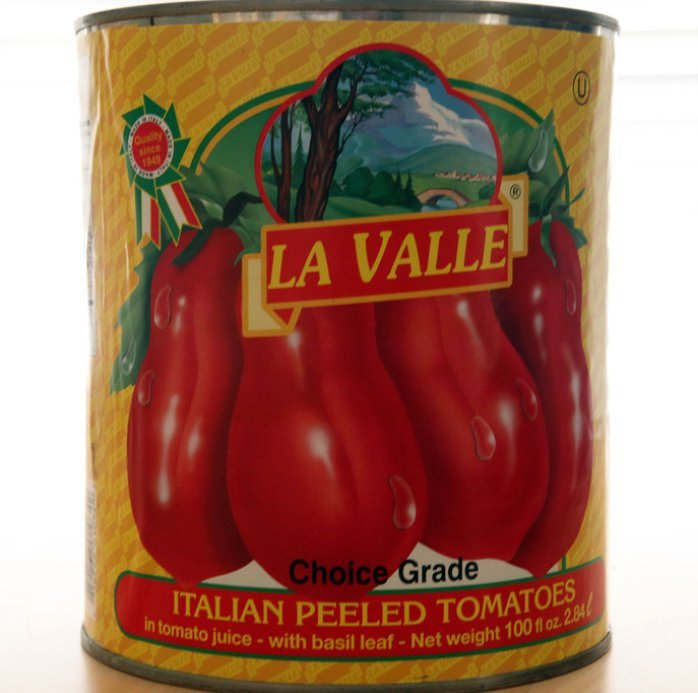
Boîte de tomates San Marzano.

La production de tomates fraîches pour la transformation industrielle représente près d'un quart de la production totale (26,8 millions de tonnes, soit 23,4 % en 2002). Cette culture est pratiquée surtout dans les régions proches du 40e parallèle, essentiellement dans l'hémisphère nord (90 % du total). Il s'agit d'une culture de plein champ, de plus en plus mécanisée. Les trois principales zones de production sont la Californie, le bassin méditerranéen et la Chine. La Californie en produit 10 millions de tonnes, soit 96 % de la production des États-Unis. La production des pays du bassin méditerranéen (onze pays dont cinq de l'Union européenne) s'élève à 10,5 millions de tonnes. La production chinoise atteint 2,8 millions de tonnes en 2002, mais connaît une croissance très rapide. Les autres producteurs notables sont dans l'hémisphère nord le Canada, la Hongrie et la Bulgarie, et dans l'hémisphère sud le Brésil, le Chili et l'Argentine.
Tous ces pays (à l'exception du Brésil) sont représentés par leurs organisations professionnelles de producteurs et d'industriels transformateurs au sein du Conseil mondial de la tomate d'industrie (WPTC), créée en mai 1998 et dont le siège social se trouve à Avignon (France). Les pays méditerranéens sont regroupés dans l'association méditerranéenne internationale de la tomate (Amitom), fondée en 1979 et dont le siège est également à Avignon. Cette organisation rassemble des associations professionnelles de six pays européens (Bulgarie, Espagne, France, Grèce, Italie, Portugal), trois pays hors Union européenne (Israël, Tunisie, Turquie) et six membres associés provenant d’Égypte, de Hongrie, d’Iran, de Malte, d’Ukraine et de Syrie.
Le premier producteur de tomates pour l'industrie, l'Italie, importe de grandes quantités de tomates de Chine (où dominent deux conglomérats Xinjiang Chalkis et COFCO Tunhe), de Californie ou encore d'Espagne, conditionnées en barils sous forme de concentré. Après avoir été transformées en ketchup et autres sauces tomate, elles sont conditionnées dans des conserves portant la mention « produites en Italie », avant d'être exportées exemptées de droits de douane, et à bon prix. Ce « tomato business » a pris une telle ampleur qu'une partie du marché de la tomate est contrôlé par l'agro-mafia dont le chiffre d'affaires dans ce domaine est estimé à 15,4 milliards en 2014.
En France, le principal transformateur de tomates, la société S.A.S. Conserves de Provence, qui était à l'origine une coopérative agricole fondée en 1947 et qui vend ses produits sous la marque « Le Cabanon », a été rachetée en 2004 par un groupe chinois, la Xinjiang Chalkis Company Limited.

### Échanges internationaux
| Pays       | Volume (milliers de tonnes) |
| ---------- | --------------------------- |
| Mexique    | 1 032                       |
| Syrie      | 1 005                       |
| Espagne    | 0 987                       |
| Pays-Bas   | 0 777                       |
| Jordanie   | 0 345                       |
| Turquie    | 0 247                       |
| Belgique   | 0 200                       |
| Maroc      | 0 192                       |
| États-Unis | 0 144                       |
| Canada     | 0 142                       |

En 2006, les exportations de tomates fraiches ont porté sur un peu plus de 6 millions de tonnes, soit 4,8 % de la production mondiale de l'année. Les trois premiers pays exportateurs (environ 1 million de tonnes chacun) ont été le Mexique, la Syrie et l'Espagne. Le Mexique fournit essentiellement les États-Unis, et l'Union européenne.
La même année, les premiers pays importateurs de tomates fraiches sont dans l'ordre les États-Unis (environ 1 million de tonnes), l'Allemagne, la France, le Royaume-Uni et la Russie.
Concernant la tomate transformée (pâte et purée), les principaux pays exportateurs sont en 2006 la Chine, l'Union européenne, les États-Unis, le Chili et la Turquie. Cependant, la Chine, dont la production connaît une croissance impressionnante, est de loin l'exportateur le plus important avec 675 000 tonnes de pâte exportée en 2007, chiffre multiplié par six entre 1999 et 2007.
La même année, les principaux pays importateurs sont la Russie, le Japon, l'Union européenne, le Mexique et le Canada.
L'Europe produit un peu plus de 5 millions de tonnes, l'Espagne est le premier producteur européen, devant les Pays-Bas, l'Italie, le Portugal et la France.
En mai 2019 des centaines de tonnes de tomates sont détruites chaque semaine. Les prix pratiqués par les entreprises de la grande distribution seraient trop élevés, dissuadant les potentiels acheteurs, et les importations trop importantes, provoquant une saturation du marché.

### Consommation
Selon les statistiques de la FAO, la consommation mondiale de tomates s'élevait en 2003 à 102,8 millions de tonnes. Elle est un peu moins concentrée que la production, les 18 premiers pays (cf. tableau ci-dessous) représentant 77 % du total. En tête figurent la Chine (24,6 %) suivie par les États-Unis (9,8 %), l'Inde (8,7 %), la Turquie (5,9 %) et l'Égypte (5,9 %). Parmi ces pays, apparaissent aussi la France, l'Allemagne et le Japon qui jouent un moindre rôle dans la production.
Si l'on considère la consommation annuelle par habitant, Le record appartient à la Libye avec 117 kg, suivie de la Grèce (115 kg) et d'autres pays du bassin méditerranéen (dans l'ordre Tunisie, Turquie, Égypte, Italie, Liban).
Ces chiffres ne tiennent pas compte de l'autoconsommation.
| Pays        | Consommation totale (milliers de tonnes) | Consommation par habitant (kg/habitant/an) |
| ----------- | ---------------------------------------- | ------------------------------------------ |
| Chine       | 25 265                                   | 19                                         |
| États-Unis  | 10 109                                   | 34                                         |
| Inde        | 0 6 836                                  | 6                                          |
| Turquie     | 0 6 112                                  | 85                                         |
| Égypte      | 0 6 070                                  | 84                                         |
| Italie      | 0 3 797                                  | 66                                         |
| Iran        | 0 3 394                                  | 49                                         |
| Brésil      | 0 3 305                                  | 018                                        |
| Russie      | 0 2 540                                  | 017                                        |
| Espagne     | 0 1 753                                  | 42                                         |
| France      | 0 1 556                                  | 025                                        |
| Royaume-Uni | 0 1 347                                  | 22                                         |
| Grèce       | 0 1 268                                  | 115                                        |
| Mexique     | 0 1 253                                  | 12                                         |
| Allemagne   | 0 1 226                                  | 14                                         |
| Ukraine     | 0 1 170                                  | 24                                         |
| Ouzbékistan | 0 1 096                                  | 42                                         |
| Japon       | 0 1 066                                  | 8                                          |

#### En France

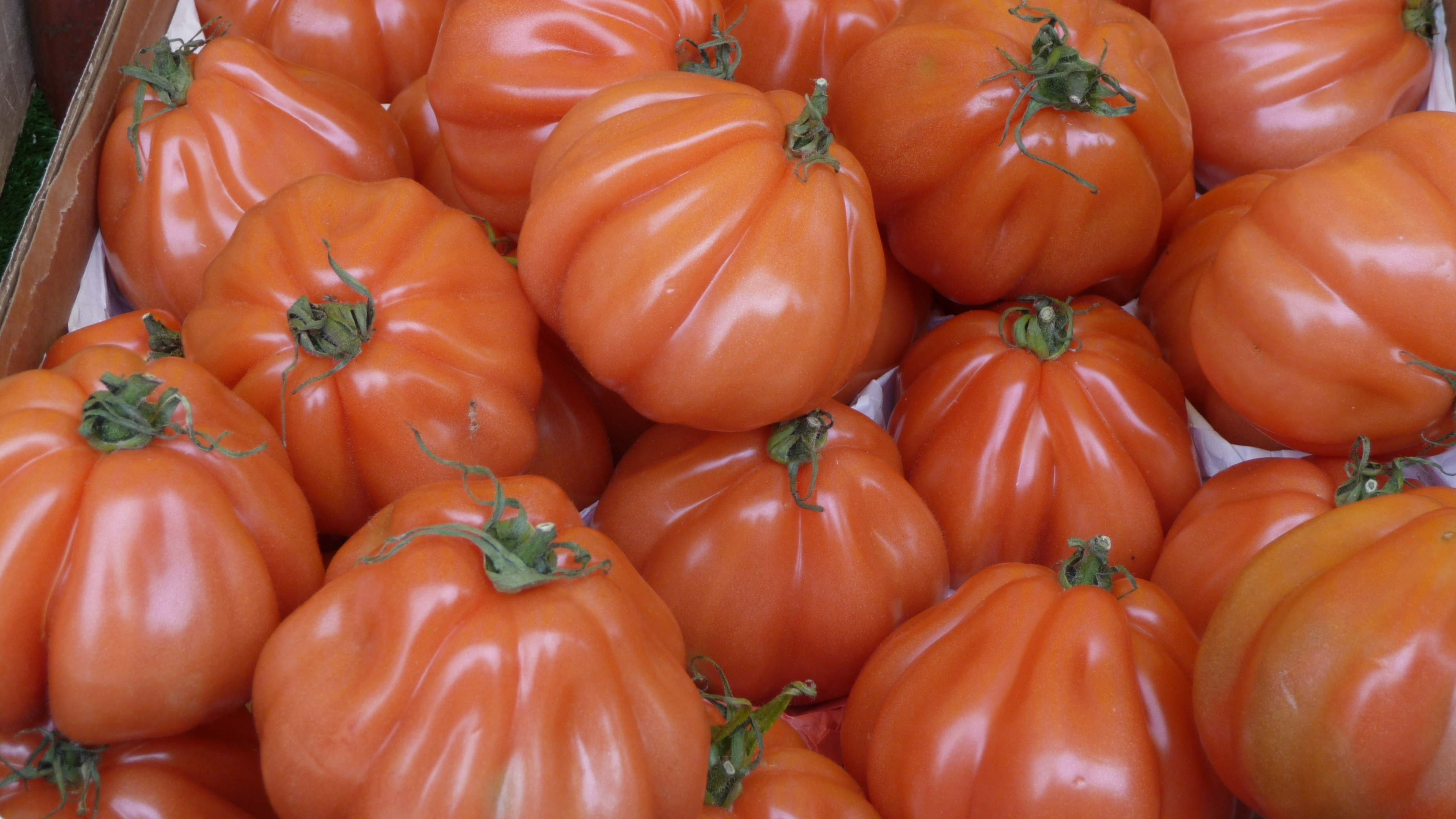
Tomates de type Liguria à un marché d'Épône (France).

En 2017, la France a produit 743 772 tonnes de tomates . La surface cultivée est de 4 681 ha, soit un rendement de 158,9 tonnes par hectare. La Bretagne étant la première région productrice (39 % de la production, devant les Pays de la Loire 15 %). Les tomates vendues de décembre à février sont généralement importées, essentiellement du Maroc et d'Espagne. L'indication de la provenance est obligatoire. Les importations se sont élevées, en 2017 à 507 136 tonnes et les exportations à 230 586 tonnes.
La tomate est le premier légume consommé par les Français en volume, et le second fruit après la pomme, avec un peu plus de 14 kg par ménage et par an

### Normes
Au niveau international, des normes sont définies par le codex Alimentarius, programme commun de la FAO et de l'OMS. Elles concernent les tomates fraîches, les tomates en conserve, les jus de tomates et les concentrés de tomates traités.

### Aspect stratégique, guerre commerciale et condition des travailleurs
L'importance du commerce de la tomate donne lieu à des guerres commerciales stratégiques entre les principaux pays producteurs, impliquant notamment les États-Unis, la Chine et l'Italie. Celles-ci impliquant parfois certains des plus hauts responsables de ces pays. (par exemple en Chine : certains généraux de l'armée populaire de Chine).
Cette guerre concurrentielle pousse les producteurs à recourir à des pratiques de minimisation extrême des coûts, notamment humain, via la mise en œuvre de conditions de travail précaires dans les exploitations (s'appuyant notamment sur une main d'œuvre issue de l'immigration) que certains dénoncent comme étant proches de l'esclavage,,.

## Utilisation

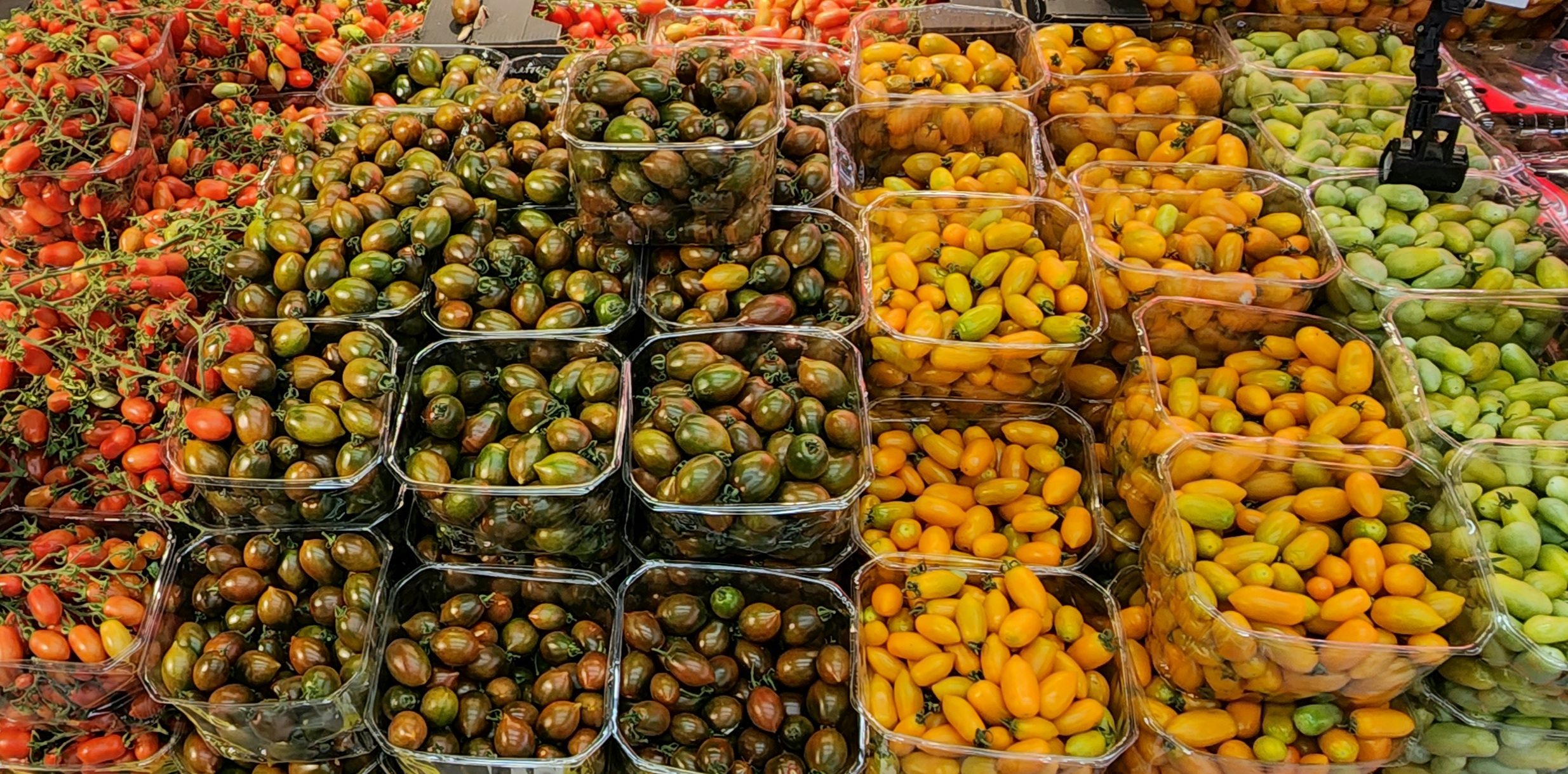
Variétés de tomates colorées

La tomate (le fruit) tient une place importante dans l'alimentation humaine. Bien que ce soit un fruit sur le plan botanique, elle se consomme comme un légume soit crue, soit en salade, souvent en mélange avec d'autres ingrédients, soit en jus, soit cuite dans d'innombrables préparations culinaires.
Elles sont alors transformées industriellement, à partir de produits frais, en conserves ou surgelés, sous forme de purée, de concentré, d'autres condiments, de sauces et de plats préparés. Des industries de transformation de la tomate sont implantées dans toutes les régions du monde et sont approvisionnées par des milliers d'hectares de culture mécanisée.

### Alimentation

#### Valeur nutritionnelle
La tomate est un aliment diététique, très riche en eau (93 à 95 %) et très pauvre en calories (17 kcal pour 100 grammes), riche en éléments minéraux et en vitamines (A, C et E).
Les glucides, 2 à 3 %, sont constitués principalement de fructose et de glucose.
Les sels minéraux, dont la teneur dépend aussi du sol et des apports d'engrais, sont composés pour près de la moitié de potassium, environ 235 mg pour 100 g de tomate.
La tomate contient plusieurs vitamines hydrosolubles dont la principale est la vitamine C. La teneur, de 10 à 30 mg/100 g, dans la tomate crue est fortement réduite dans la tomate cuite (environ 16 mg).
La purée de tomate contient environ 52 ng/g de nicotine, soit environ la moitié de la teneur de l'aubergine et largement en deçà du seuil de toxicité.

### Goût
Certains consommateurs se plaignent du manque de goût des tomates disponibles sur le marché. Les qualités organoleptiques de ce fruit, qui incluent l'aspect, le goût et la texture, dépendent de divers paramètres liés à la génétique et aux conditions de culture, de récolte et de conservation. Le goût est lié notamment à l'équilibre entre sucres et acides, en particulier à la teneur en acide malique et en saccharose, et à la présence de divers arômes volatils. Cet équilibre dépend largement des conditions de mûrissement du fruit.
Parmi les facteurs ayant entraîné une perte de goût des tomates figure la sélection de variétés dites « longue conservation » qui possèdent un gène particulier, le rin (ripening inhibitor), qui induit des effets négatifs sur la qualité dont les mécanismes sont mal connus. Des recherches ont été menées récemment sur ce sujet, notamment dans le cadre du projet EU-SOL inscrit dans le sixième programme-cadre pour la recherche et le développement technologique de l'Union européenne.
La conservation des tomates à 4 °C leur fait perdre jusqu'à deux tiers des composés volatils qui contribuent à leur goût, tandis qu'une conservation à 20 °C développe ces composés. Il est également possible de restaurer ces arômes, si la tomate a passé moins d'une semaine au réfrigérateur, en la sortant 24 h avant consommation.
On trouve, dans le goût de la tomate et particulièrement de la sauce tomate, la cinquième saveur fondamentale, l'umami, qui est liée à la présence d'acide glutamique dans le fruit mûr.

#### Usages
La tomate est aujourd'hui un légume-fruit très important en cuisine, entrant dans la composition de nombreuses recettes.

##### Tomate fraîche
La tomate peut se consommer soit crue, soit cuite.
Crue, la tomate peut se manger nature, à la croque au sel, mais elle entre le plus souvent dans la composition de salades simples ou composées, comme la salade niçoise. Elle est également l'ingrédient de base du gazpacho, soupe froide, spécialité originaire d'Andalousie.
Cuite, la tomate se prépare de diverses manières : sautée, farcie, en sauce… C'est aussi un ingrédient de diverses sauces. La cuisson détruit une partie des vitamines mais favorise l'assimilation du lycopène.
Les tomates vertes ou incomplètement mûres peuvent servir à la confection de confiture, ce qui est une manière d'utiliser les tomates cueillies en fin de saison qui ne peuvent atteindre une maturité complète.
On peut décorer certains plats en confectionnant des roses en peau de tomate. Elles se font simplement en pelant une tomate bien ferme avec un couteau d'office en inox, en formant un ruban régulier qui, enroulé sur lui-même et posé sur la base de la tomate préalablement coupée, formera la « rose ».

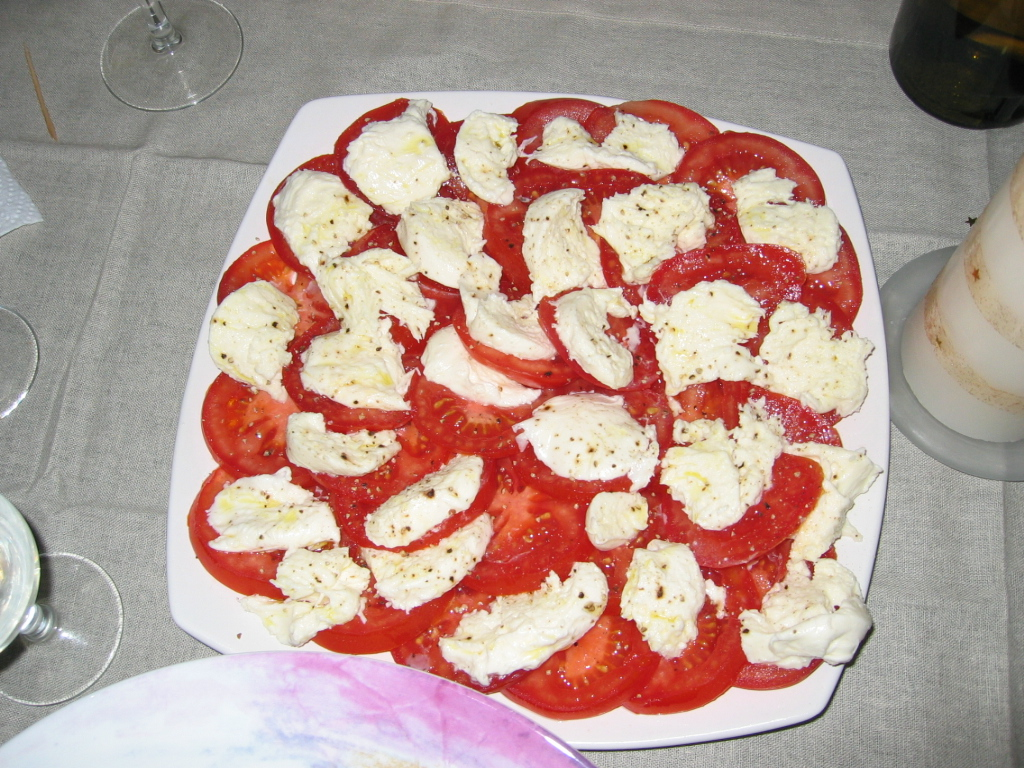
Salade caprese (tomates mozzarella).
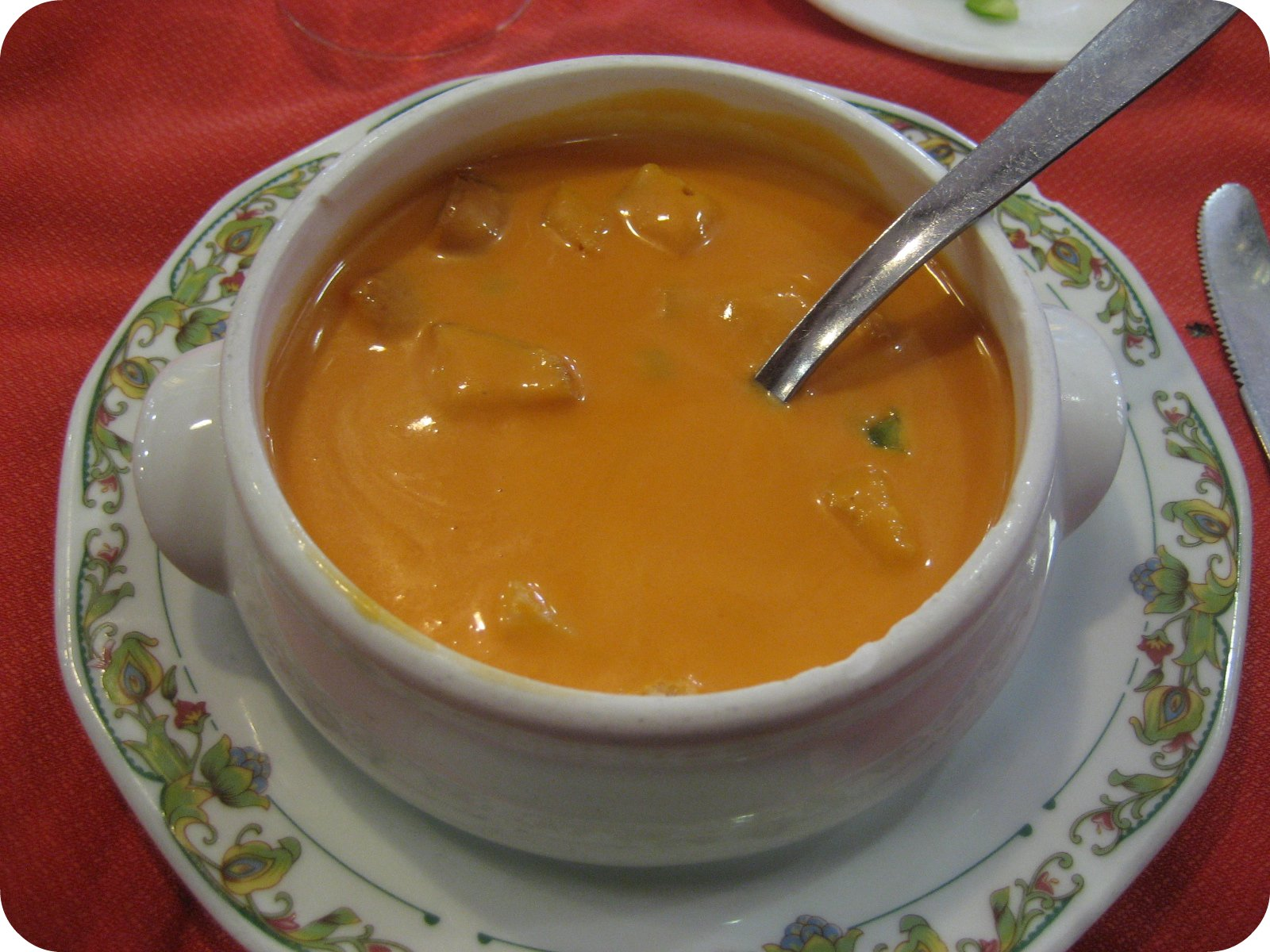
Bol de gaspacho andalou.
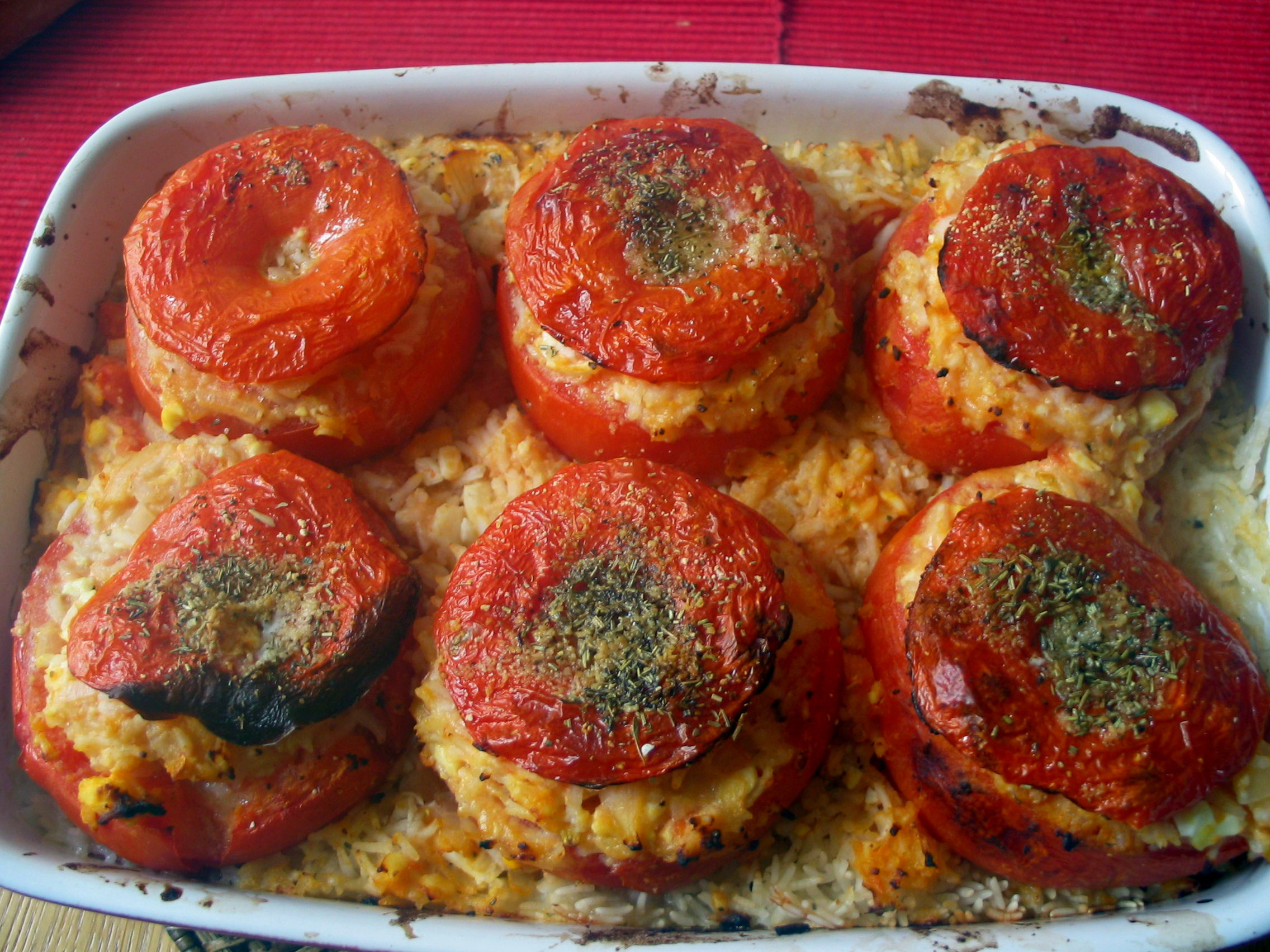
Tomates farcies.

##### Tomate transformée
La tomate fait l'objet d'une importante industrie de transformation, qui fournit au consommateur des tomates séchées, des tomates pelées en boîte, du coulis de tomate, du concentré de tomates (simple ou « double » et même triple concentration), des sauces (dont la sauce tomate, les sauces aigres-douces, le ketchup) et une boisson, le jus de tomate.
Les deux principales transformations industrielles du jus de tomate sont la concentration et le séchage. La concentration est réalisée à chaud sous vide partiel. Selon la température de la concentration, on parlera de concentré hot break (haute température) ou cold break (température moins élevée). Le concentré hot break se caractérise par un goût de « cuit » plus intense mais surtout par une concentration de pectine plus élevée. Le concentré cold break présente un profil aromatique plus proche du jus de tomate originel mais avec un niveau de viscosité plus faible.
Le séchage peut être réalisé par atomisation ou par cylindrage, que ce soit sur du concentré cold break ou hot break. La principale utilisation de la poudre de tomate est la soupe en poudre.

#### Conservation

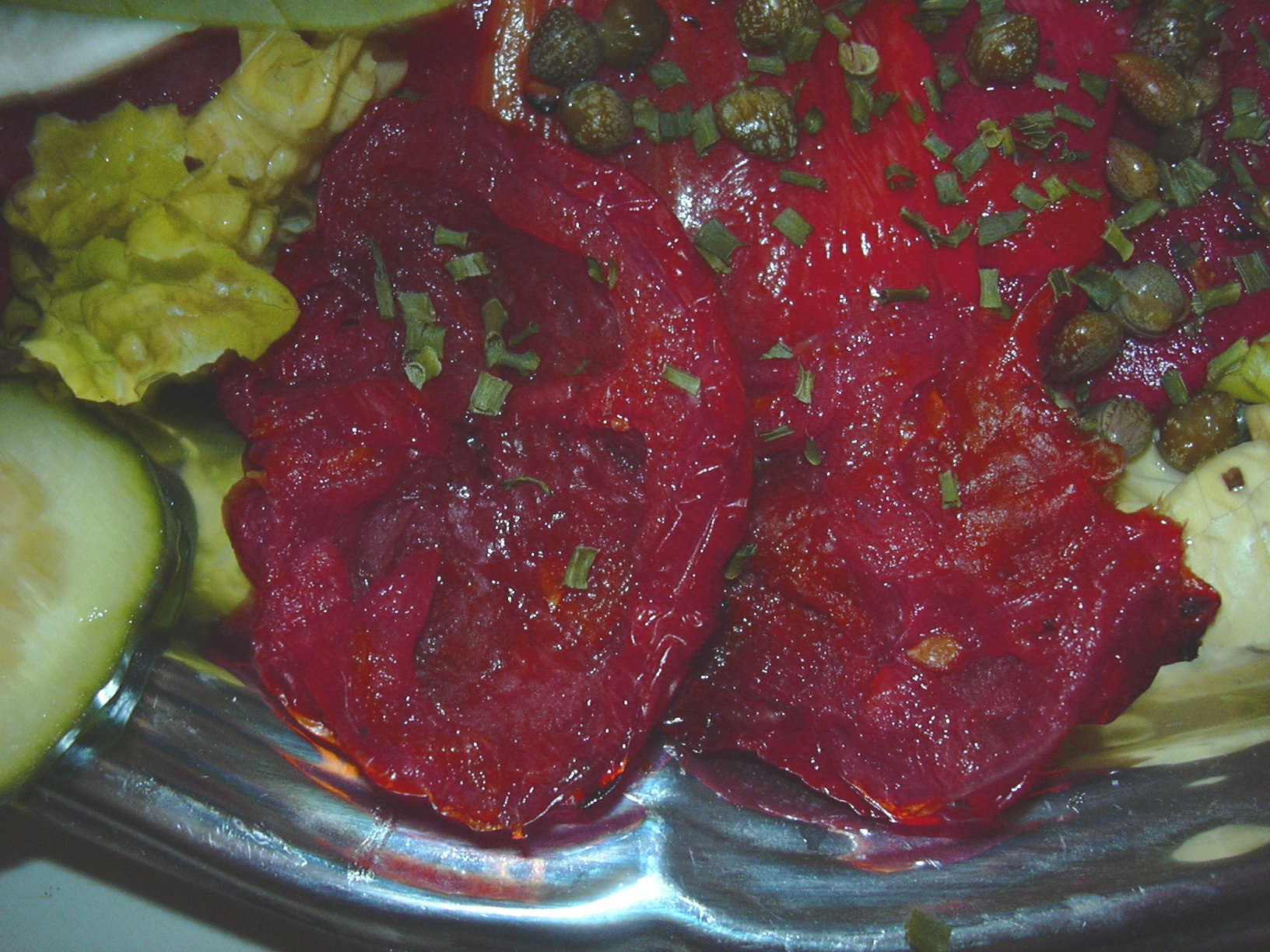
Tomates séchées servies en antipasti.

- Tomates d'automne : effeuillées et suspendues, tête en bas, à l'ombre.
- À température ambiante dans une pièce pas trop sèche, pour en conserver le goût.
- tomate séchée : autour du bassin méditerranéen, elle est évidée, salée puis séchée au soleil.
- conserve de tomates : après ébullition, pelée et salée, elle se conserve dans son jus après stérilisation.
- concentré de tomates : la tomate peut également faire l'objet d'une conservation à long terme après transformation des fruits en une pâte très concentrée : double ou triple concentré de tomates appertisé vendu dans le commerce.

### Santé
La tomate est une source de vitamine A et de vitamine C.

#### Possible prévention contre le cancer
L'institut américain pour la recherche contre le cancer (AICR), classe la tomate dans les aliments anti-cancer. L'AICR indique même qu'il y aurait des études en cours sur le potentiel curatif de la tomate ou de l'un de ses composants le lycopène. Cependant, l'AICR affirme que l'existence d'un lien entre consommation de lycopène et diminution de risque de cancer n'est démontrée que sur l'animal. Elle ajoute que sur l'humain, certaines études ont démontré un lien entre lycopène et réduction du cancer de la prostate, d'autres non, d'autres oui. Elle recommande cependant la consommation de tomate et d'autres aliments contenant du lycopène.
Certaines études publiées sur United States National Library of Medicine (Bibliothèque américaine de médecine) ont ains irévélé que la consommation fréquente ou régulière de tomate pourrait réduire le risque de développer le cancer de la prostate, aussi bien que d'autres tumeurs malignes tels que les cancers du pancréas, du poumon, du côlon, du rectum, de l'estomac, de la cavité orale, de l'œsophage, du sein et du col de l'utérus,,.

##### Point de vue de la FDA
Malgré les demandes de l'industrie agroalimentaire de faire de la tomate un aliment anti-cancer, la Food and Drug Administration (FDA) semble assez frileuse sur le sujet.
Elle a étudié les demandes d'allégation santé liant consommation de tomate et réduction de risque de nombreux cancers, et n'a accepté qu'une formulation très alambiquée. Elle a surtout « rejeté le lien entre le lycopène (élément responsable des bienfaits supposés de la tomate) utilisé comme ingrédient ou supplément alimentaire et la prévention de certains cancers ».
De manière plus détaillée, la FDA conclut :
- Cancer de la prostate : des recherches scientifiques préliminaires et très limitées suggèrent que la consommation de 4 à 8 onces (entre 110 et 230 g) de tomates et/ou de sauce tomate par semaine pourrait réduire le risque de cancer de la prostate[134]. La FDA conclut qu'il y a peu de preuves scientifiques supportant cette allégation[135].
- Cancer de l'estomac : quatre études n'arrivent pas à démontrer un lien entre consommation de tomate et réduction des risques de cancer de l'estomac ; mais trois autres études concluent que la consommation de tomate peut réduire ce risque. En conformité avec ces études, la FDA conclut qu'il n'y a pas assez de preuves pour affirmer que les tomates aident à réduire le risque de cancer de l'estomac[134].
- Cancer de l'ovaire : une même étude suggère que la consommation de sauce tomate deux fois par semaine peut réduire le risque de cancer de l'ovaire, et que la consommation de tomates ou de jus de tomate n'a eu aucun effet sur le risque de cancer de l'ovaire. La FDA conclut donc qu'il est très peu certain que la sauce tomate réduise le risque de cancer de l'ovaire[134].
- Cancer du pancréas : une étude suggère que la consommation de tomates ne réduit pas le risque de cancer du pancréas, mais une étude sur un échantillon plus limité de personnes, suggère que la consommation de tomates peut réduire ce risque. En conformité avec ces études, la FDA conclut qu'il est hautement improbable que les tomates réduisent le risque de cancer du pancréas[134].

#### Usage médicinal
La tomate aurait un usage traditionnel de phytothérapie  notamment grâce à sa teneur en pigments caroténoïdes antioxydants, et plus particulièrement en lycopène, réputé pour ses propriétés anticancéreuses (voir supra) et de prévention contre les maladies cardiovasculaires, en particulier.
Il est à noter que ce lycopène est plus facilement assimilé par la consommation de tomates cuites, la cuisson libérant les nutriments en faisant éclater les cellules végétales.
La tomate a des propriétés diurétiques et désintoxicantes.

##### Maladies cardiovasculaires
Une autre étude menée chez des femmes a démontré que ce même fruit pourrait réduire leurs risques de souffrir des maladies cardiovasculaires et baisser le taux de leurs lipoprotéines de basse densité (LDL). Les chercheurs pensent que ces effets bénéfiques pourraient être dus au lycopène associé à d'autres composés antioxydants et des vitamines,.

#### Toxicité et risques alimentaires
La plante contient dans tous ses organes de l'α-tomatine, glycoalcaloïde stéroïdal toxique, proche de la solanine de la pomme de terre, et qui peut présenter un danger pour le bétail. La tomatine a des propriétés antibiotiques et antifongiques. La teneur en tomatine est faible pour les tomates rouges (mûres), de l'ordre de 0,03 à 0,08 mg/100 g, et nettement plus élevée pour les tomates vertes (immatures), de 0,9 à 55 mg/100 g, sans danger toutefois pour la consommation humaine.
La consommation de tomates, en particulier de tomates crues, peut provoquer chez certaines personnes des indispositions en raison de la présence de saponines et solanine, et des réactions allergiques, pouvant aller jusqu'à un choc anaphylactique. Ce phénomène relativement rare d'allergie alimentaire est dû à la présence dans les tomates mûres de protéines de liaison avec les immunoglobulines E, dont le taux tend à augmenter avec le mûrissement du fruit.
Les tomates fraîches peuvent être contaminées par la salmonelle. Cela s'est notamment produit en Amérique du Nord, vers la fin du printemps 2008 (à partir du 16 avril), entraînant leur retrait des grandes chaînes de restauration et de certains magasins. Aux États-Unis, on recensait au 11 juin 2008, dans 23 États, au moins 228 cas d'intoxications par la salmonelle dus à la consommation de tomates contaminées, provoquant 25 hospitalisations. Au Canada, aucun cas n'a été rapporté, cependant, par mesure de précaution, les grandes chaînes de restauration, telles que McDonald's et KFC, avaient décidé de retirer temporairement les tomates de leur menu.

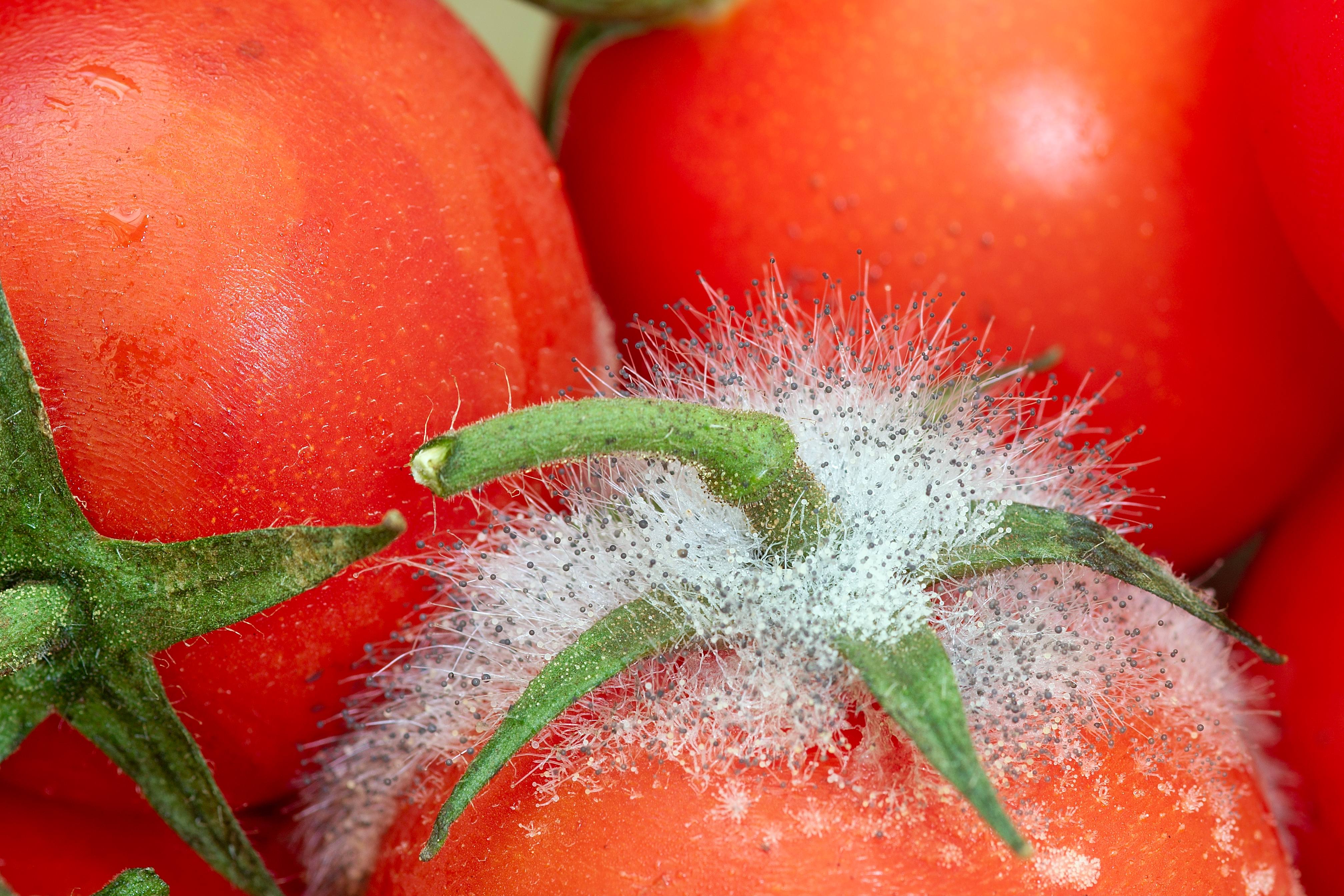
Moisissures sur tomates mûres.

Les tomates trop mûres peuvent être sujettes à diverses moisissures, comme Penicillium expansum, et contenir de ce fait des mycotoxines thermostables comme la patuline. Ces mycotoxines peuvent se retrouver dans des produits dérivés comme les jus de tomate.
Les tomates mises en vente peuvent parfois contenir des résidus de pesticides. En France, selon les contrôles effectués par la DGCCRF, cela concernait en 2004 48,5 % des échantillons analysés. Toutefois, seuls 3,5 % de ces échantillons dépassaient les LMR (limites maximales de résidus) fixées au niveau national ou européen.

### Autres
Le marc de tomate, sous-produit de la transformation industrielle des tomates, est parfois utilisé comme aliment du bétail.
Le purin de tomate, obtenu par macération de feuilles et tiges dans l'eau, serait efficace au jardin pour prévenir ou éloigner certains insectes parasites, notamment les pucerons.
Selon Victor Renaud, une feuille de tomate froissée frottée sur la peau contribuerait à calmer la douleur en cas de piqûre d'insecte.

## Aspects culturels

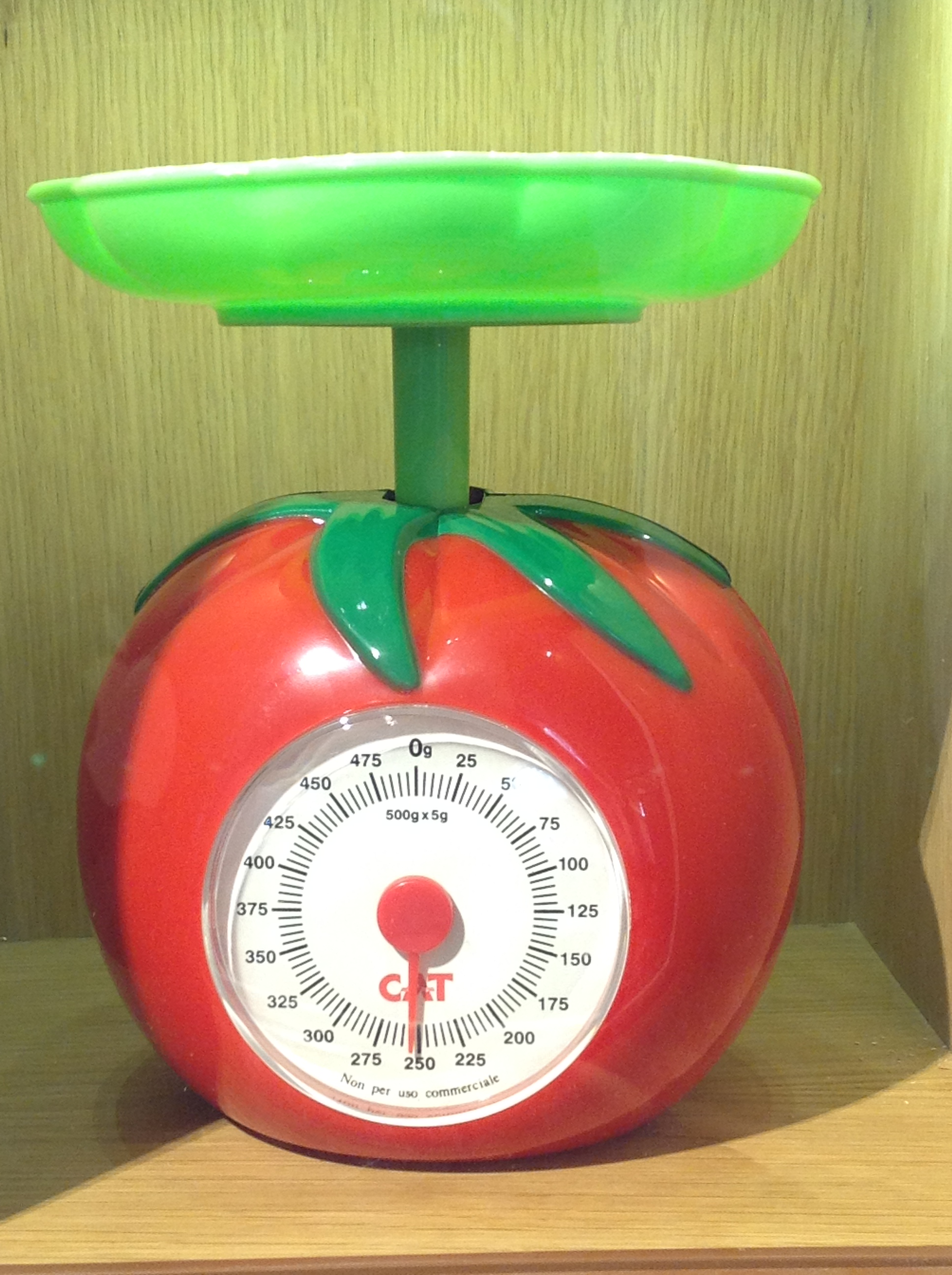
Balance de cuisine en forme de tomate.

L'allure caractéristique de la tomate et l'ampleur de sa consommation induisent son usage comme thème dans la décoration et le design dans le domaine culinaire.

### La fruit des loups
Des illustrations des XVIe et XVIIe siècles montrent des humains changés en loups après avoir ingéré, les nuits de pleine lune, ce fruit alors défendu car réputé très dangereux, parfois appelé en Allemagne « la pêche des loups ».

### La légende de la «pomme d'amour»
Des visions érotogènes suscitées par des Français avaient nommé la tomate « pomme d'amour », sans doute engendrées par les alcaloïdes présents dans le fruit.
À Marmande (Lot-et-Garonne) la légende de la pomme d'amour raconte comment un galant rapporta « des isles » les premières graines de tomate pour les offrir à sa belle. Dans cette ville, la « Confrérie des chevaliers de la Pomme d'Amour » s'attache à promouvoir et défendre la tomate de Marmande.

### Les fêtes de la tomate
De nombreuses fêtes de la tomate sont organisées dans le monde, notamment aux États-Unis, en Europe et dans divers pays comme Israël, l'Argentine ou l'Australie. Ce sont souvent des « fêtes des plantes » axées sur la tomate et souvent d'autres légumes dans lesquelles sont présentés des fruits de nombreuses variétés, des concours des plus belles tomates, et qui sont l'occasion pour les passionnés d'échanger des semences ou de découvrir de nouvelles recettes.
En France, une « fête de la tomate et des légumes anciens » se tient depuis quelques années à la mi-septembre à Haverskerque (Nord). À Gunnedah (Nouvelle-Galles du Sud) en Australie, la National Tomato Competition organisée en janvier est un concours de la plus grosse tomate.
Celle qui est organisée chaque année en août à Bunyol, commune espagnole de la province de Valence, la Tomatina, se distingue par son caractère de bataille festive dans laquelle les seules munitions utilisées sont des tomates bien mûres. Une fête similaire, La Gran Tomatina Colombiana, se déroule en Colombie dans la commune de Sutamarchán, chaque année en juin depuis 2005.

### La tomate dans la langue française
Comme celui d'autres fruits et légumes, le nom de la tomate est attribué au 28 vendémiaire du calendrier républicain ou révolutionnaire français, généralement chaque 19 octobre du calendrier grégorien.
Dans la langue française une tomate désigne un cocktail constitué d'un mélange de pastis et de sirop de grenadine. C'est aussi le nom d'une couleur, le rouge tomate (code HTML #DE2916).
Expressions, en rapport avec la couleur rouge :
- « être rouge comme une tomate », c'est être rouge de honte,
- « écraser des tomates », c'est avoir ses règles[157].

### La tomate dans la littérature
Georges Perec illustre l'importance de la symbolique de la tomate dans l'art lyrique dans son inénarrable « Mise en évidence expérimentale d'une organisation tomatotopique chez la soprano (Cantatrix sopranica L.) » dont la version anglaise est publiée au Seuil dans la collection « La librairie du XXe siècle » sous le titre Cantatrix sopranica L. et autres écrits scientifiques.

### La tomate dans l'art

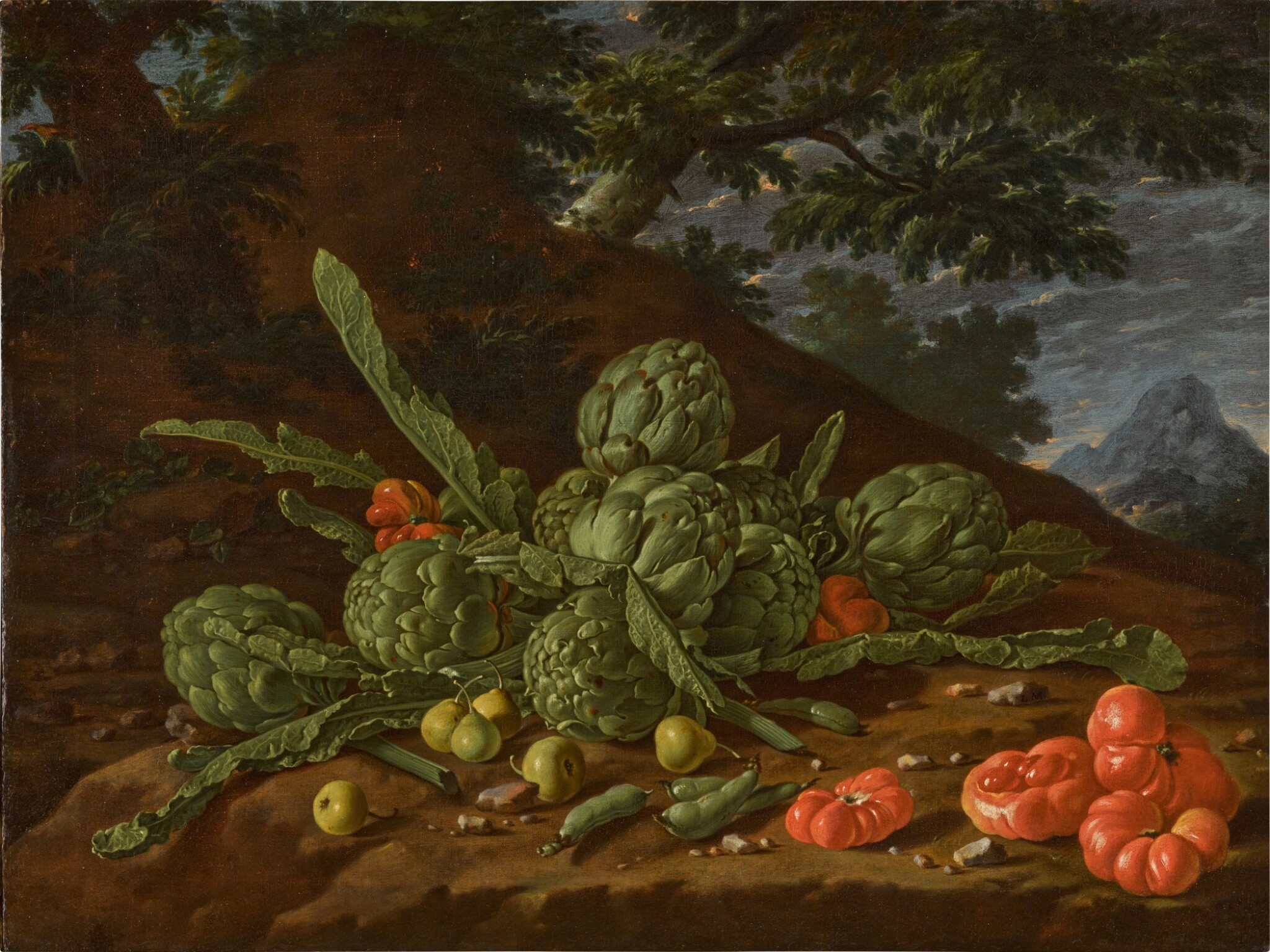
Tableau montrant des tomates rouges, par L. Meléndez

La tomate est présente dans plusieurs natures mortes italiennes et espagnoles du XVIIe et XVIIe siècles. À titre d'illustration, on peut citer la Nature morte aux concombres et tomates du peintre espagnol Luis Meléndez.
Pablo Picasso a peint en août 1944 une série de neuf tableaux représentant un plant de tomate sur le rebord d'une fenêtre. Réalisées dans l'appartement de son ancienne compagne, Marie-Thérèse Walter et de sa fille Maya à Paris, où le peintre s'était réfugié pendant les combats pour la Libération de la capitale, ces peintures sont, selon Jean Sutherland Boggs, « une métaphore pittoresque et décorative de la nécessité pour l'être humain de survivre et prospérer même sous les contraintes de la guerre ».

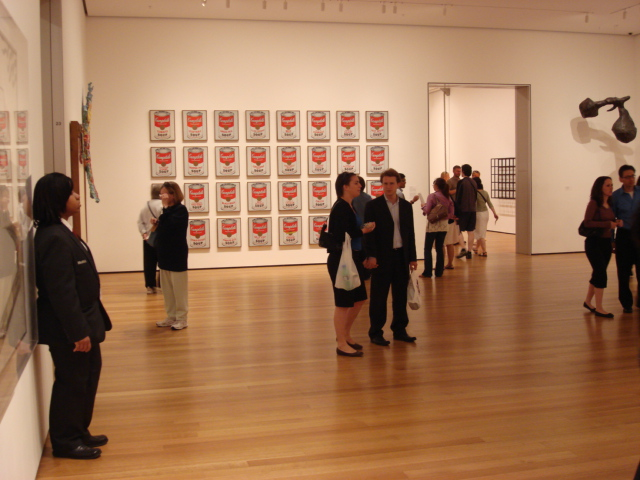
Campbell's Soup Cans, l'œuvre exposée au Museum of Modern Art de New York.

En 1962, Andy Warhol a produit une œuvre intitulée Campbell's Soup Cans, constituée d'une série de 32 tableaux représentant une série de boîtes de soupes rouge et blanche de la société Campbell, au premier rang desquelles la soupe de tomate.
Les formes arrondies de la tomate ont inspiré en 1971 au designer finlandais Eero Aarnio le dessin du « fauteuil tomate » (tomato chair).
Dans un registre humoristique, Alphonse Allais intitula en 1882 un tableau abstrait uniformément rouge « Récolte de la tomate par des cardinaux apoplectiques au bord de la Mer Rouge ».

### Symbolique
Chez les Bambaras, peuple d'Afrique de l'Ouest (Mali, Sénégal, Guinée), la tomate est un symbole de fécondité, et les couples doivent en manger avant de s'unir.
La tomate est l'emblème, fruit ou légume officiel, de plusieurs États américains :
- Arkansas (fruit et légume officiel), il s'agit d'une variété à fruits roses, la South Arkansas Vine Ripe Pink Tomato ;
- Louisiane (légume officiel), variété Creole tomato ;Logo du parti socialiste néerlandais.
- New Jersey (légume officiel) ;
- Ohio (fruit officiel)[165] ;
- Tennessee (fruit officiel).

Logo du parti socialiste néerlandais.

En outre, le jus de tomate est la boisson officielle de l'Ohio.
Le parti socialiste néerlandais a adopté comme symbole une tomate rouge qui figure dans son logo.

## Fruit ou légume?

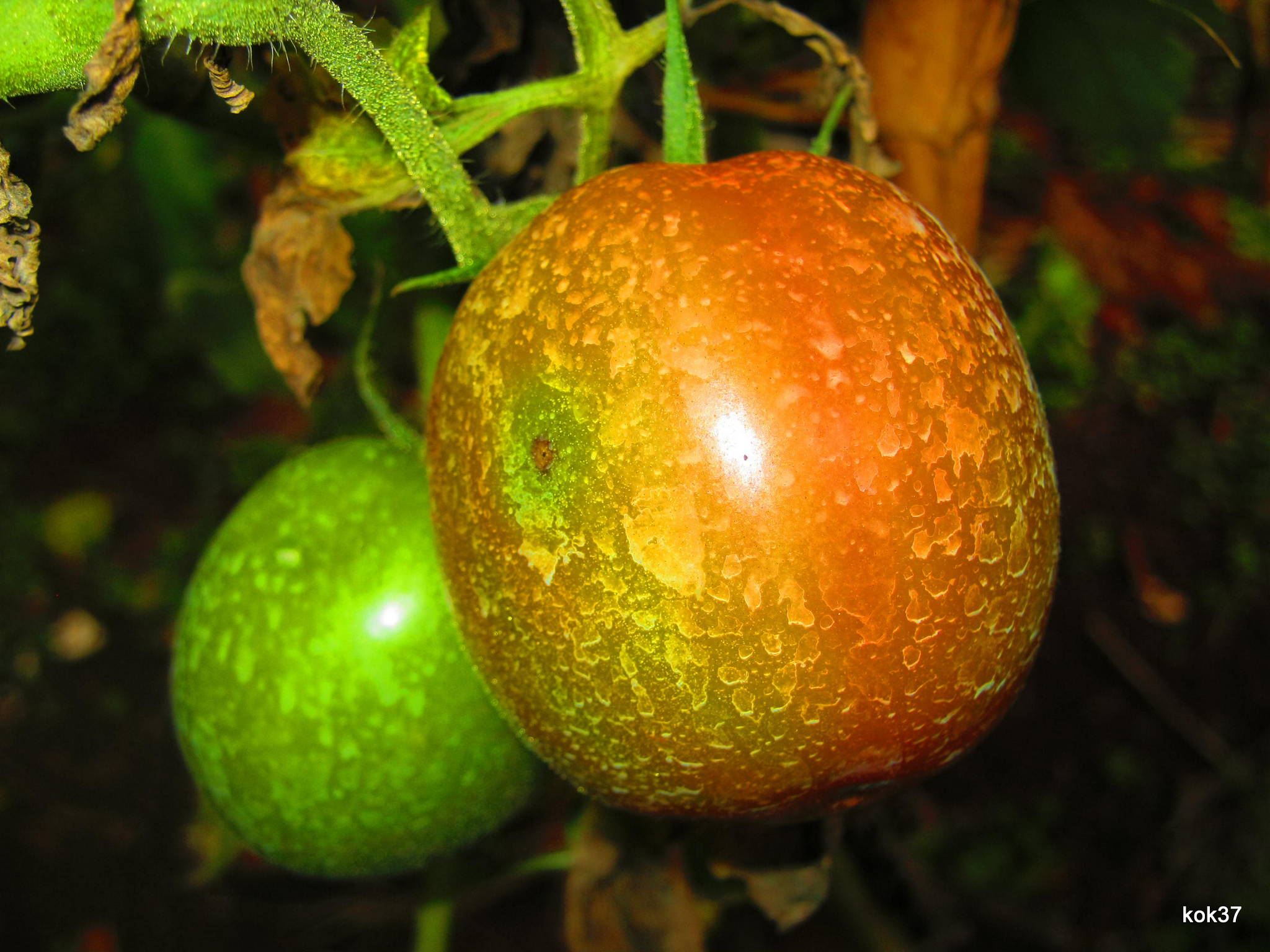
Tomates.

La tomate dérive, y compris ses graines, de la transformation de l'ovaire d'une plante à fleurs. Cependant, d'un point de vue culinaire, elle n'a pas le même goût sucré que les fruits consommés comme tels, le plus souvent à la fin du repas, et est généralement servie, comme légume, dans des préparations salées, en entrée ou en salade, ou en accompagnement du plat principal. L'origine de la controverse vient du fait que les tomates sont traitées comme des fruits dans les pratiques de conserve domestique. Les tomates ont en effet une acidité suffisante pour être préparées à l'eau plutôt que dans un stérilisateur à vapeur comme c'est le cas pour les « légumes ».
Cette controverse a eu des implications légales aux États-Unis. En 1887, des droits de douane appliqués aux légumes mais pas aux fruits ont fait du statut de la tomate un sujet d'importance au regard de la loi. La Cour suprême des États-Unis mit fin à la controverse le 10 mai 1893 en déclarant que la tomate était un légume, selon la définition populaire qui classe les légumes, généralement servis au cours du repas et non au dessert, en fonction de leur utilisation (Nix v. Heden (149 U.S. 304)). La décision s'applique seulement à l'interprétation du tarif douanier du 3 mars 1883 et la Cour ne prétend pas reclasser la tomate pour d'autres considérations que celles relatives au paiement de taxes douanières.
La tomate a été choisie comme légume-emblème officiel par l'État du New Jersey. L'Arkansas en revanche n'a pas tranché entre fruit et légume en faisant de la variété South Arkansas Vine Ripe Pink Tomato à la fois le fruit-emblème et le légume-emblème de l'État, dans une décision unique citant ses usages culinaires et la classification botanique. En 2006, la chambre des représentants de l'Ohio adopta une loi qui devait déclarer la tomate comme le fruit-emblème de l'État, mais elle ne fut pas ratifiée par le Sénat et il fallut attendre avril 2009 pour qu'une nouvelle loi fasse de la tomate le fruit officiel de l'Ohio. Le jus de tomate est depuis 1965 la boisson officielle de l'Ohio. Alexander W. Livingston, originaire de Reynoldsburg (Ohio), a joué un grand rôle dans la popularisation de la tomate vers la fin des années 1800.
Du fait de la définition scientifique du fruit, la tomate reste considérée comme un fruit aux États-Unis dès lors qu'il ne s'agit pas de questions douanières. Ce n'est d'ailleurs pas le seul fruit botanique consommé comme légume : l'aubergine, le concombre et les courges de toutes sortes partagent la même ambiguïté.

## Records

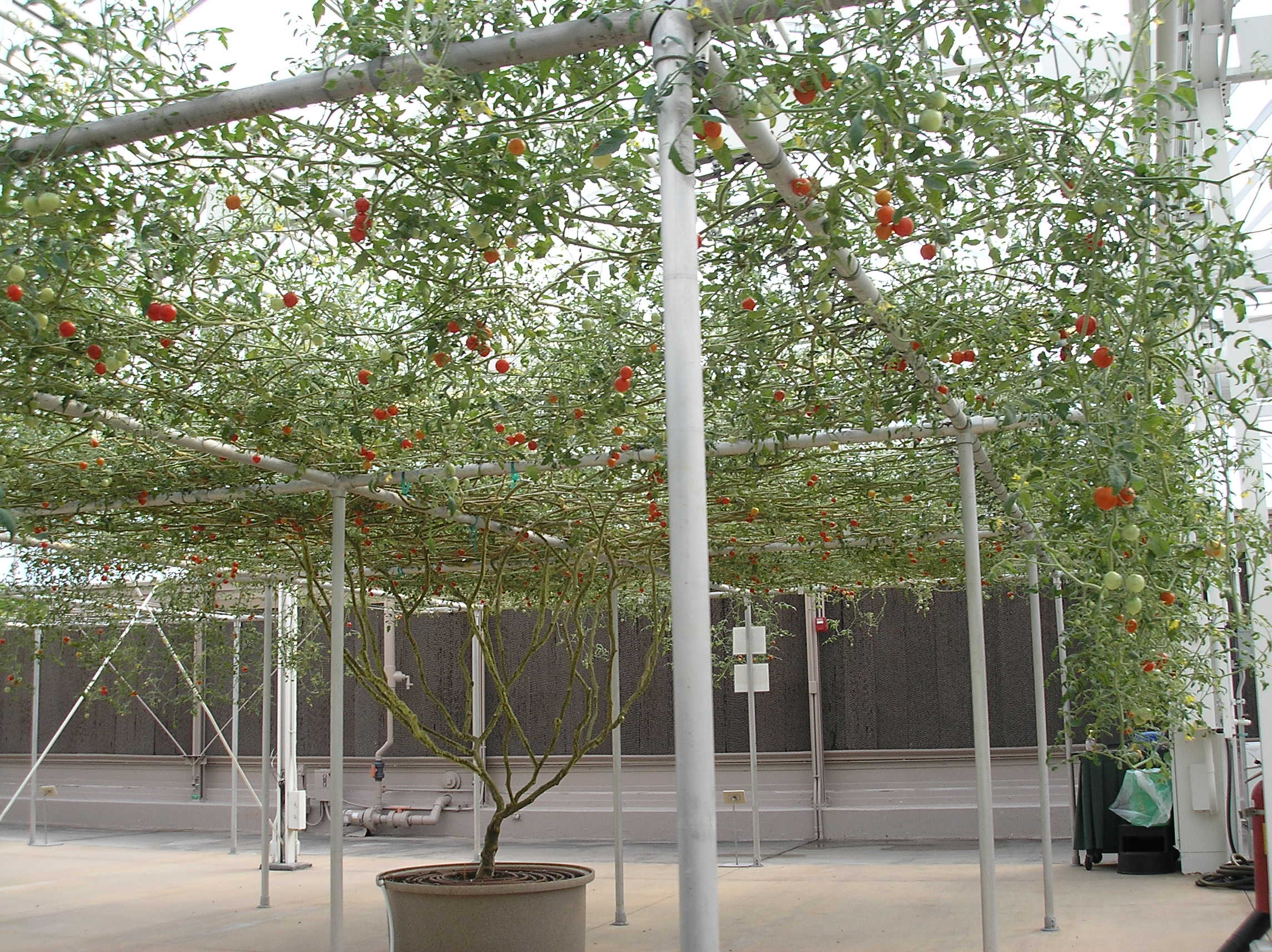
Le pied de tomate tel qu'il est vu par les passagers du circuit Living with the Land à Epcot.

L'immense pied de tomate qui pousse dans les serres expérimentales du parc Disney d'Orlando en Floride est probablement le plus grand du monde. La plante a été reconnue par le Livre Guinness des records pour sa production de 32 000 tomates d'un poids total de 522 kg. Elle produit des milliers de tomates en même temps sur un seul pied. Yong Huang, directeur de science agricole à Epcot, a découvert ce plant unique à Pékin (Chine), où il a été créé par hybridation. Huang en rapporta des graines à Epcot et fit construire une serre spécialisée. Les tomates, qui ont la taille d'une balle de golf, sont servies dans les restaurants du parc Disney. Les visiteurs peuvent voir ce pied de tomate record en empruntant le parcours en bateau Living with the Land du parc d'Epcot.
La plus grosse tomate jamais récoltée pesait 3,814 kg. Cette tomate de la variété « Big Zac » fut cueillie aux États-Unis en 2014 par un certain Dan McCoy dans sa serre au Minnesota.
La plus grosse tomate de France pesait 3,795 kg. Cette tomate qui est aussi de la variété Big Zac fut cueillie en 2015 en serre par un certain Fabrice Boudyo à Carsac-de-Gurson en Dordogne.

#### Taxinomie
- (en) Flora of Pakistan : Solanum lycopersicum
- (en) Catalogue of Life : Solanum lycopersicum L. (consulté le 15 décembre 2020)
- (fr) Tela Botanica (France métro) : Solanum lycopersicum
- (fr) Tela Botanica (La Réunion) : Solanum lycopersicum
- (fr) Tela Botanica (Antilles) : Solanum lycopersicum L.
- (fr + en) ITIS : Solanum lycopersicum L.
- (en) NCBI : Solanum lycopersicum (taxons inclus)
- (en) GRIN : espèce Solanum lycopersicum L.
- (fr) Prota (Ressources végétales de l'Afrique Tropicale) : Lycopersicon esculentum

#### Autres documents
- Notices d'autorité :   - LCCN
  - GND
  - Israël
  - Tchéquie
- Notices dans des dictionnaires ou encyclopédies généralistes :   - Gran Enciclopedia Aragonesa
  - Gran Enciclopèdia Catalana
  - Store norske leksikon
- Ressources relatives au vivant :   - Atlas of Florida Plants
  - Australian Plant Name Index
  - Base de données des plantes d'Afrique
  - BioLib
  - Dyntaxa
  - EPPO Global Database
  - Flora Catalana
  - Flora of Wisconsin
  - FloraBase
  - Germplasm Resources Information Network
  - Global Biodiversity Information Facility
  - iNaturalist
  - Interim Register of Marine and Nonmarine Genera
  - International Plant Names Index
  - Michigan Flora
  - Nálezová databáze ochrany přírody
  - NDFF Verspreidingsatlas
  - Nederlands Soortenregister
  - New South Wales Flora Online
  - New Zealand Organisms Register
  - The Plant List
  - Plantarium
  - PLANTS Database
  - Plants of the World Online
  - Portale della Flora d'Italia
  - Système d'information taxonomique intégré
  - The Taxonomicon
  - TAXREF (INPN)
  - Tela Botanica
  - Tropicos
  - VASCAN
  - VicFlora
- Liste de 20 000 variétés de tomates sur Ethno-botanik.org (de)
- Pourquoi toutes les tomates ne se valent pas